# 고속철도

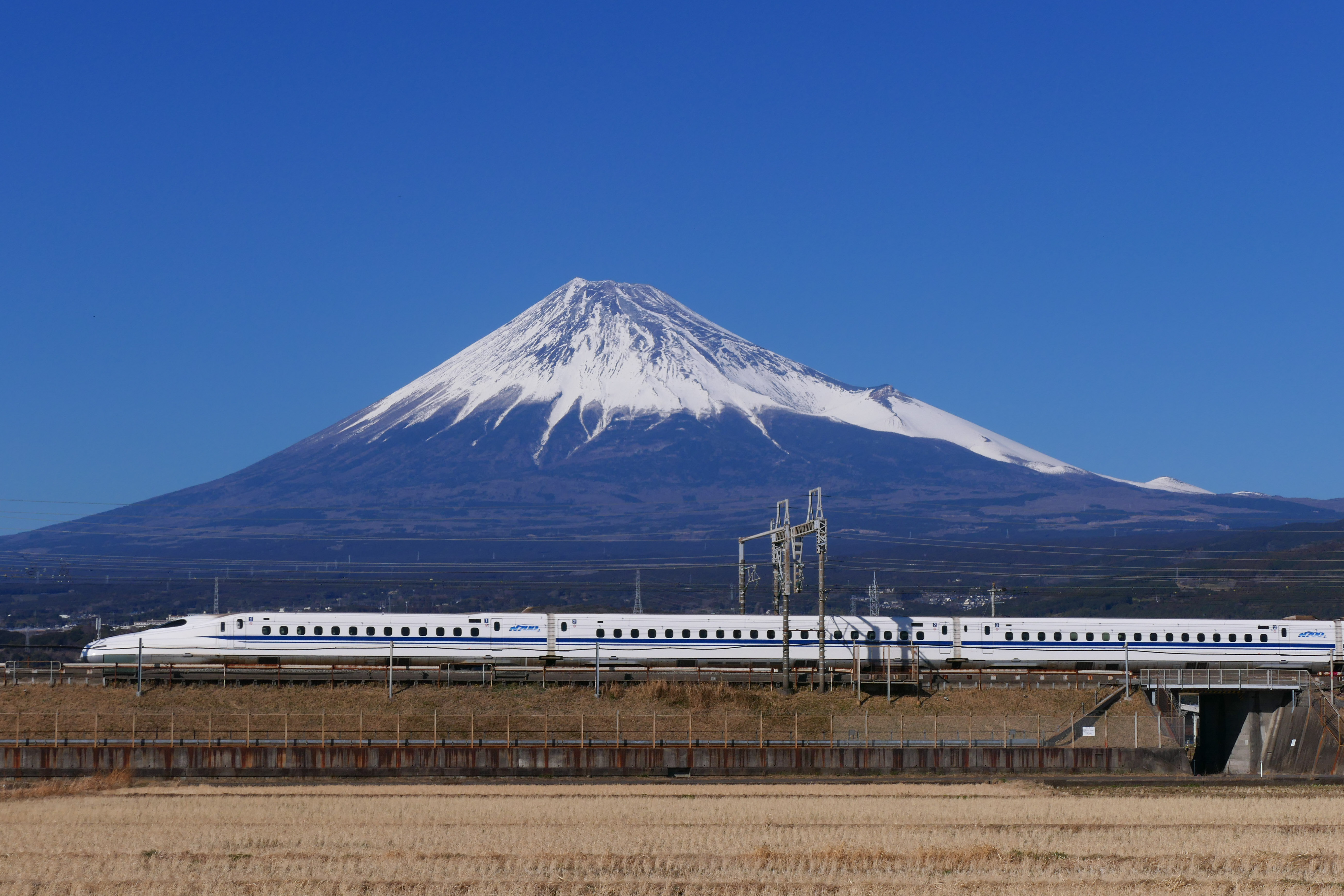
신칸센 N700계 전동차와 후지산

고속철도(高速鐵道, 영어: high-speed rail, HSR) 또는 초특급(超特急, 영어: super-express, bullet train)은 여객 철도의 한 유형으로, 기존의 철도 가운데 가장 빠른 특급보다 더 빠른 철도 차량, 또 그에 대응할 수 있는 시설들을 지칭한다. 고속철도에 대한 정의는 각 국가별로 다소 다르지만, 가장 대표적으로 사용되는 정의로는 유럽 연합에 의한 정의로, 개량된 선로에서 200 km/h 이상, 새로 건설된 선로에서 250 km/h 이상을 내도록 설계된 차량과 시설을 일컫는다. 철도를 협의적 범위로 간주하여 철 차륜 고속철도만을 고속철도로, 이외의 자기 부상식 등의 고속철도를 자기부상열차로 칭하기도 하나, 광의적 범위에 따른 고속철도는 철 차륜, 자기 부상식 모두를 아울러 일컫는 용어다.
일반적으로 세계 최초로 여겨지는 상업용 고속철도는 1964년에 개업한 일본의 도카이도 신칸센으로, 신칸센 0계 전동차를 이용해 210 km/h의 영업 운전을 시행하였고, 1975년에 산요 신칸센 전구간 개통으로 도쿄역에서 하카타역까지 직결 운행을 개시한 바 있다.

## 기준
고속철도에 대한 정의와 그 기준은 국가·지역별로 상이하며, 국제기구와 지역 기관별로 그 표준이 다르다. 또한 여러 국가에서 고속철도에 대한 법적 정의와 기술 표준을 자체적으로 개발하였다.
- 국제철도연맹(UIC)의 분류법[2]
  - 범주 I: 고속 주행을 위한 신규 선로로서 최대 주행 속도가 최소 250km/h 이상인 철도
  - 범주 II: 고속 주행을 위한 개량 선로로서 최대 주행 속도가 최소 200km/h 이상인 철도
  - 범주 III: 고속 주행을 위한 개량 선로로서 최대 주행 속도가 최소 200km/h 이상이지만 지형적 제약이나 도심 구간 등을 이유로 일부 구간은 속도가 낮은 철도

- 〈유럽 연합 지침 96/48/EC〉 부록 1의 정의[3]
  - 인프라: 고속 이동용으로 건설되었거나 고속 이동용으로 개량된 선로
  - 최저 속도: 고속 이동용 건설 노선 최저 속도는 250km/h, 개량 선로 최저 속도는 200km/h(124mph)
  - 운영 조건: 완벽한 호환성·안전성 및 서비스 품질을 위한 인프라와 함께 설계된 고속 차량

- 국가별 기준
  -  대한민국 - 〈철도사업법〉(2004)을 통해 고속철도를 정의하고 있다. 대부분의 선로에서 300km/h 이상의 속도로 운행할 수 있는 '고속철도 노선'과 대부분의 선로에서 200km/h에서 300km/h 사이의 속도로 운행할 수 있는 '준고속철도 노선', 대부분의 선로에서 최대 200km/h 미만의 속도로 운행할 수 있는 '일반 노선 등 철도 노선과 열차를 세 가지 유형으로 분류되어 있다.
  -  중국 - 〈중국 철도부령〉(2013) 제43호는 고속철도를 '시속 250km 이상의 속도로 운행되도록 설계된 새로운 여객 철도 노선'으로 정의하였다.[4]
  -  일본 - 1970년 5월 18일 제정된 〈전국 고속철도 건설에 관한 법률〉제2조는 고속철도를 '주요 구간에서 시속 200km 이상의 속도로 운행할 수 있는 간선철도'로 정의함으로써 일본의 고속철도에 대한 정의를 공식화하였으며, 1964년부터 운행을 시작한 신칸센망의 틀을 확립하였다.[5][6]
  -  오스트레일리아 - 〈고속철도청법〉(2022)은 오스트레일리아의 고속철도를 '시속 250km를 초과하는 속도로 운행할 수 있는 열차를 지원할 수 있는 철도'로 정의하고 있다.[a][7] 2025년 현재 오스트레일리아에는 이 정의를 충족하는 철도가 없다.[8]

## 국가별 역사

### 유럽

#### 프랑스

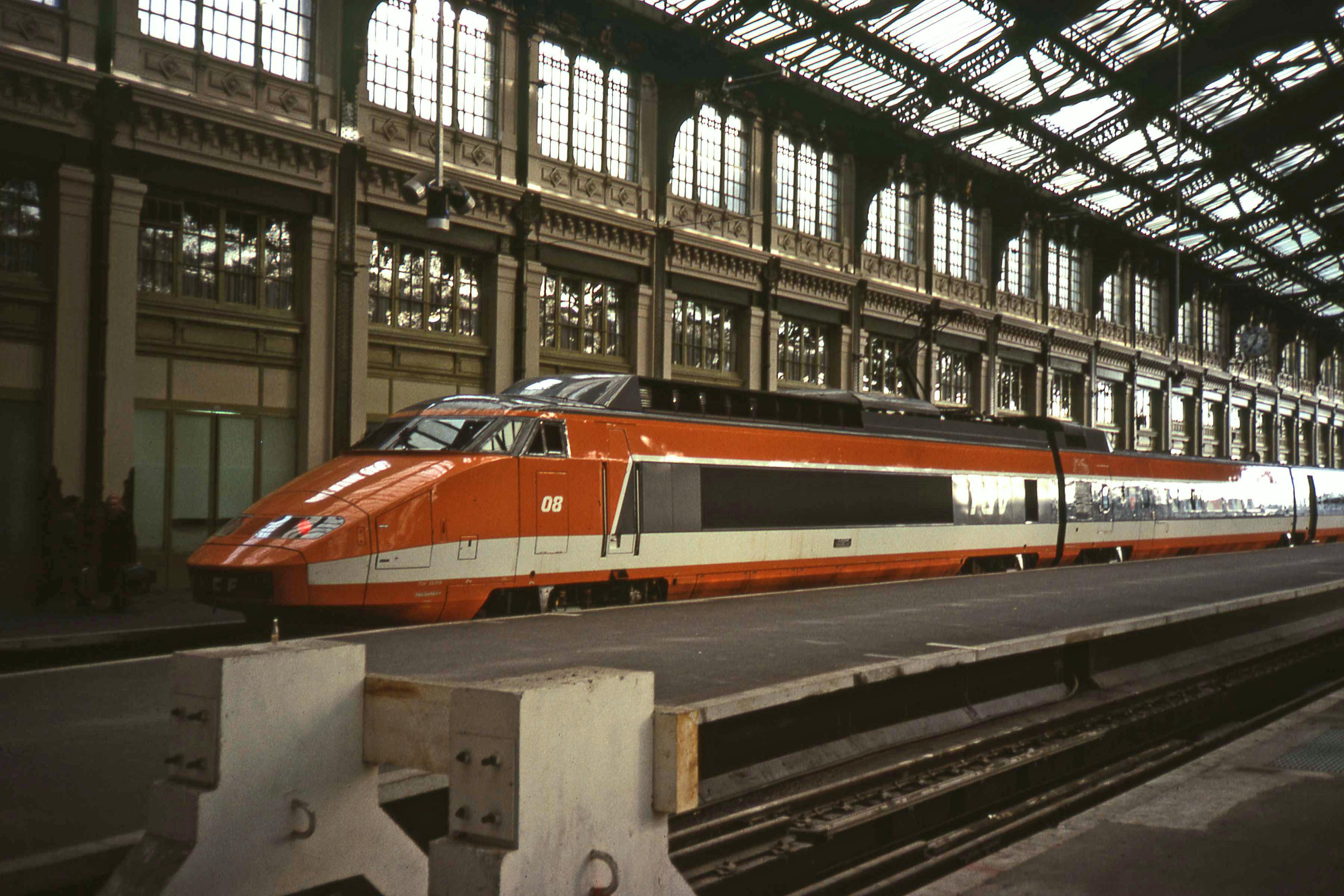
1982년 리옹역의 TGV 쉬드-에스트

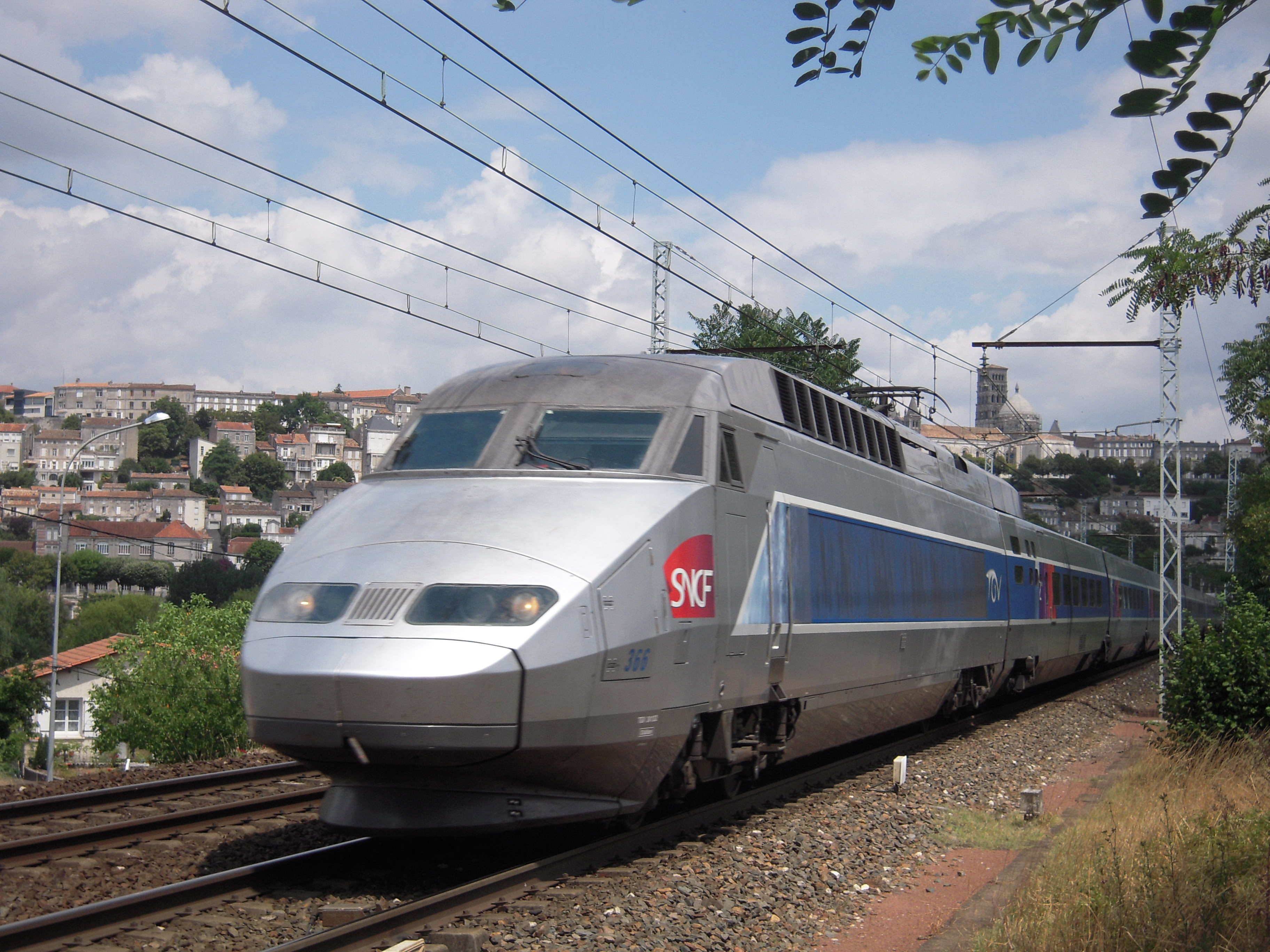
TGV 아틀랑티크
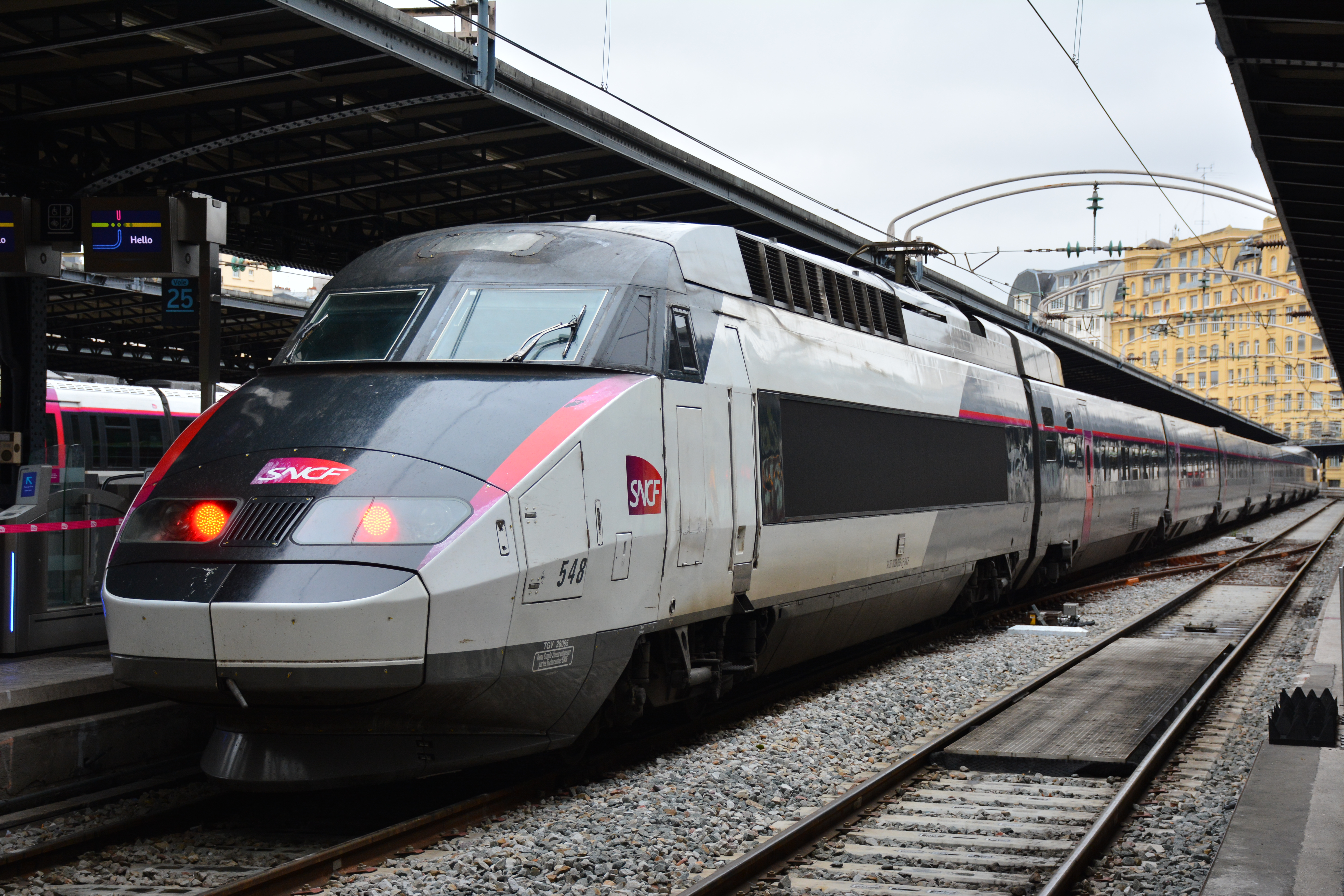
TGV 레조
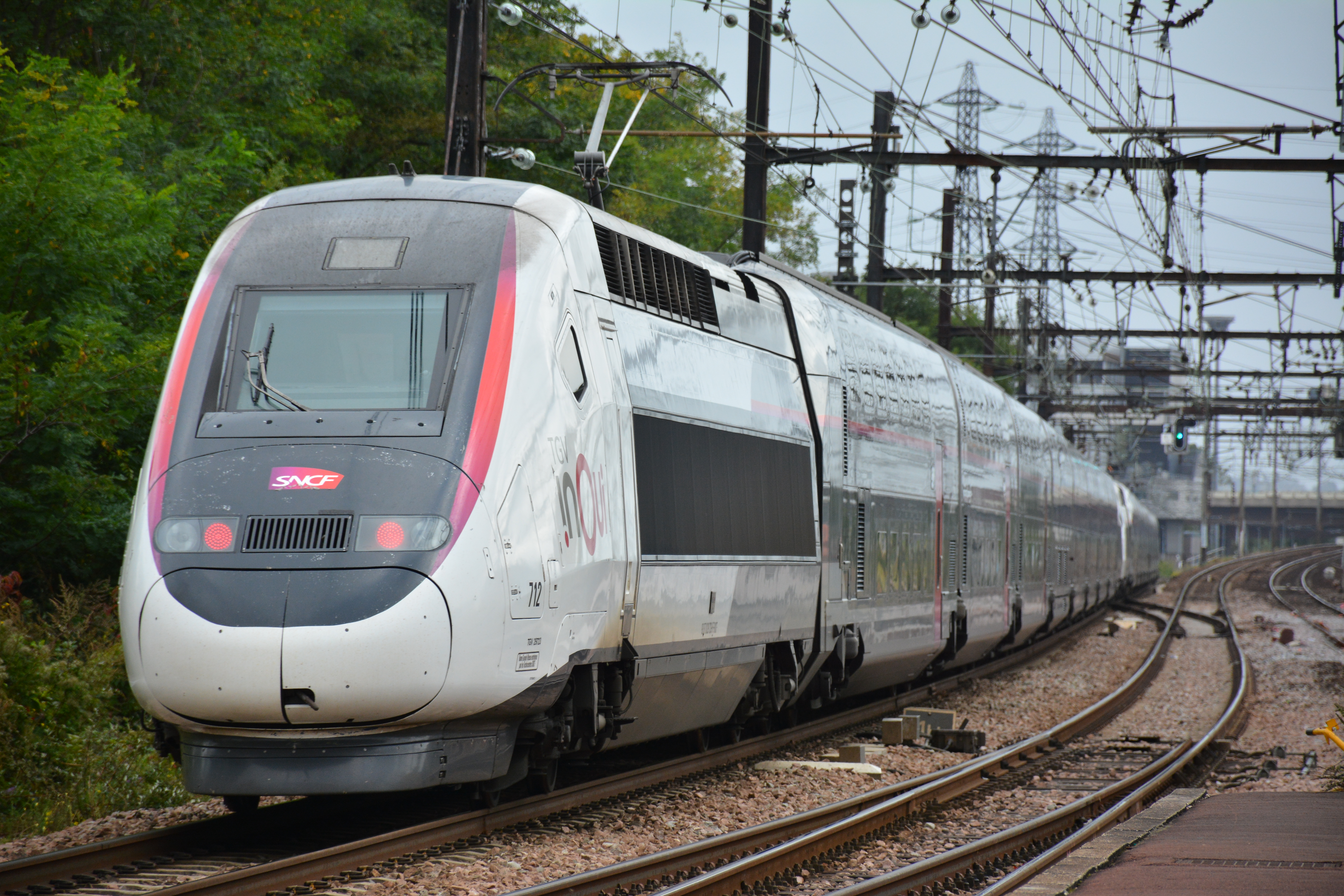
TGV 듀플렉스
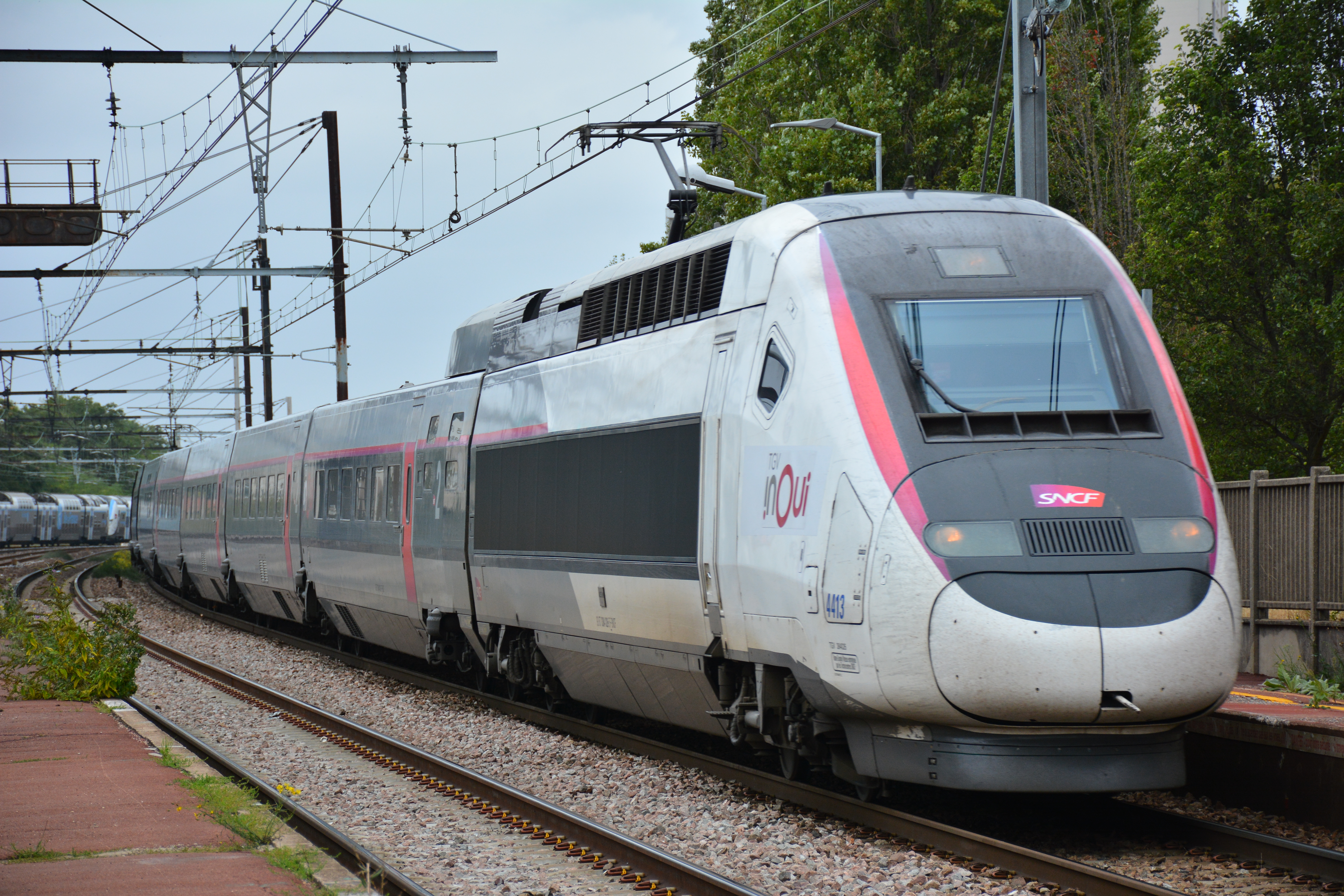
TGV POS

1969년, 프랑스 정부는 알스톰과 'TGV 001'이라는 이름의 가스터빈 고속열차 시제품 2대 도입 계약을 체결하였다. 시제품은 객차 5량과 각 객차 끝의 동력차 1량으로 구성되었으며, 두 차량 모두 가스터빈 엔진 2개로 구동되었다. 대차는 관절대차였다. 1970년, 프랑스 국유 철도(SNCF)의 가솔린 엔진 견인 연구 부서인 DETMT의 터보트레인이 파리-셰르부르 노선에서 운행을 시작하였다. 운행 설계 속도는 200km/h이었으나 실제로는 160km/h로 운행되었다. 터보트레인은 가스터빈 동력의 여러 요소를 사용하였으며, 셔틀 서비스 및 정기 고속 운행을 포함하여 향후 TGV 서비스 실험의 기반이 되었다.
1973년 석유 파동으로 유가가 크게 상승하자, 샤를 드골의 '에너지 자립'과 핵에너지 정책의 연속성 속에서 프랑스 정부는 1974년, 차세대 TGV를 기존의 값비싼 가스터빈에서 완전 전기 에너지로 전환키로 결정햐었다. 제불론(Zébulon)이라는 이름의 전기 철도 차량은 매우 빠른 속도에서 시험하기 위해 개발되었으며, 최고 속도는 306km/h에 달했다. 이 차량은 향후 300km/h( 이상의 속도를 견딜 수 있는 팬터그래프를 개발하는 데 사용되었다. 1981년, 새 파리-리옹 고속철도의 첫 번째 구간이 개통되었으며, 최고 속도는 260km/h였다. TGV는 전용 고속선과 기존 노선을 모두 이용할 수 있었으며, TGV도입 후 항공 교통량은 감소하였다.

#### 독일

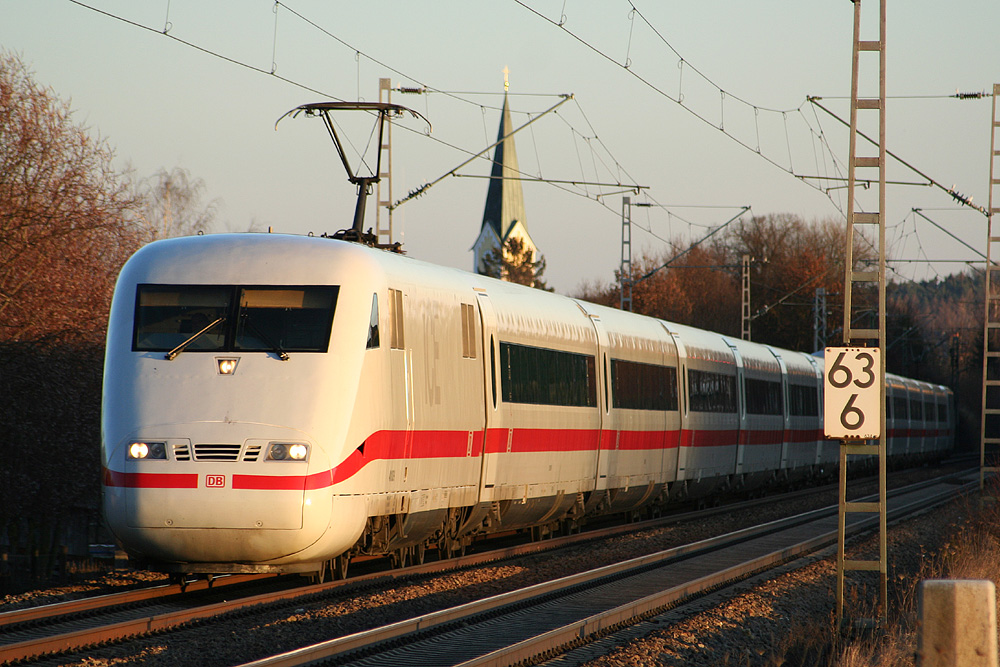
ICE 1
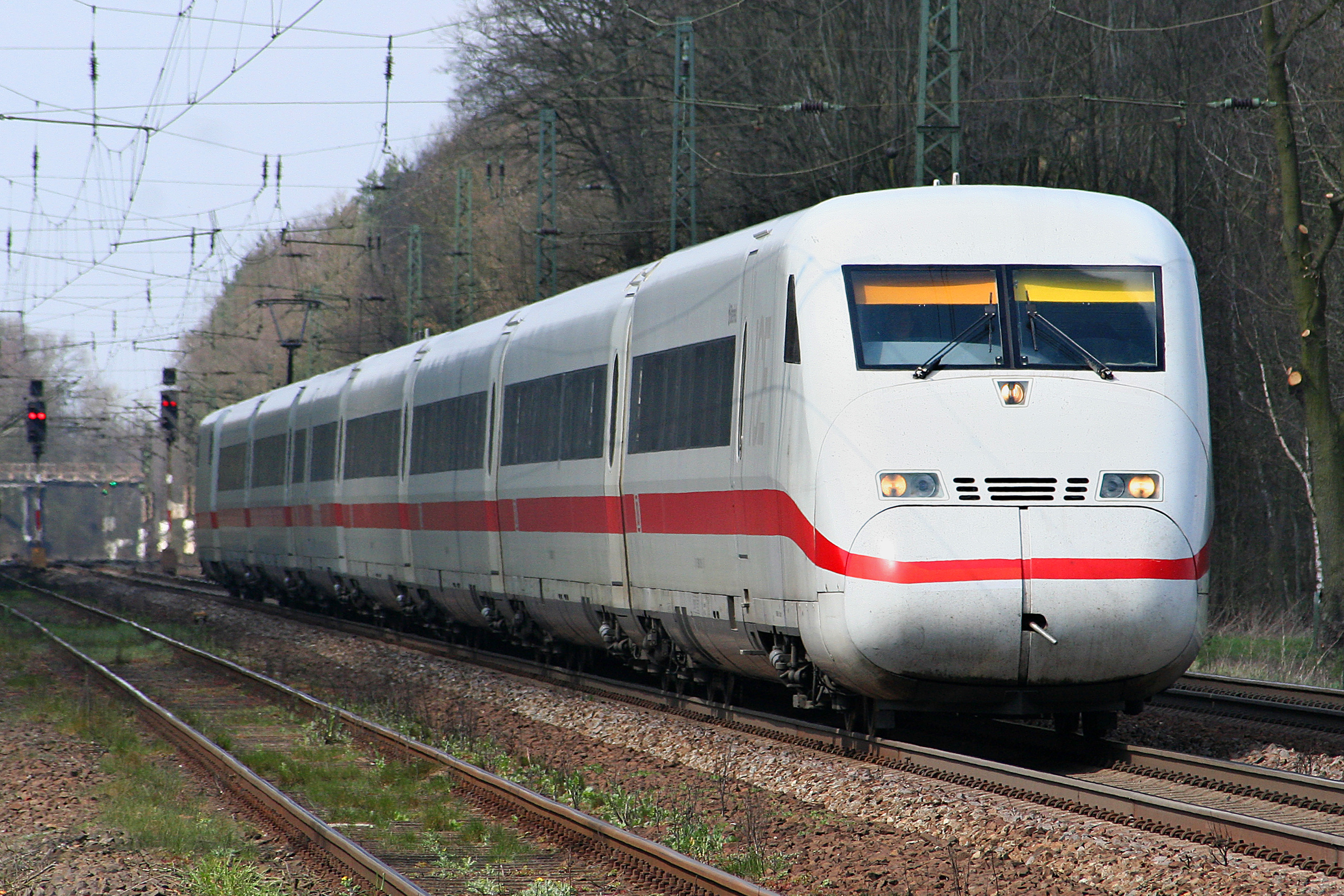
ICE 2
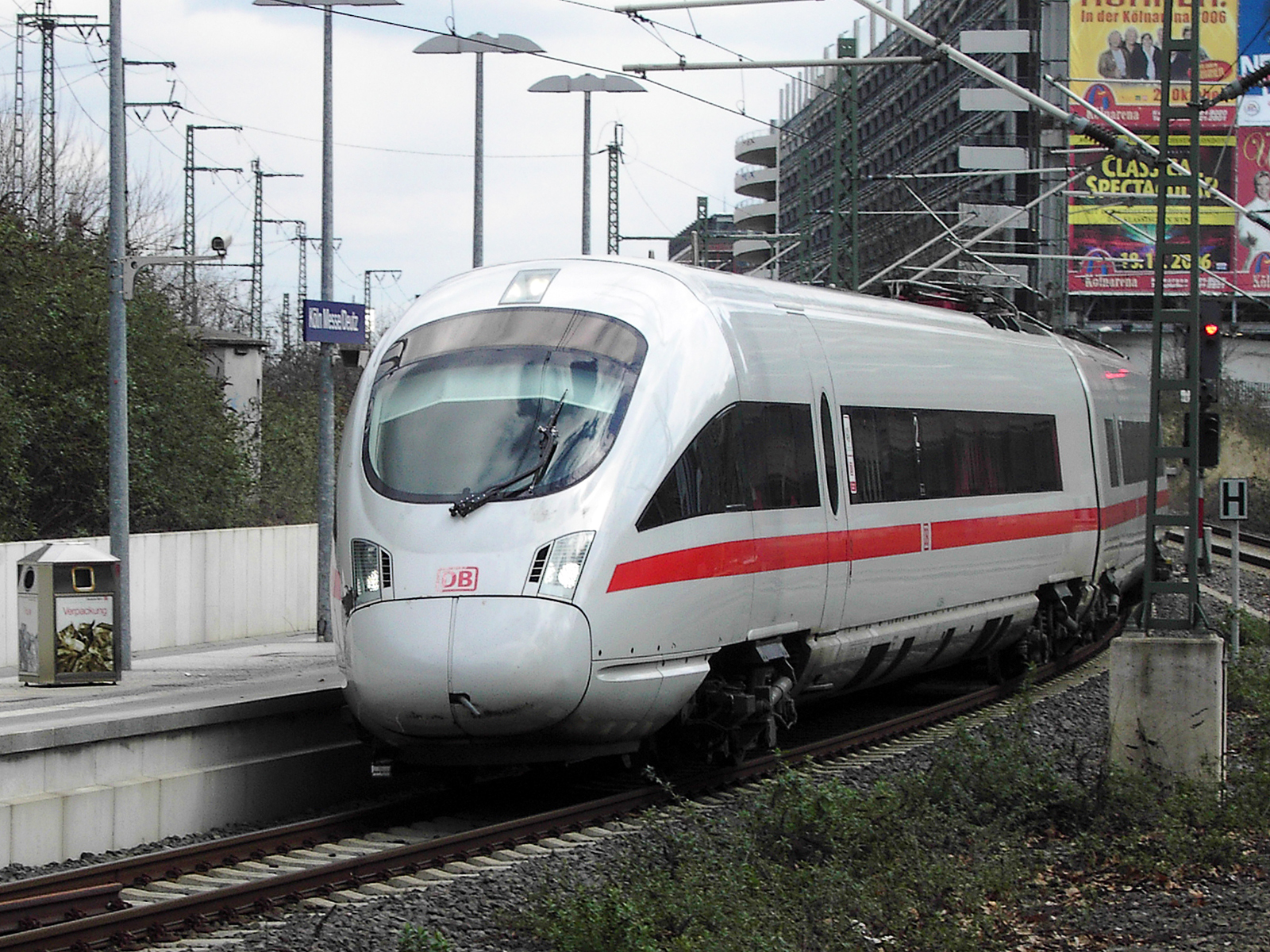
ICE T
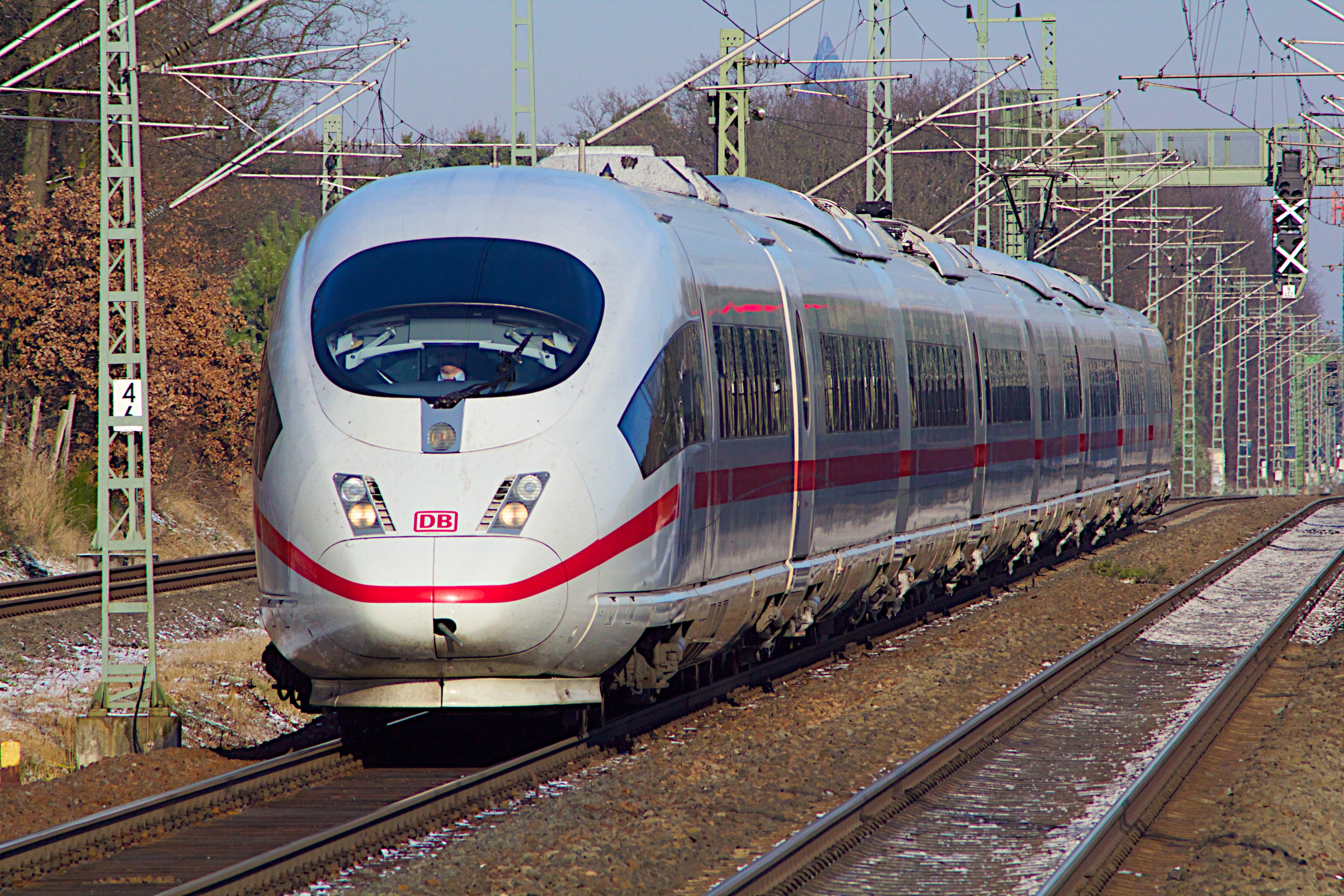
ICE 3
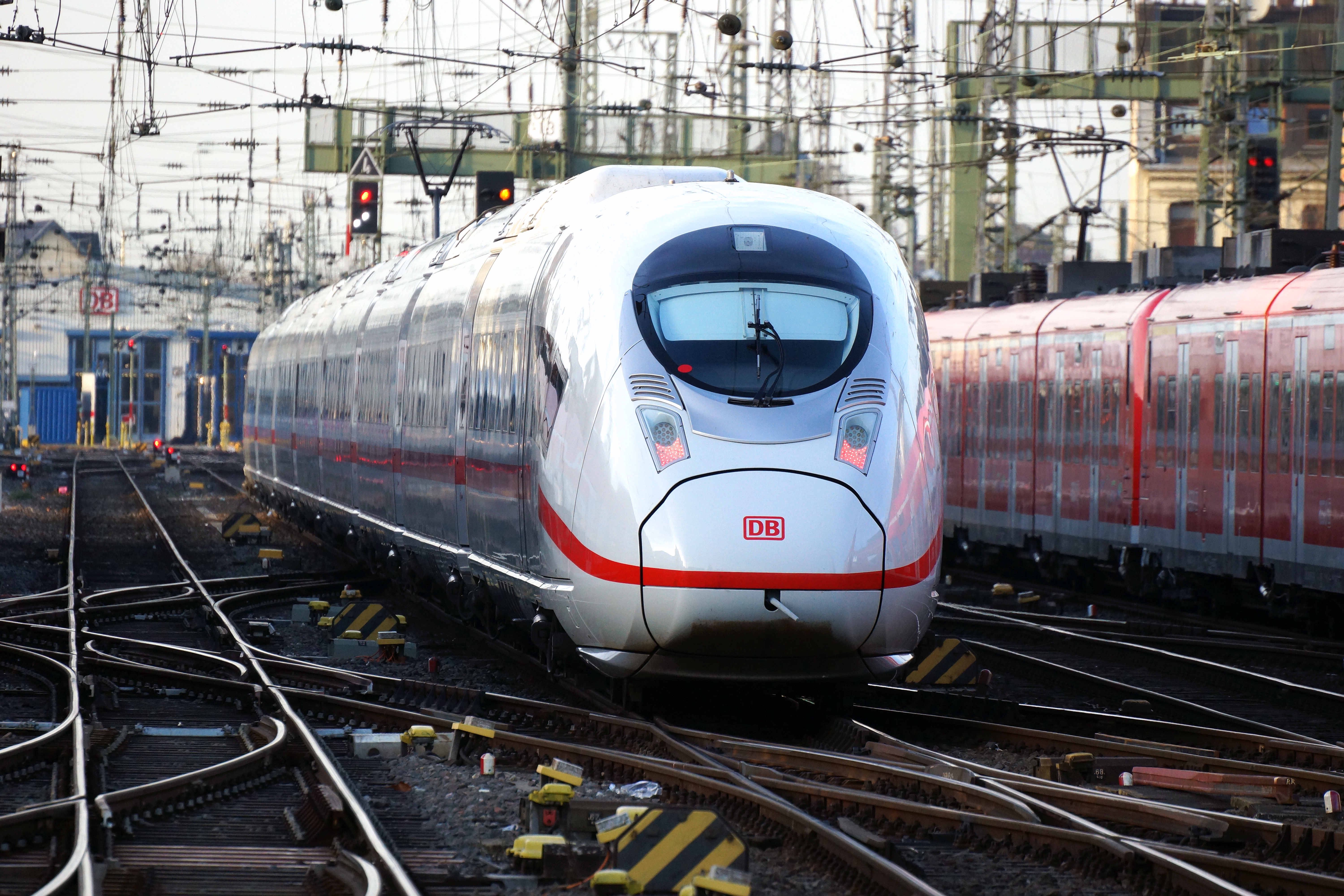
ICE 벨라로 D
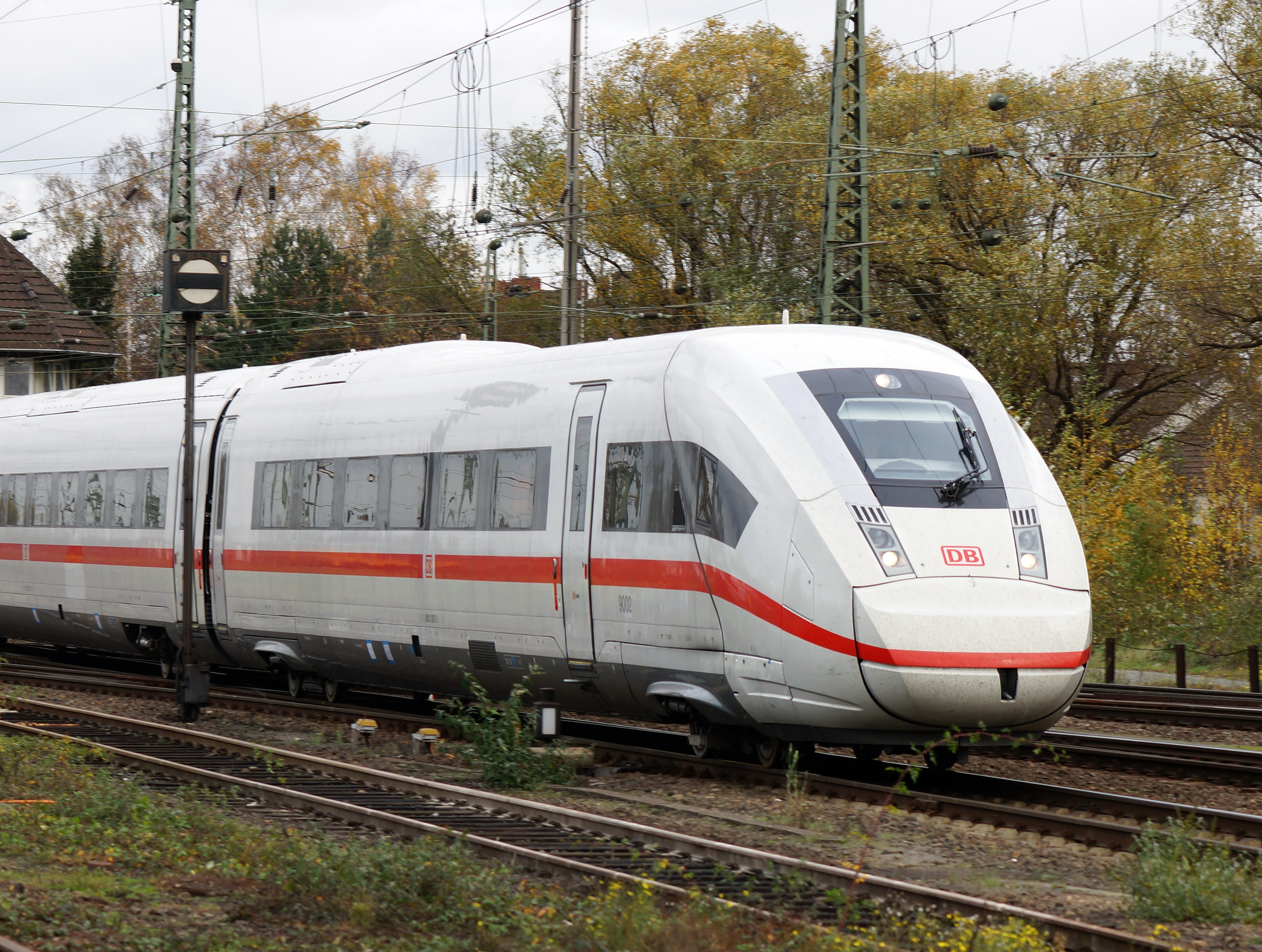
ICE 4

이탈리아의 ETR 450과 디레티시마, 프랑스의 TGV에 이어 1991년 유럽에서 세 번째로 고속철 서비스를 개시한 독일은 하노버-뷔르츠부르크 신설 고속철도에서 최고 속도 280km/h(170mph)로 운행되는 인터시티익스프레스(이체에)를 운행하였다.

## 선로 공법
연속용접 선로는 일반적으로 궤도 진동과 오정렬을 줄이는 데 사용된다. 거의 모든 고속철도는 가공선을 통해 전기로 구동되고, 차량 내부에 신호가 설치되어 있으며, 매우 낮은 진입각과 프로그각을 사용하는 첨단 스위치를 사용한다.
도로와 철도의 병렬 배치 시에는 고속도로 옆 토지는 철도 노선을 위해 사용된다. 가령 파리·리옹과 쾰른-프랑크푸르트는 각각 15%와 70%의 선로가 고속도로 옆을 지나간다. 이러한 병렬 배치는 추가 토지 확보를 줄일 수 있으며, 소음 완화에 도움이 된다. 하지만 도로는 일반적으로 고속철도 노선보다 경사가 가파르고 커브 구간이 많은 경우가 일반적이기에 도로와 철도를 동시에 배치하는 것에는 많은 제약이 뒤따른다.

## 비(非)승객수송 고속선
전 세계적으로 화물 고속선은 거의 없으며, 전부 승객 수송용으로 설계된 열차를 사용한다. 도카이도 신칸센 계획 당시 일본 국철은 이 노선을 따라 화물 서비스를 계획하기도 하였으나, 개통 전 폐기되었다. 프랑스의 TGV 라포스트는 오랫동안 유일한 초고속 화물 열차 서비스였으며, 주로 TGV 쉬드-에스트 차량을 개량하여 1984년부터 2015년까지 최고 시속 270km의 속도로 프랑스에서 우편물을 운송하였다.
이탈리아의 머시탈리아 패스트(Mercitalia Fast)는 머시탈리아가 2018년 10월 첫 선을 보인 고속 화물 서비스로, 개조된 FS ETR 500급 여객 열차를 사용하여 평균 시속 180km로 화물을 운송하고 있다.

## 고속철도 브랜드 목록
- 동아시아 · 중앙아시아
  -  대한민국 :  · 
  -  일본 :  신칸센
  -  대만 : 타이완 고속철도
  -  중국 : 중국철로고속 (CRH) · 상하이 트란스라피드
  -  우즈베키스탄 :  아프로시욥
- 유럽 · 중동
  -  프랑스 :  테제베 ·  위고
  -  독일 :  이체에 (인터시티익스프레스)
  -  스페인 :  아베
  - 프랑스 · 벨기에 · 네덜란드 · 독일 :  탈리스
  - 영국 · 프랑스 · 벨기에 :  유로스타
  -  영국 : 재벌린
  -  스웨덴 : SJ 2000
  -  이탈리아 : 레 프레체 · 이탈로
  - 프랑스 · 스위스 :  TGV 리리아
  -  러시아 : 삽산
  - 러시아 · 핀란드 : 알레그로
  -  튀르키예 :
  - 오스트리아 · 체코 :  레일젯
  -  사우디아라비아 : 하라마인 고속철도
- 아메리카
  -  미국 :
- 아프리카
  -  모로코 : 알 보라크

## 고속철도 차량
고속철도 차량 제작 기술을 가진 나라는 프랑스·독일·일본·중국·대한민국·스페인·이탈리아 등 일부에 불과하다. 2008년, KTX-산천으로 한국은 일본, 프랑스, 독일에 이어 세계 4번째 고속철도 기술 보유국이 되었으며, KTX-청룡은 100% 대한민국의 기술로 제작되었다.

### 리니어 모터차량

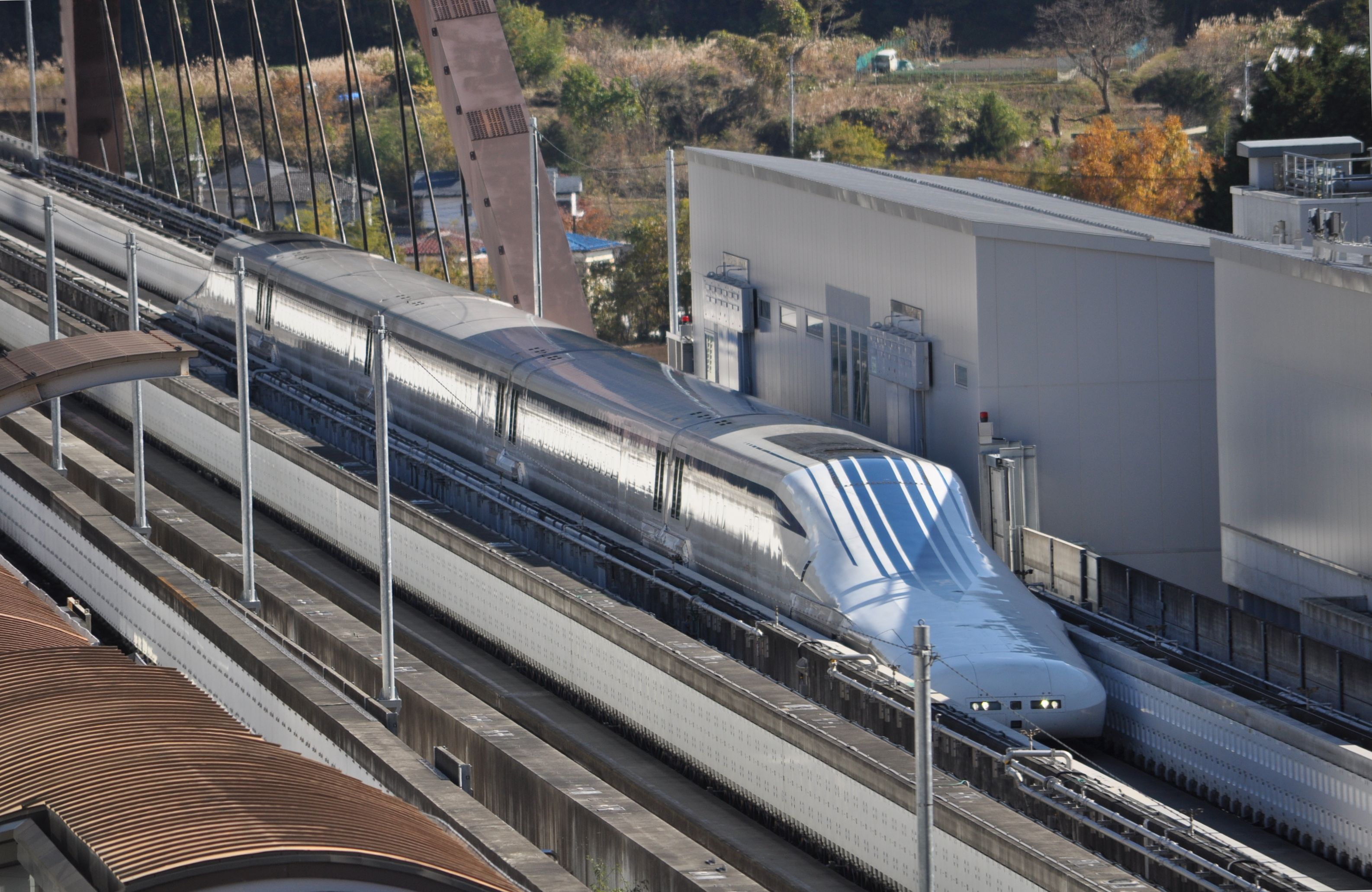
초전도 리니어 (일본)
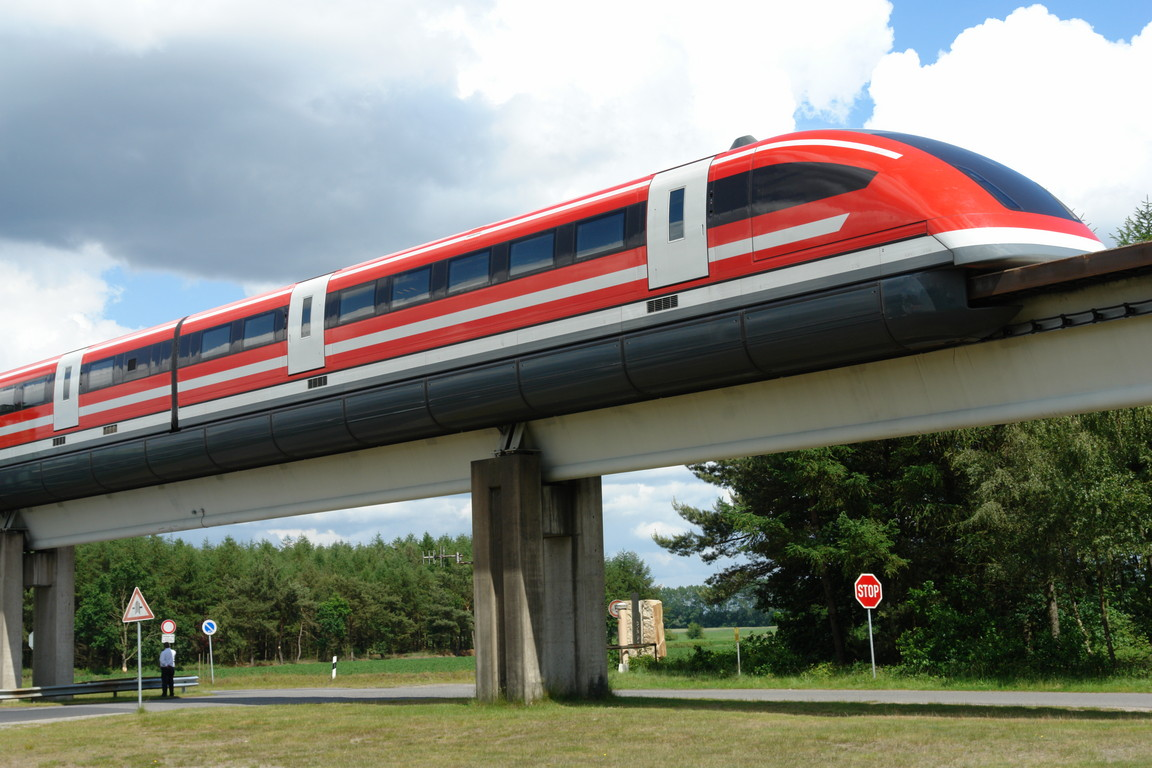
트란스 라피드 (독일)
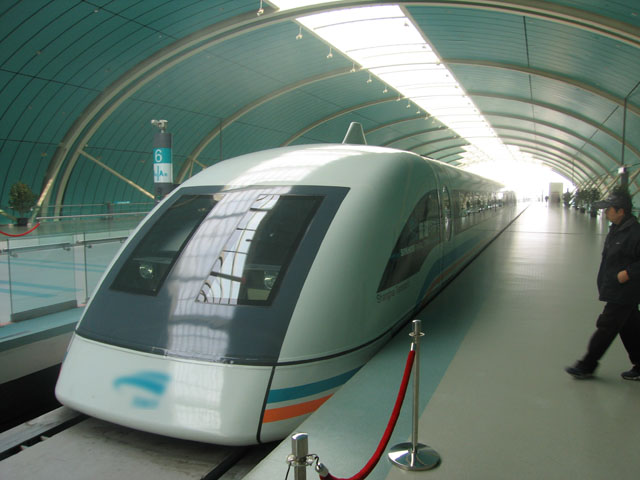
상하이 트란스 라피드 (중국)

### 바퀴식 차량

#### 아시아

##### 한국

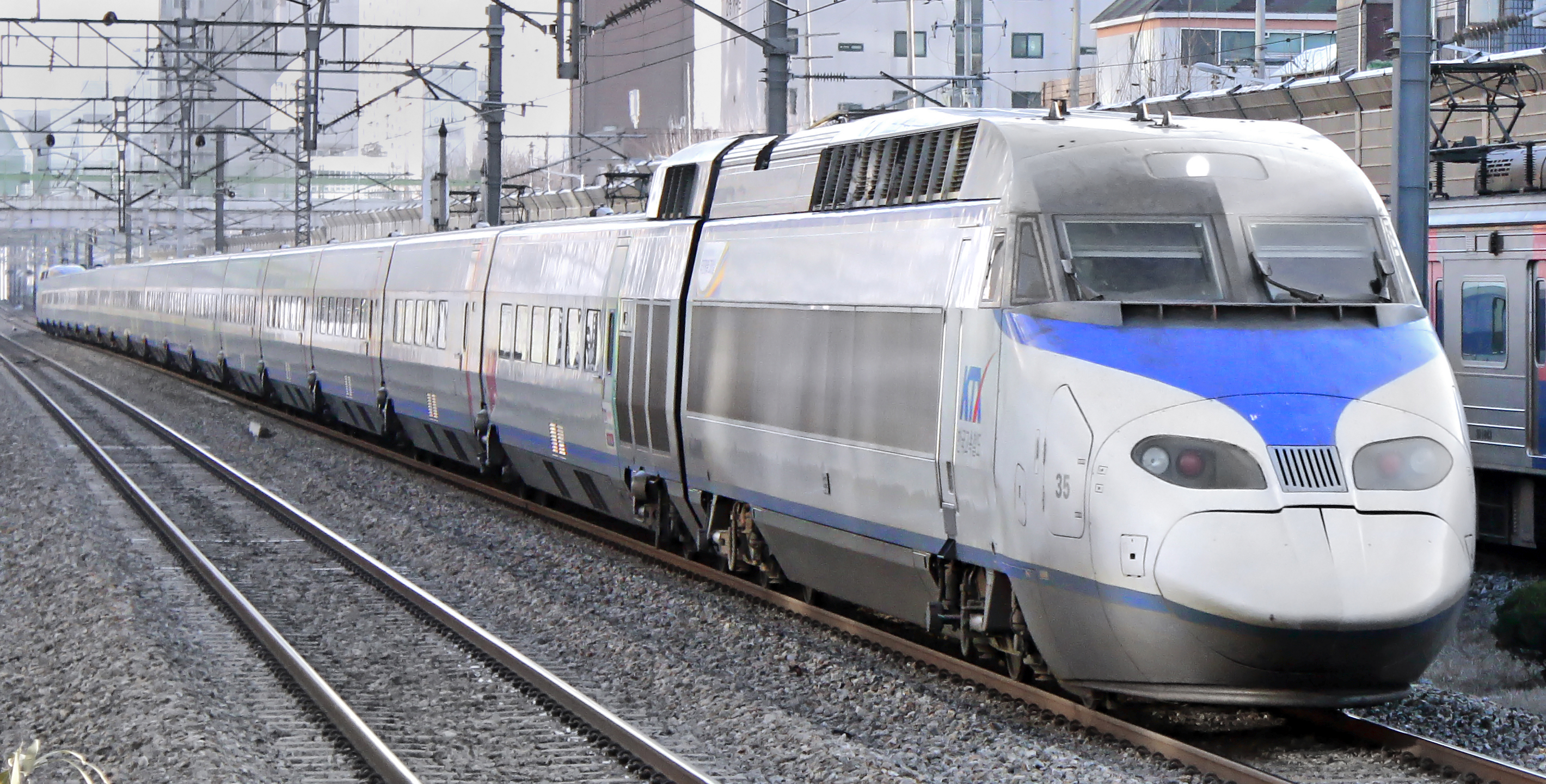
한국고속철도 KTX
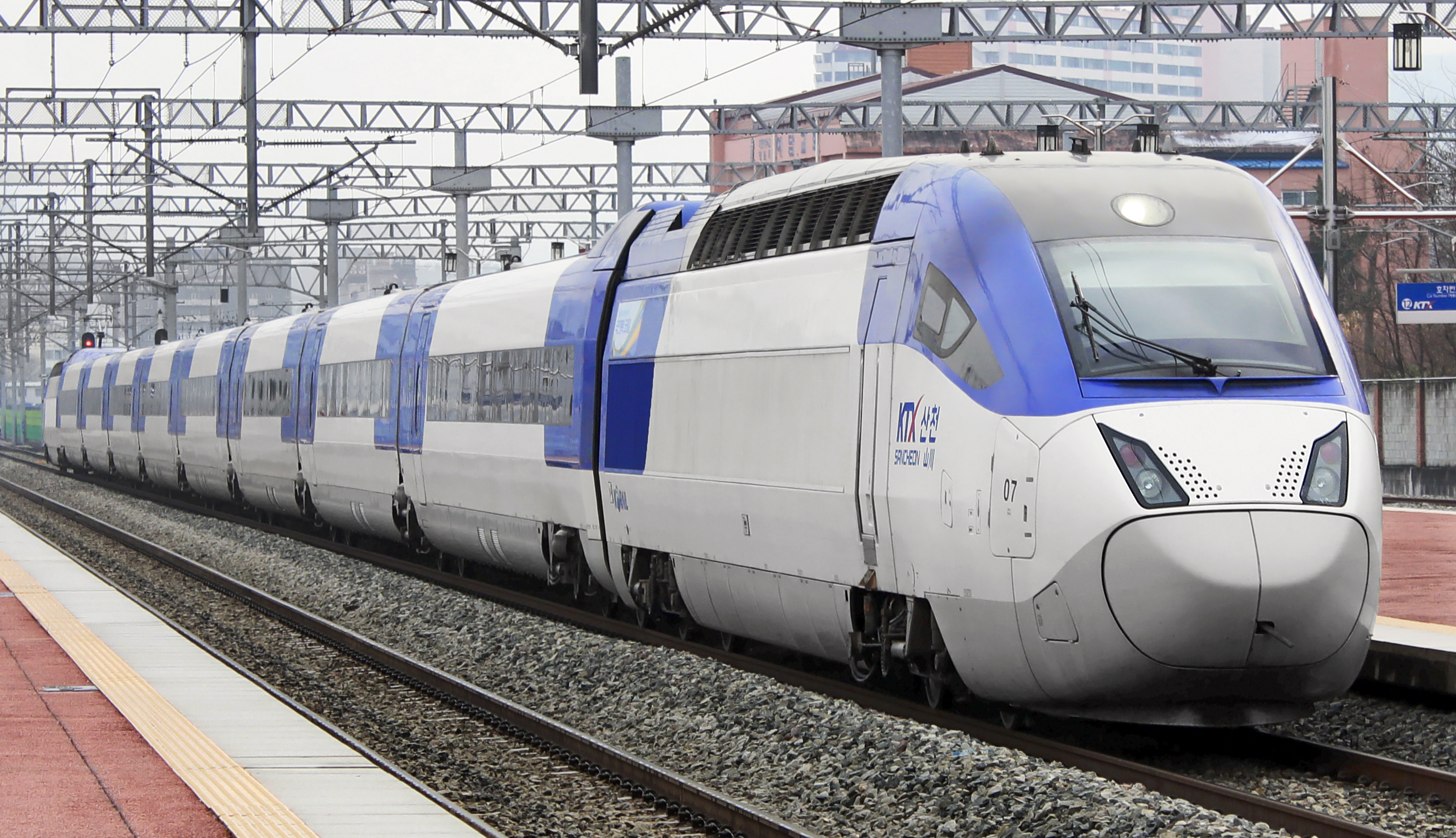
한국고속철도 KTX-산천
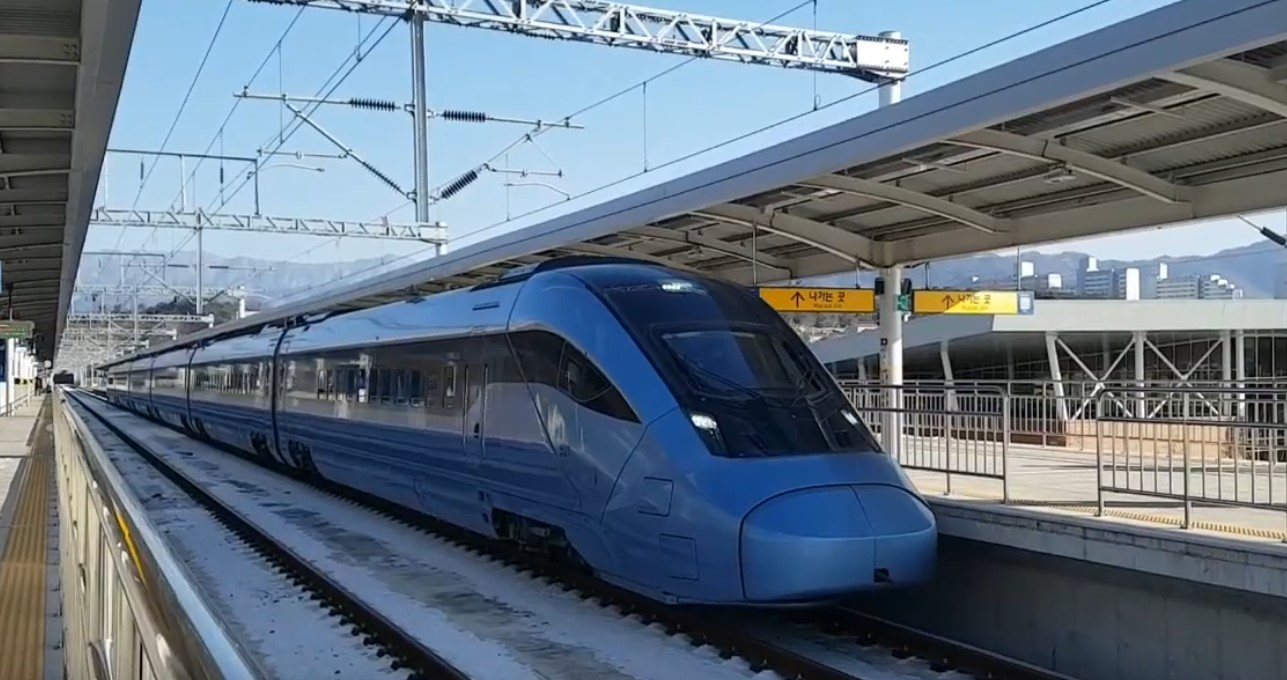
한국고속철도 KTX-이음
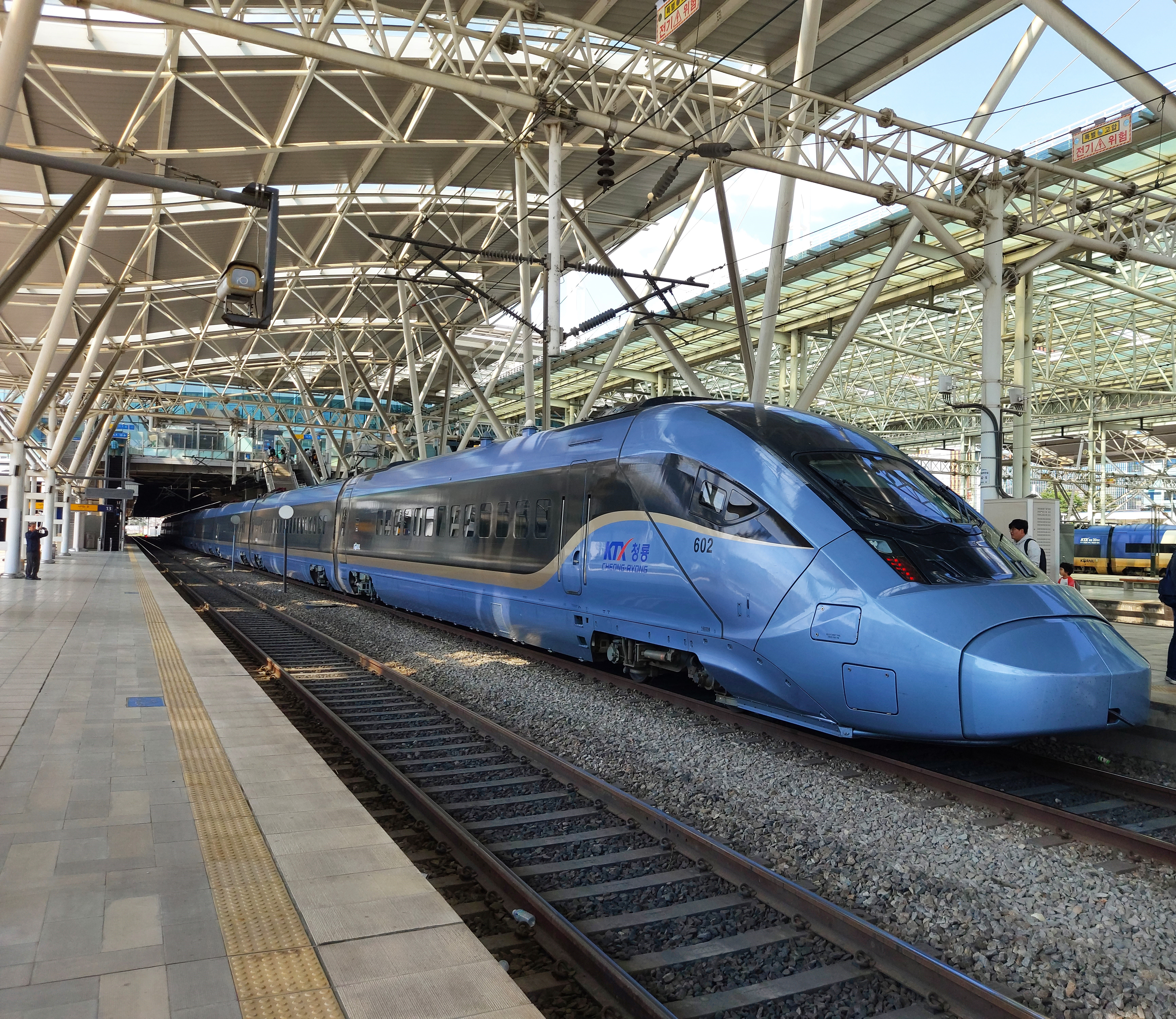
한국고속철도 KTX-청룡
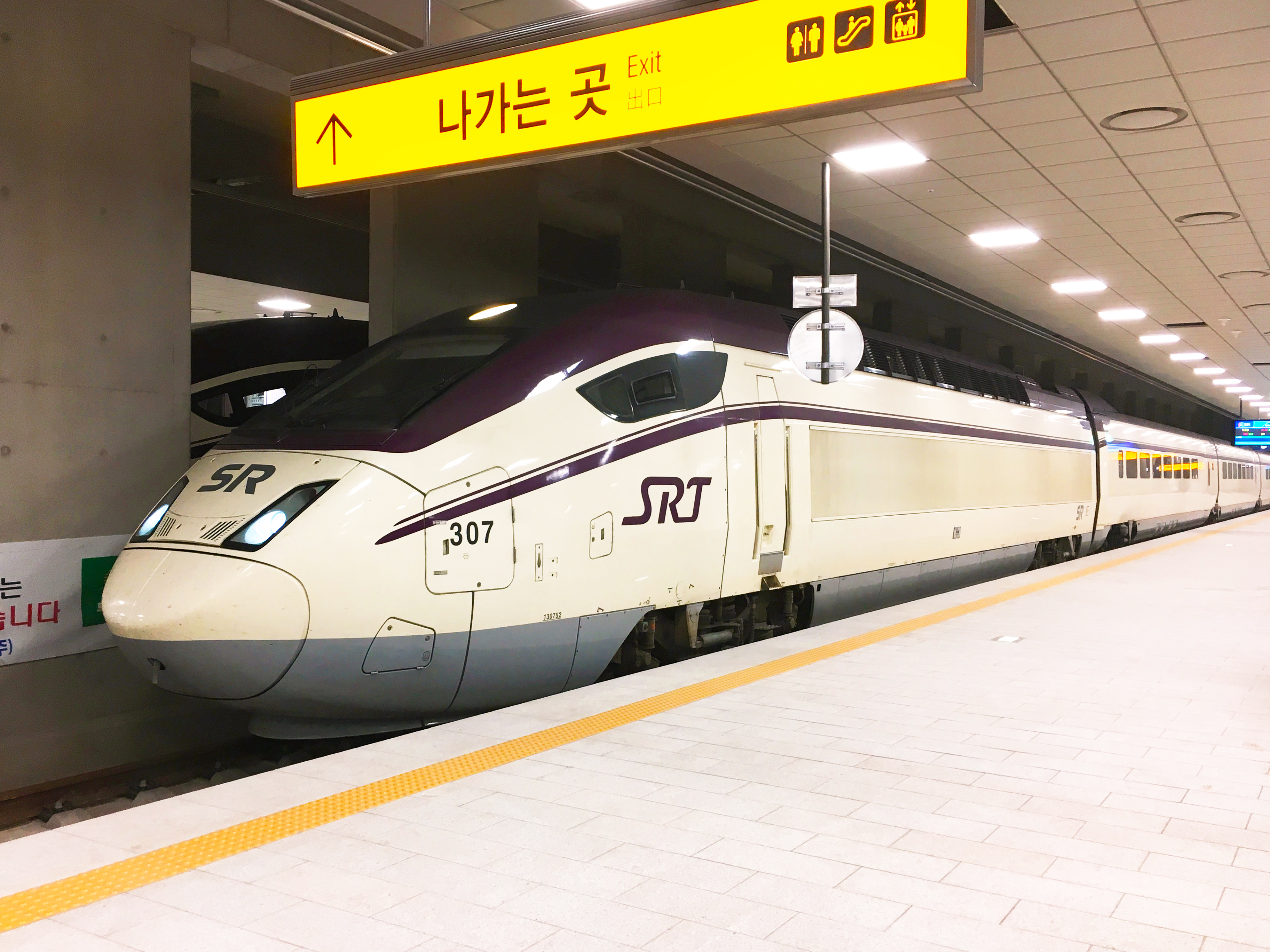
수서고속철도 SRT

##### 일본

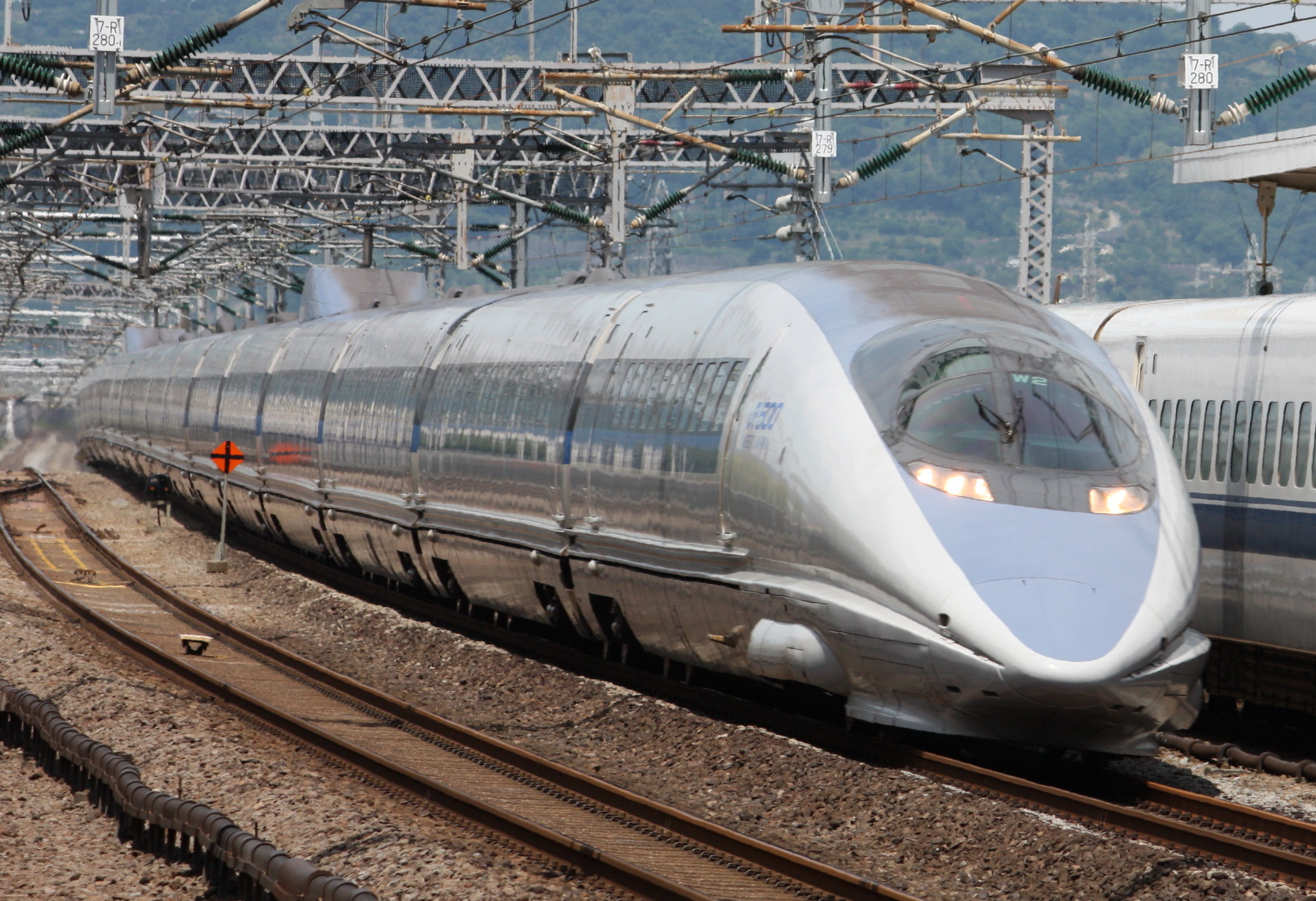
신칸센 500계
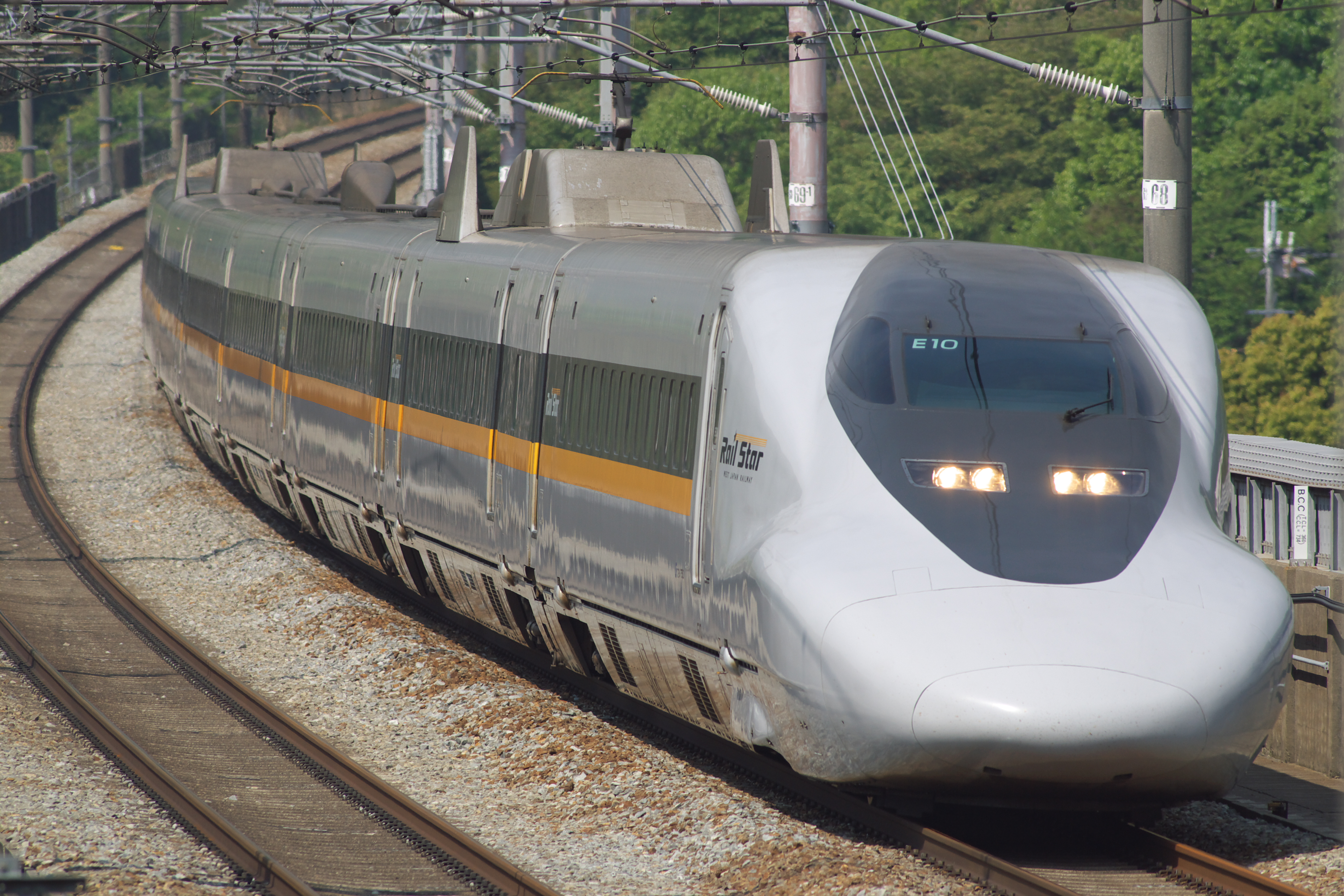
신칸센 700계
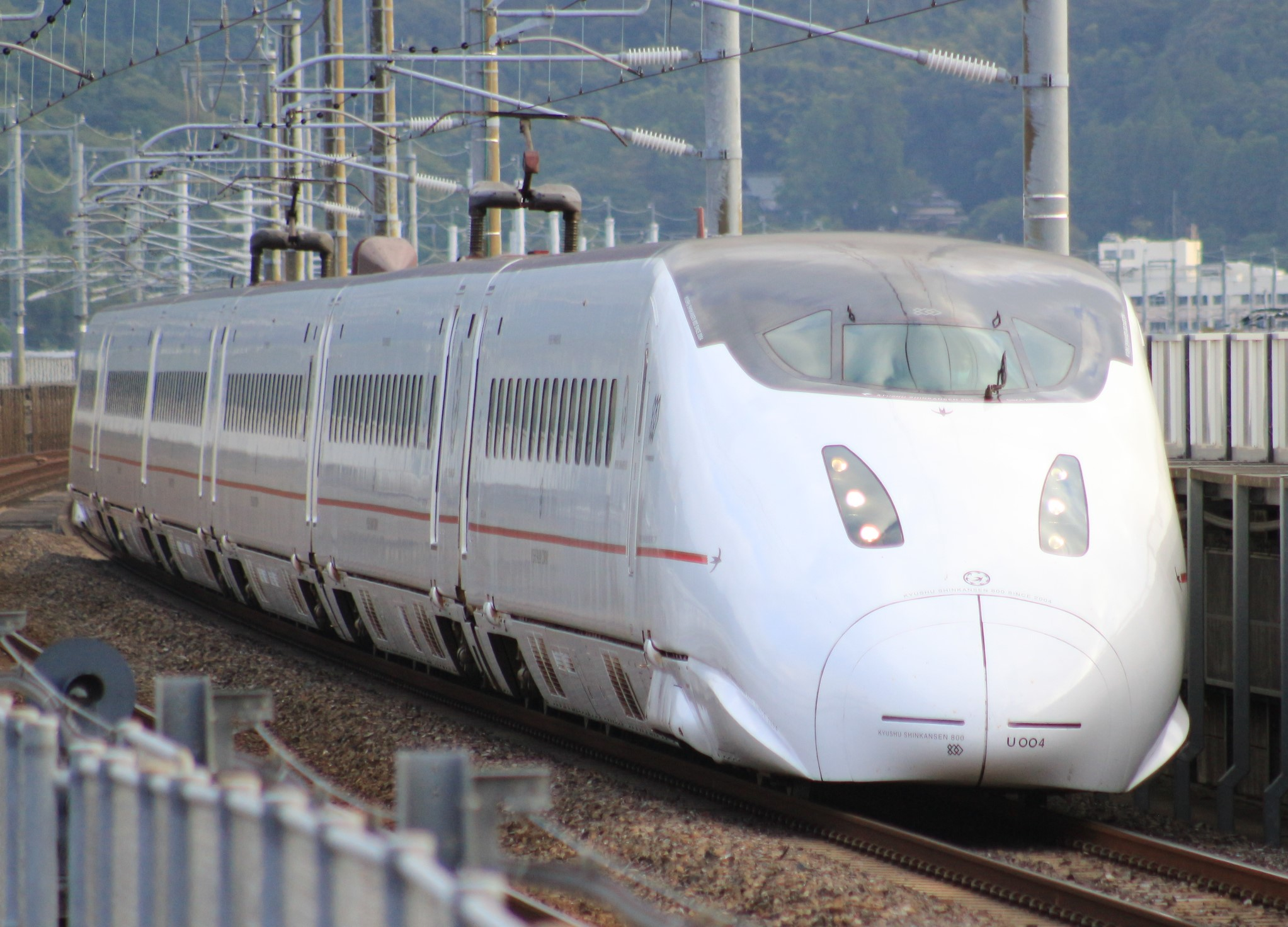
신칸센 800계
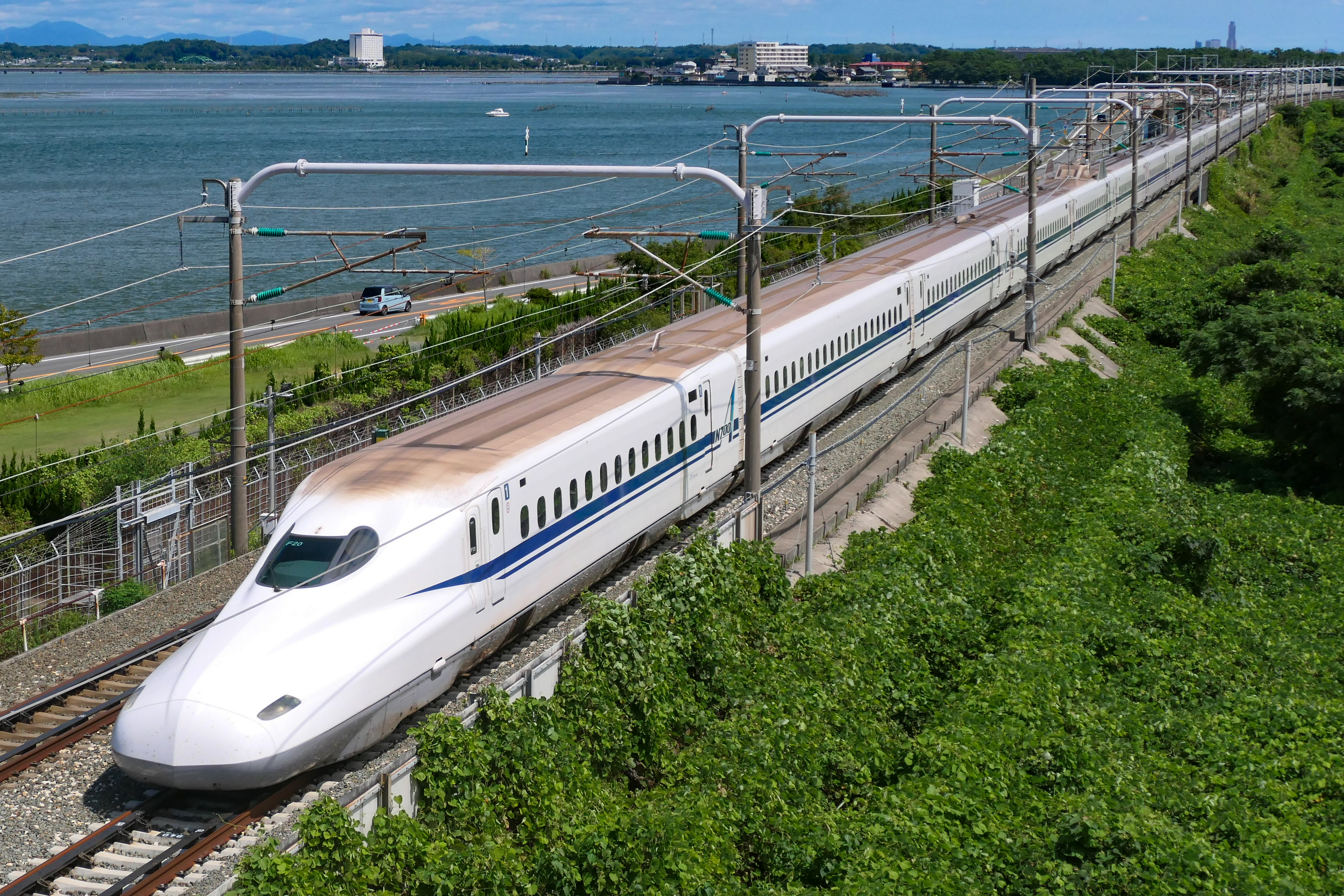
신칸센 N700계
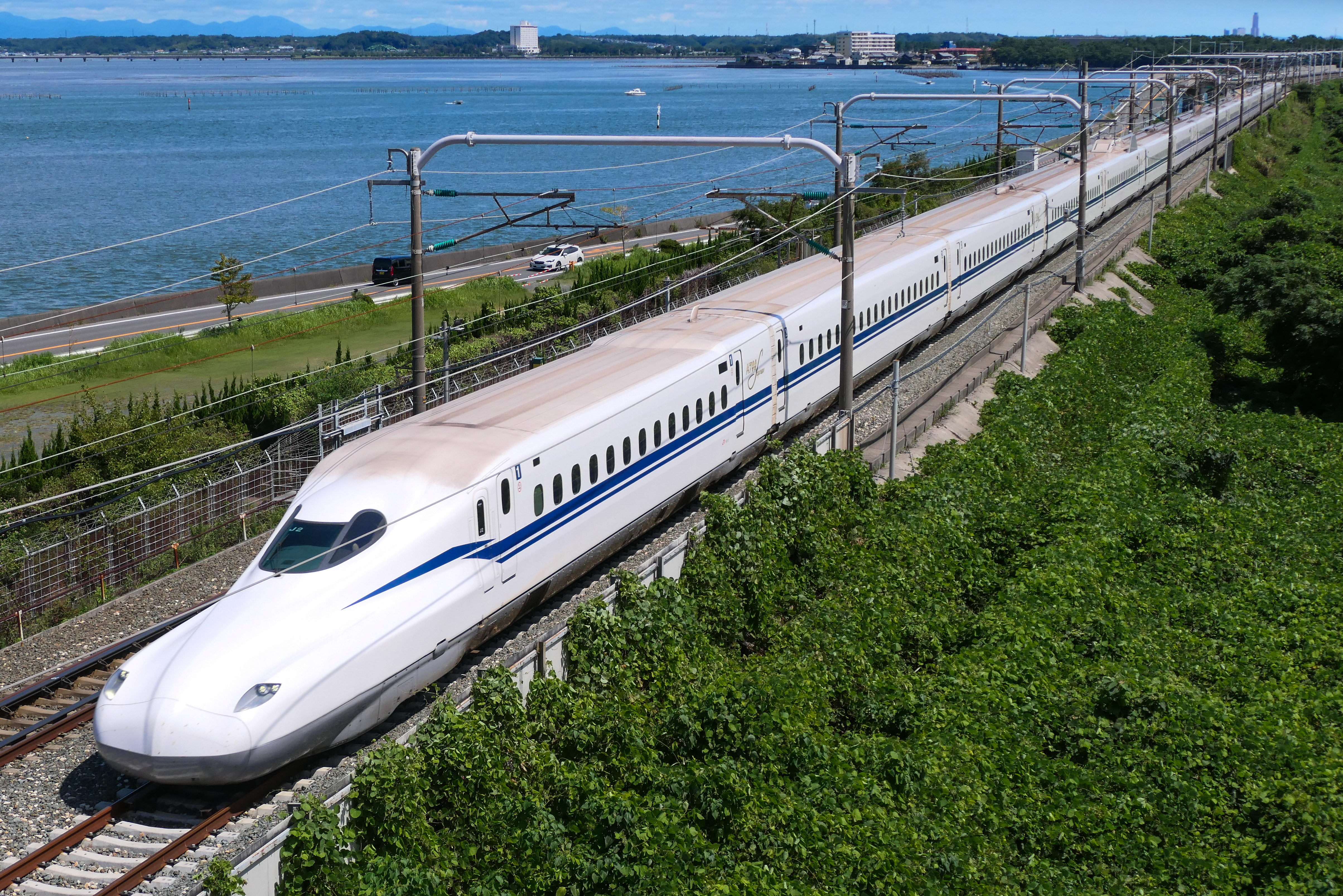
신칸센 N700S계
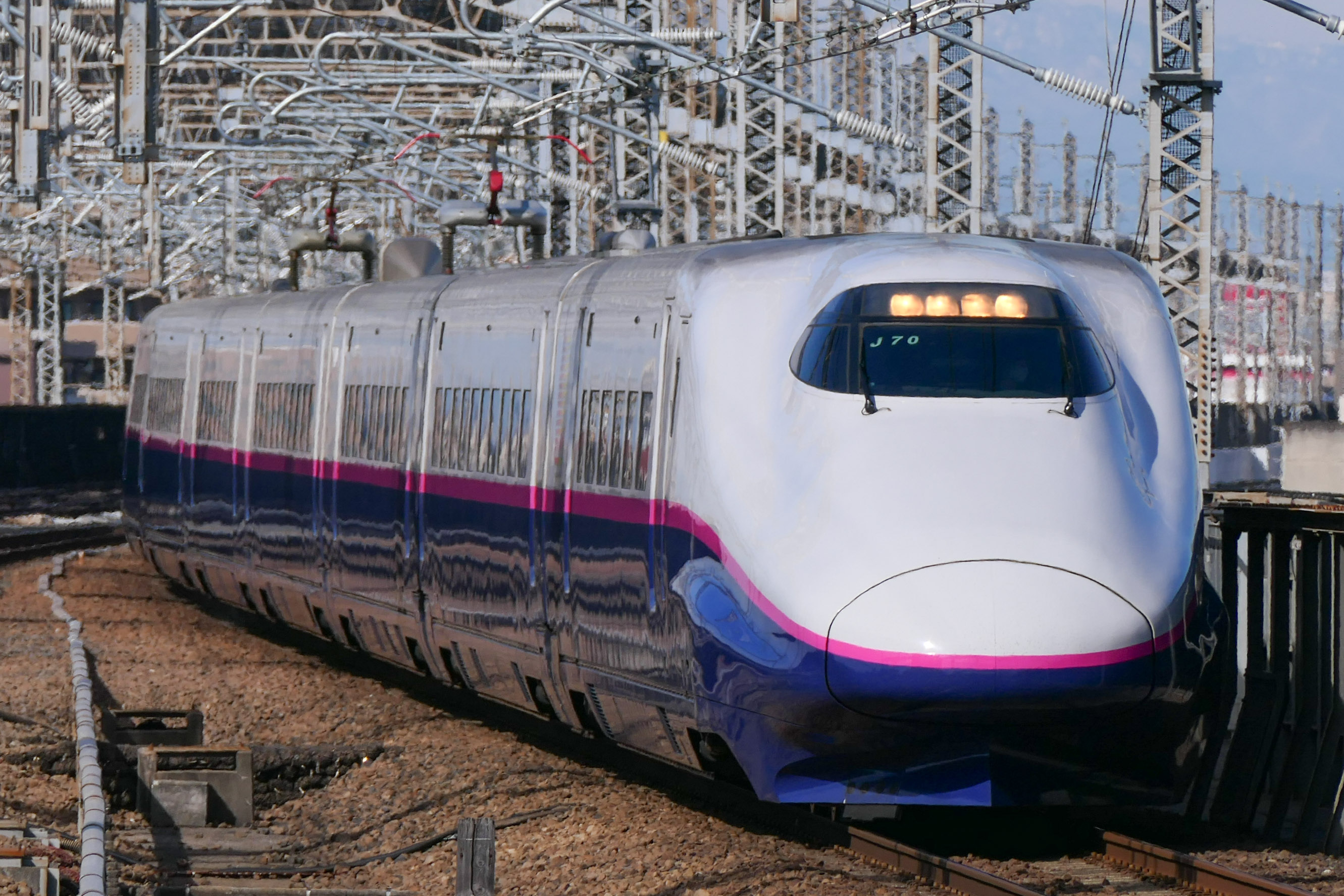
신칸센 E2계
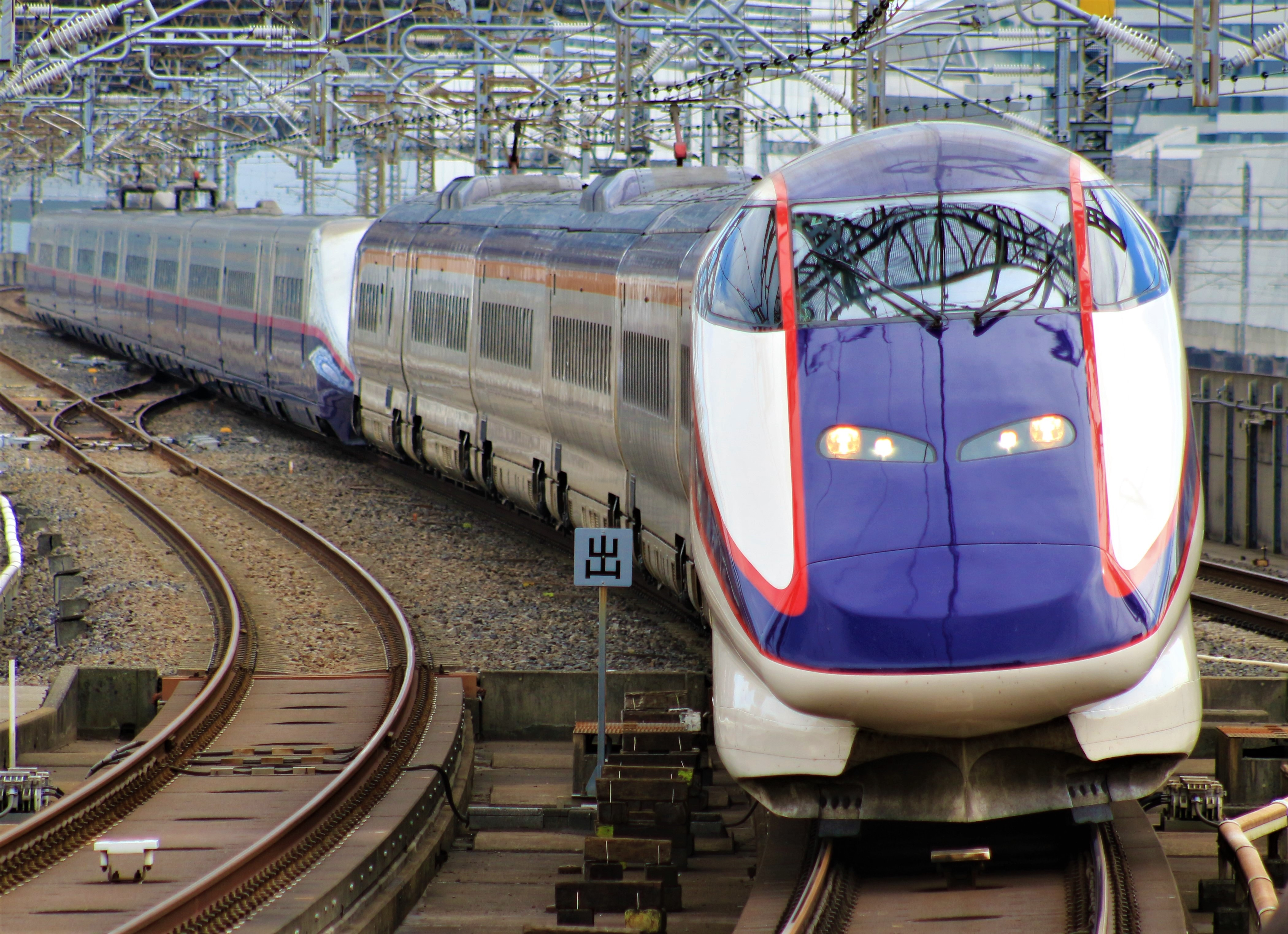
신칸센 E3계
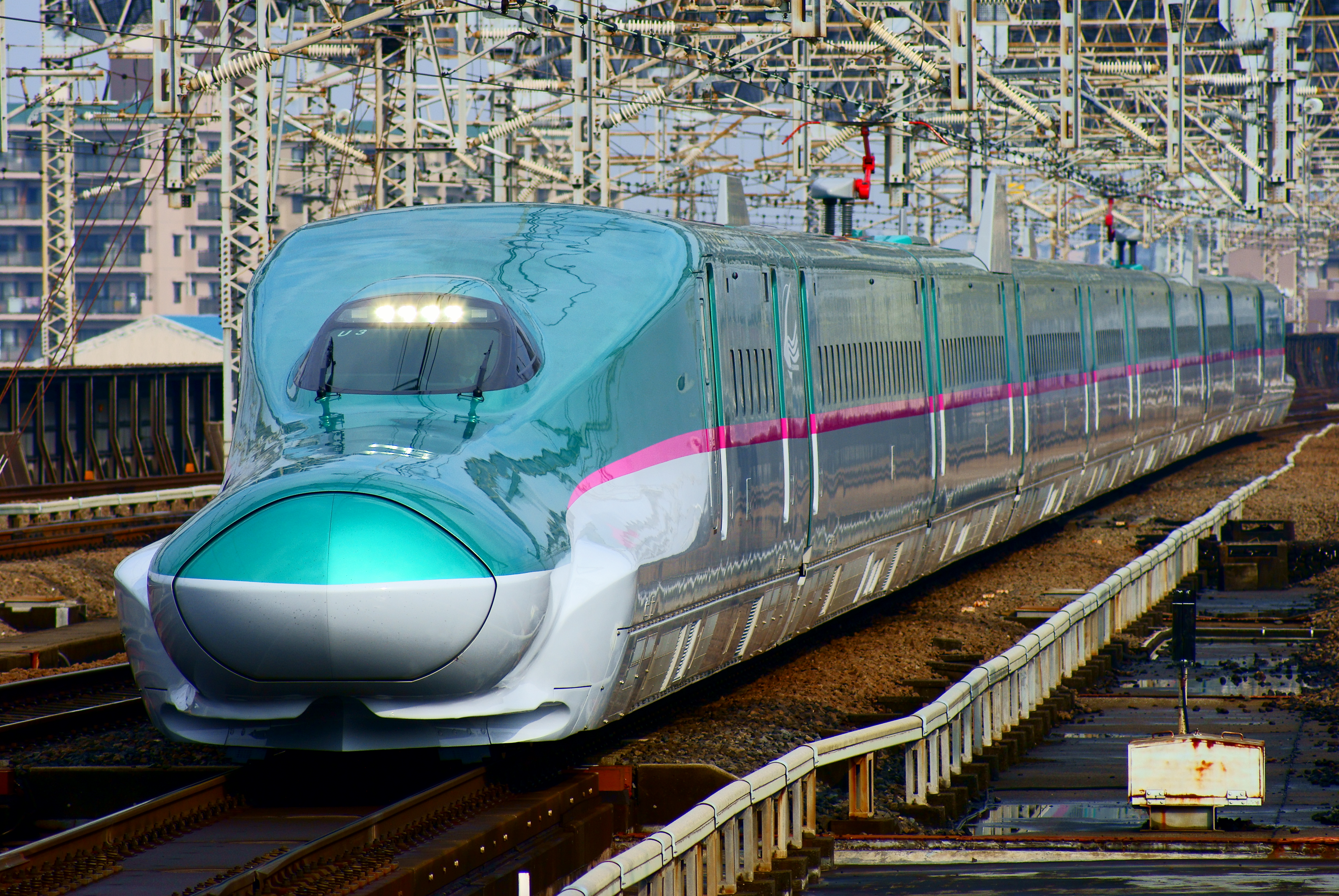
신칸센 E5계
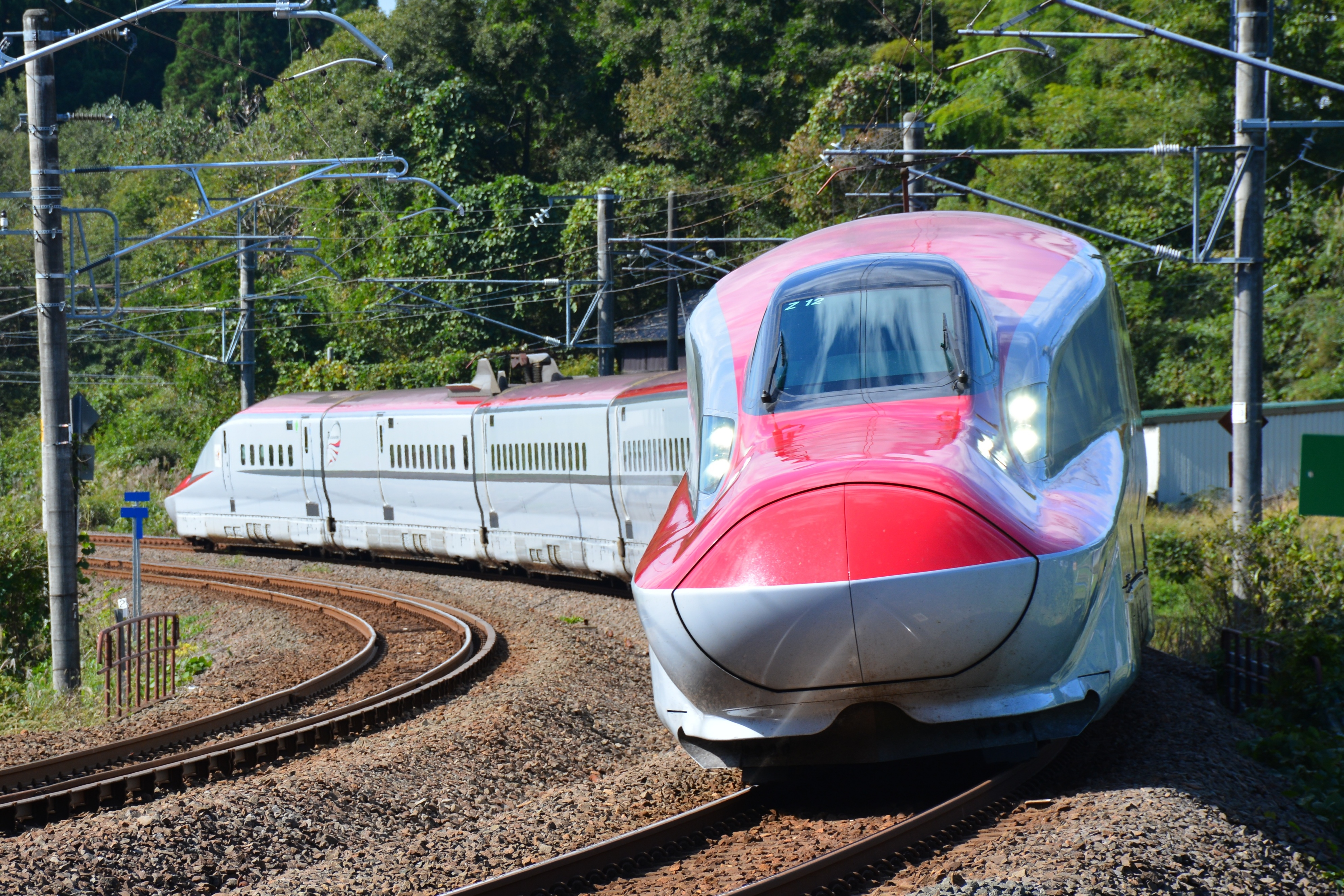
신칸센 E6계
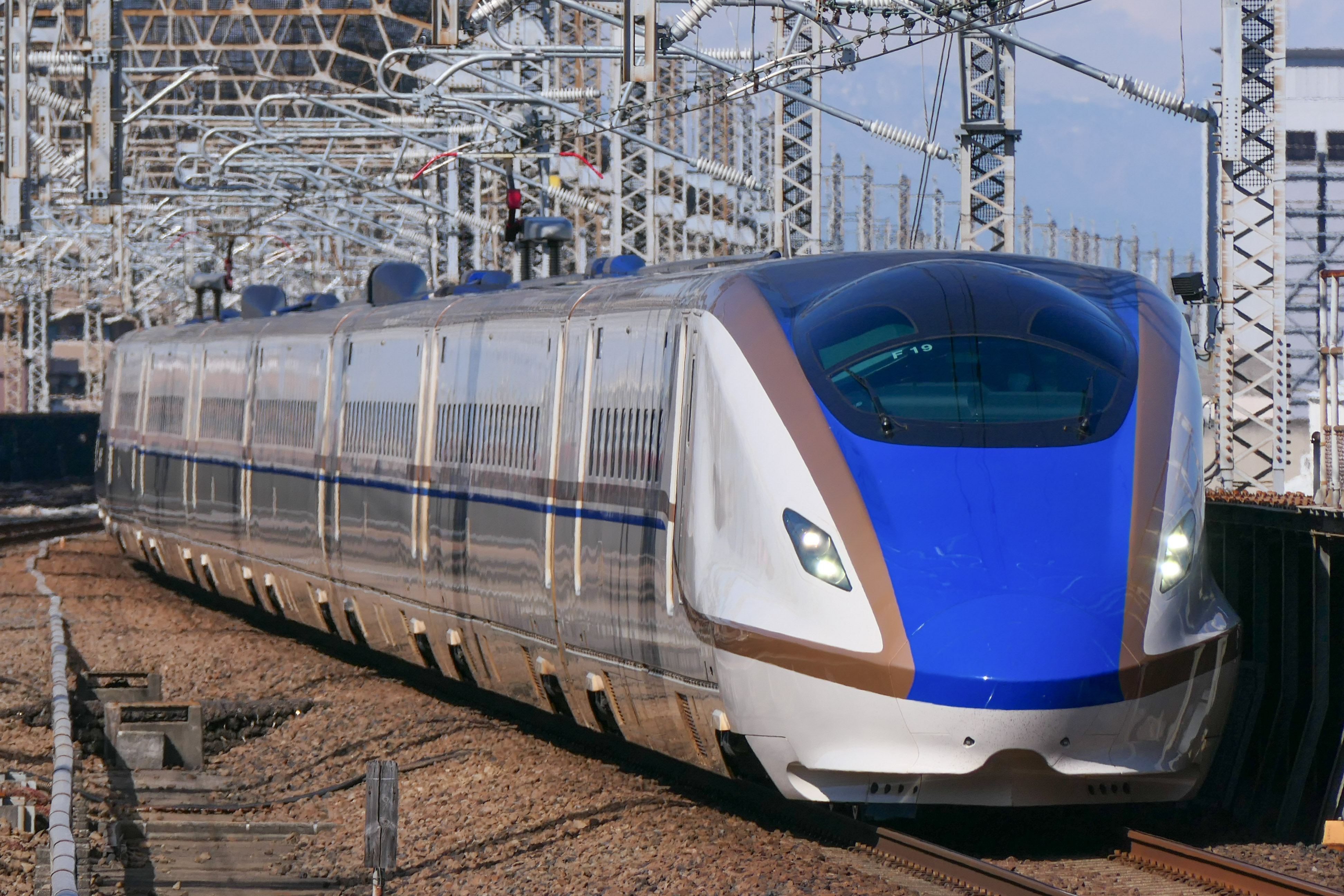
신칸센 E7계

##### 중국

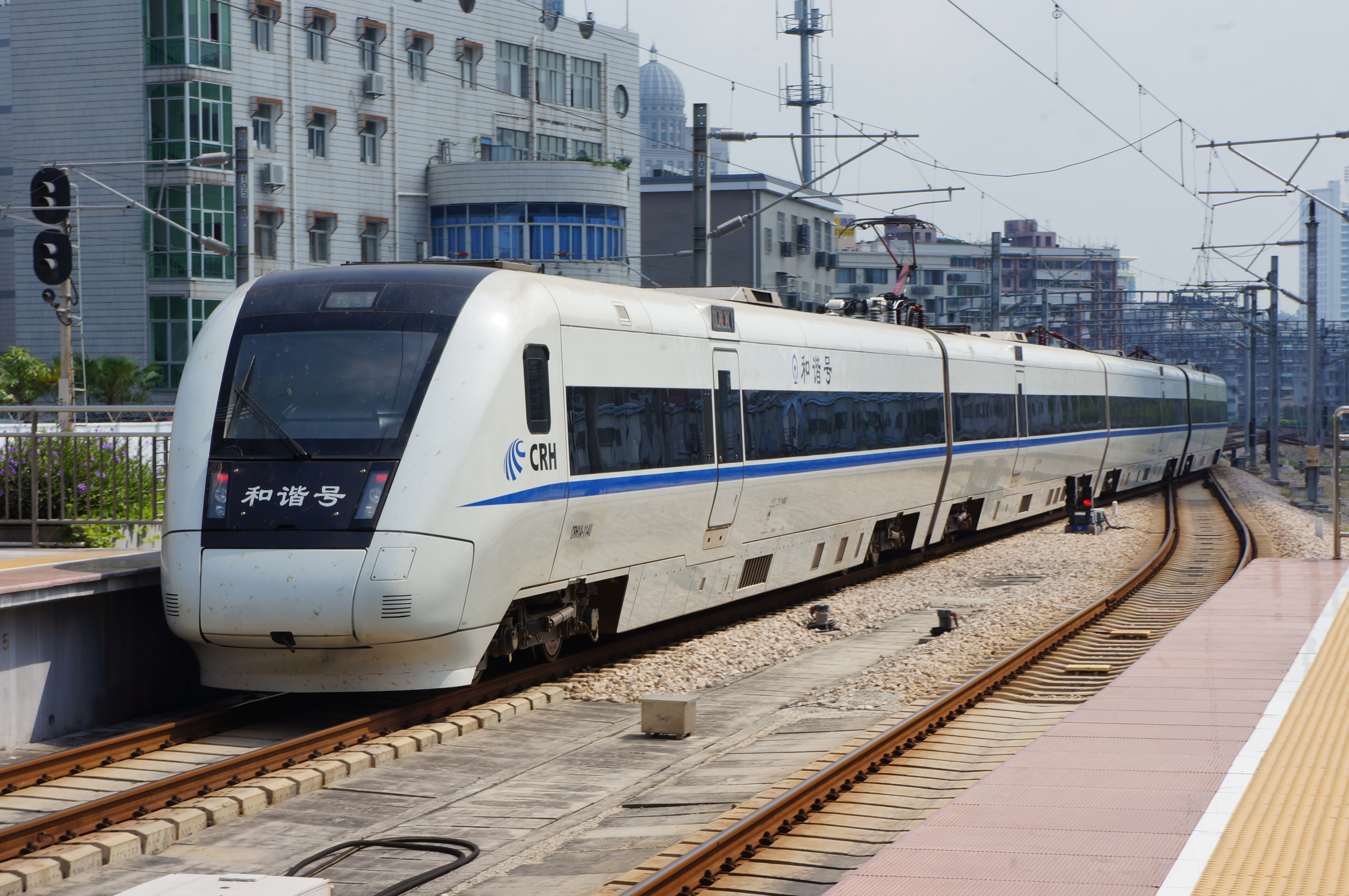
중국철로고속 CRH1형
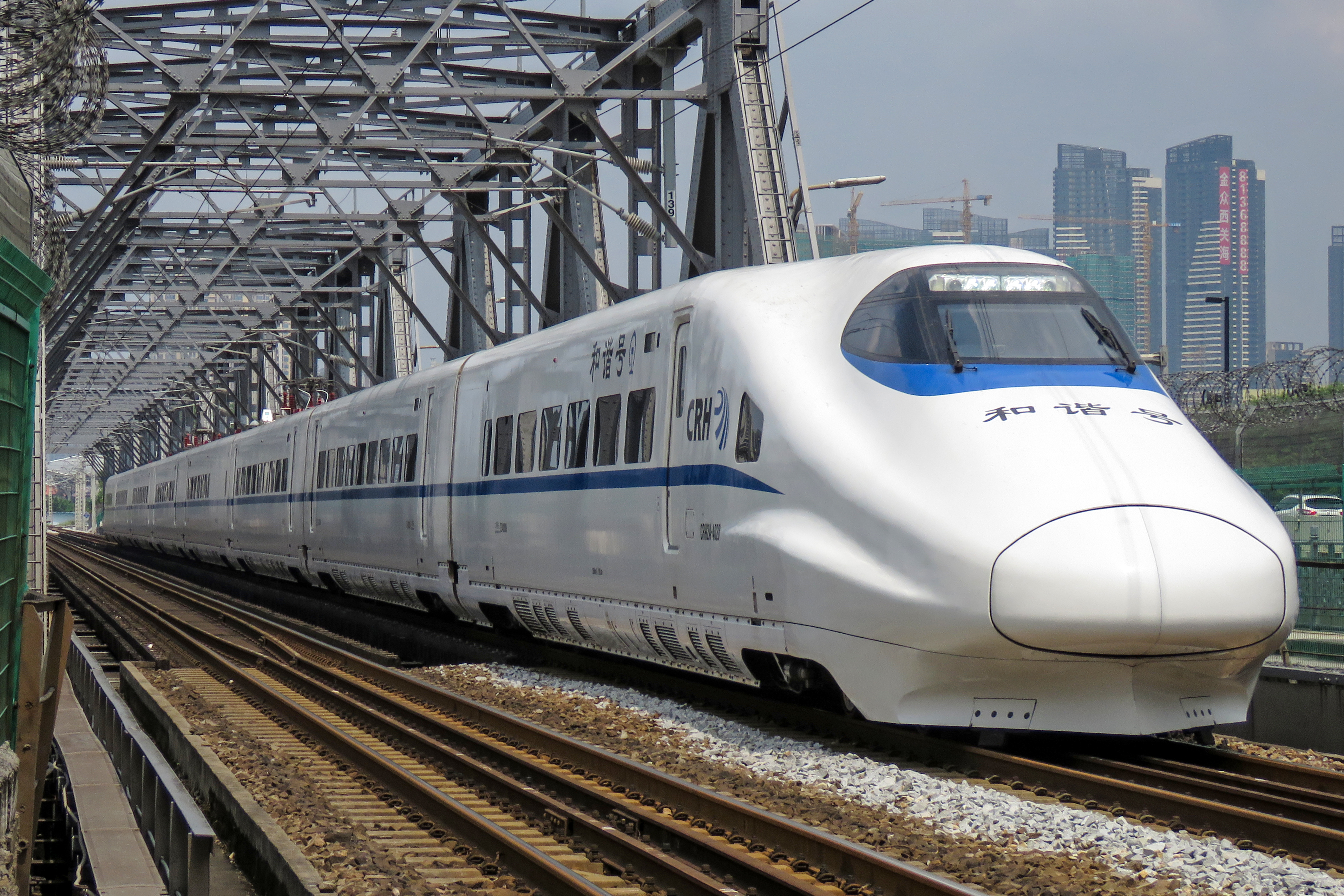
중국철로고속 CRH2형
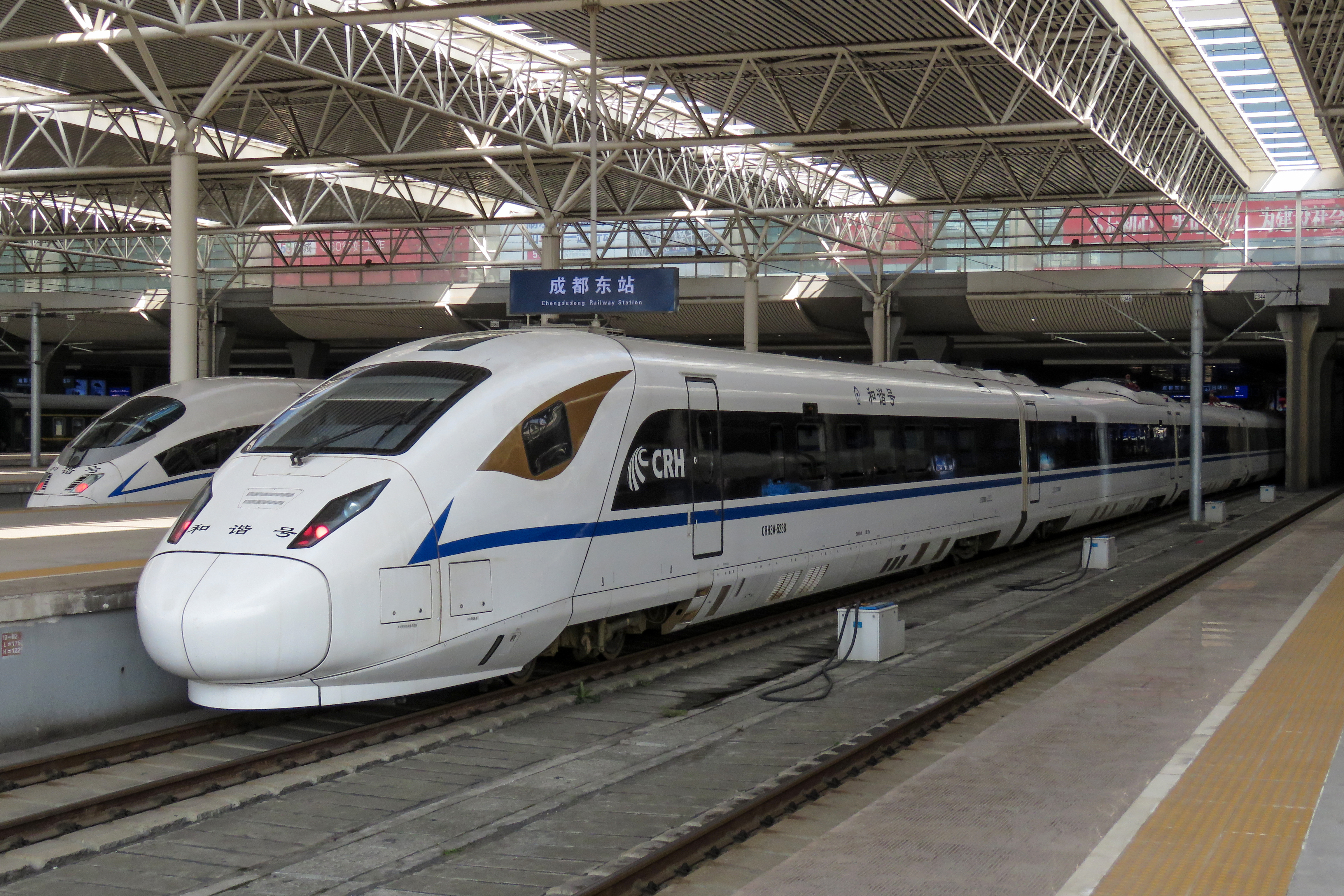
중국철로고속 CRH3형
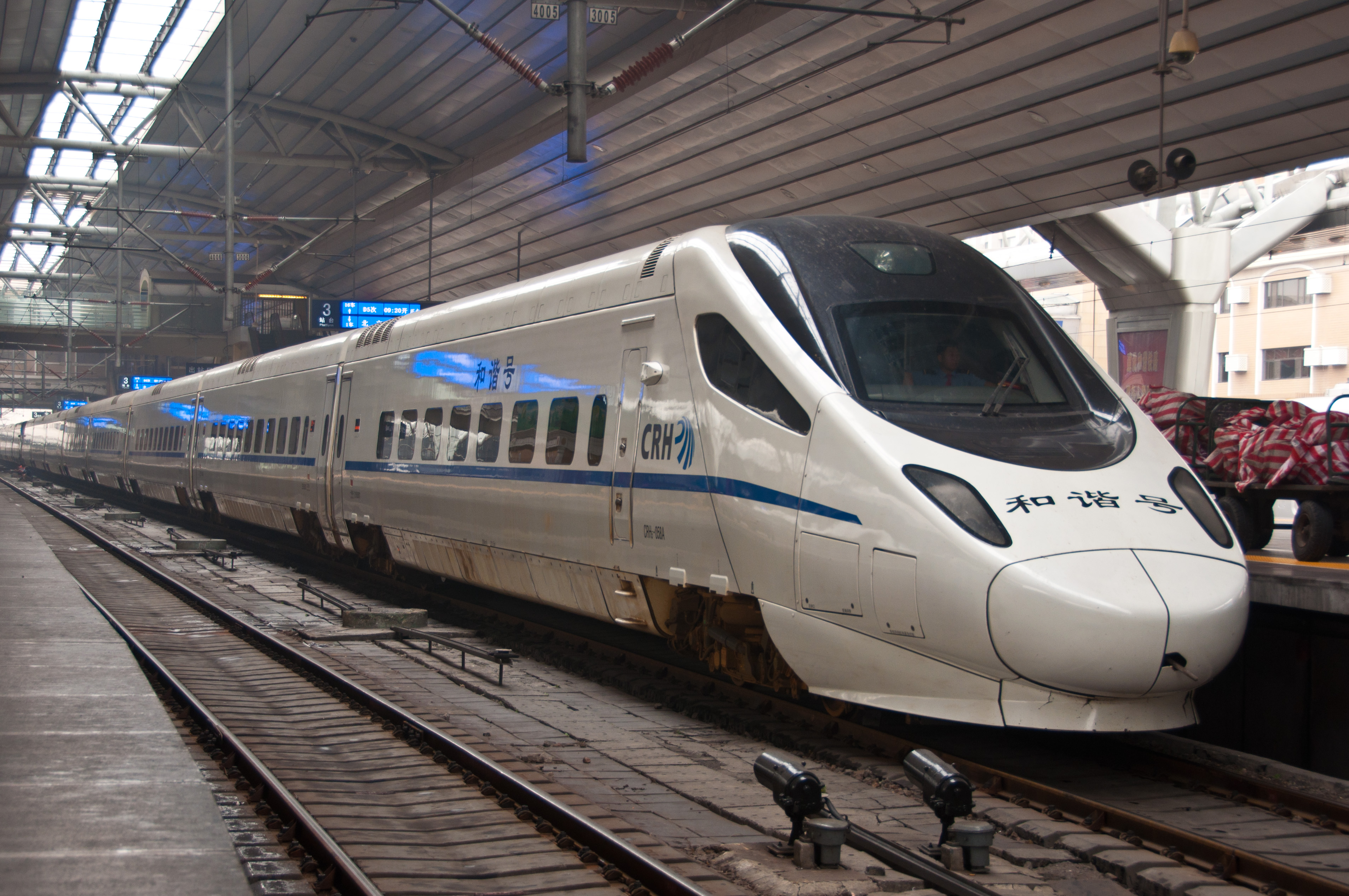
중국철로고속 CRH5형
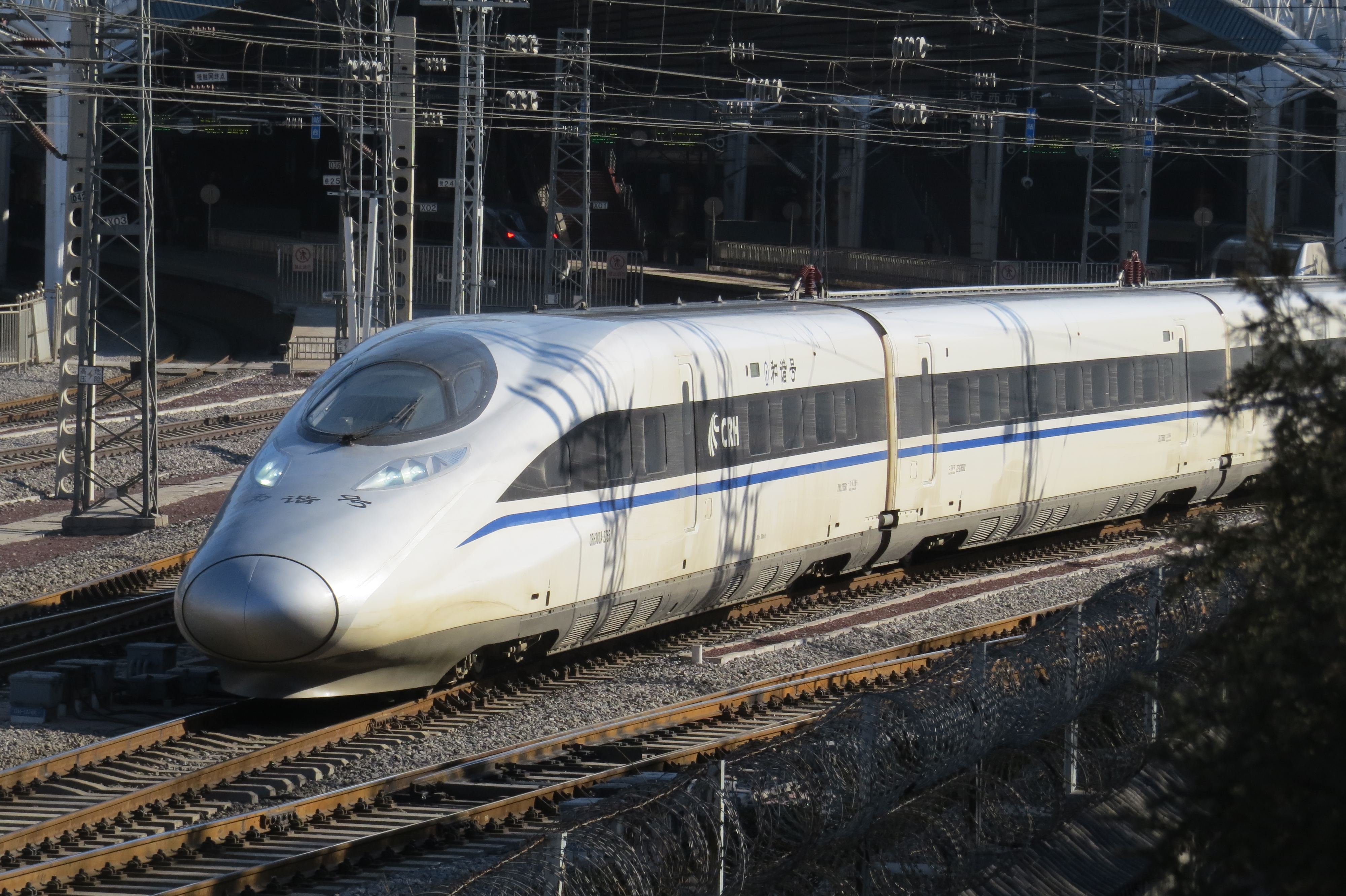
중국철로고속 CRH380A형
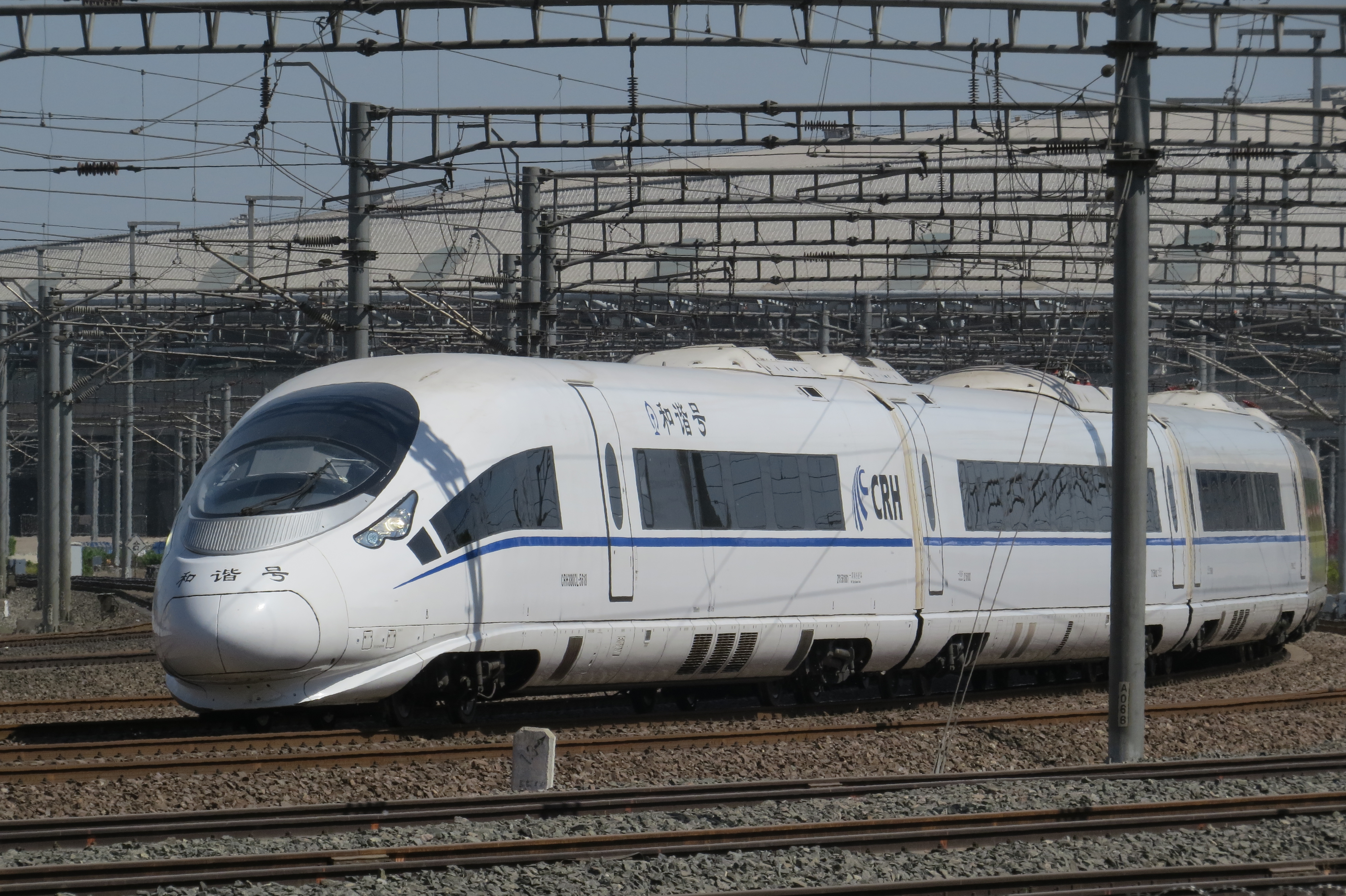
중국철로고속 CRH380C형
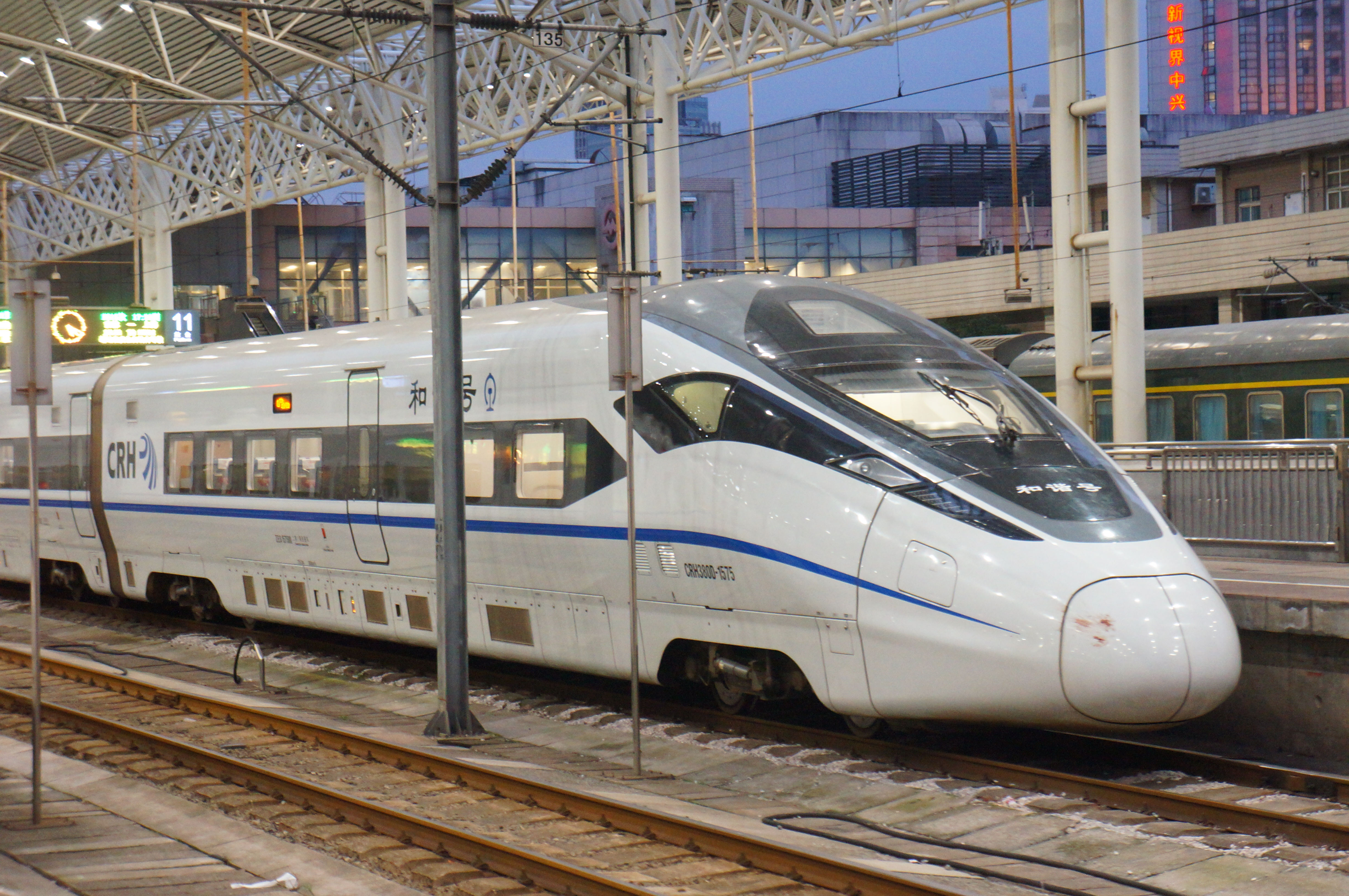
중국철로고속 CRH380D형
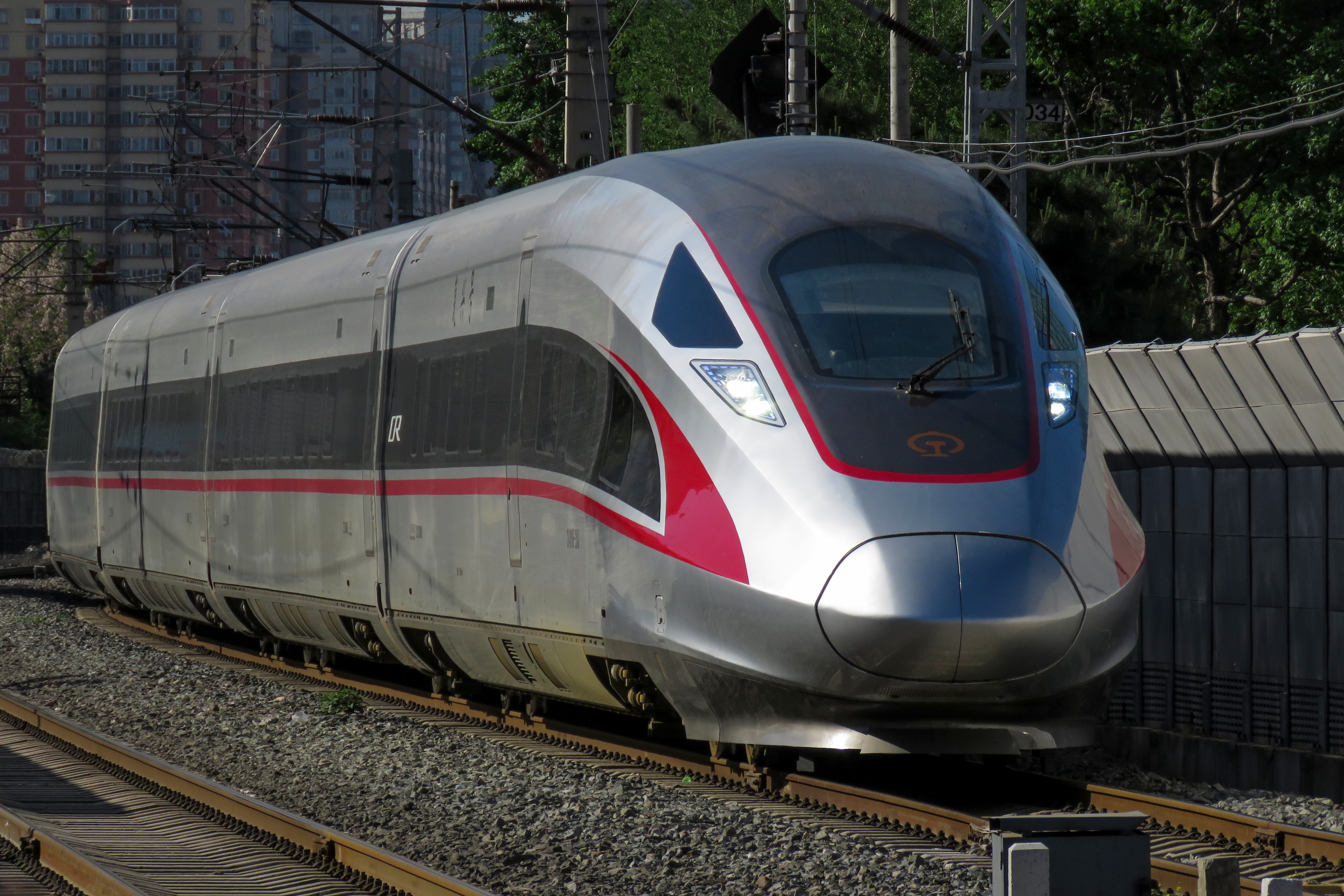
중국철로고속 CR400AF형
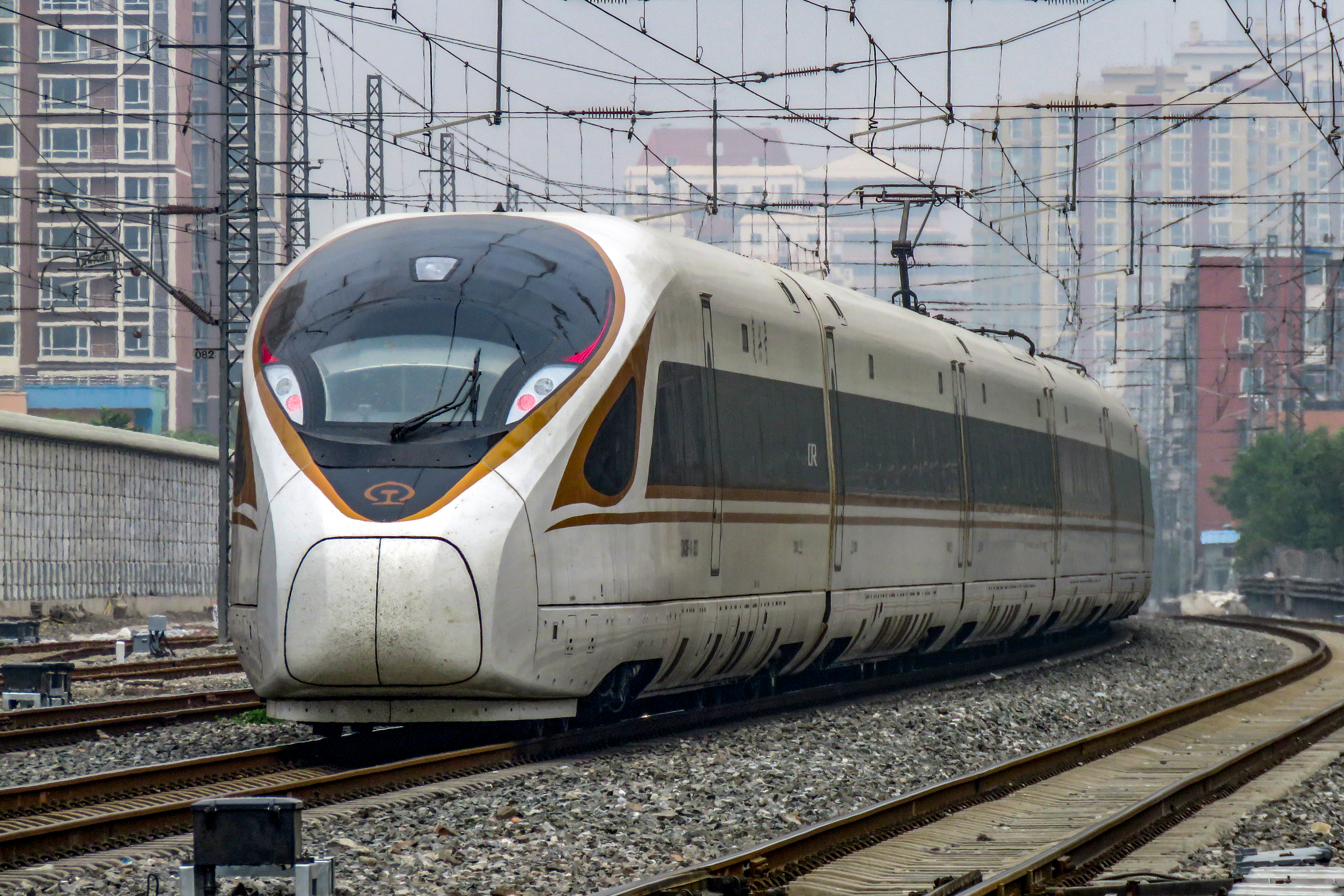
중국철로고속 CR400BF형

##### 대만

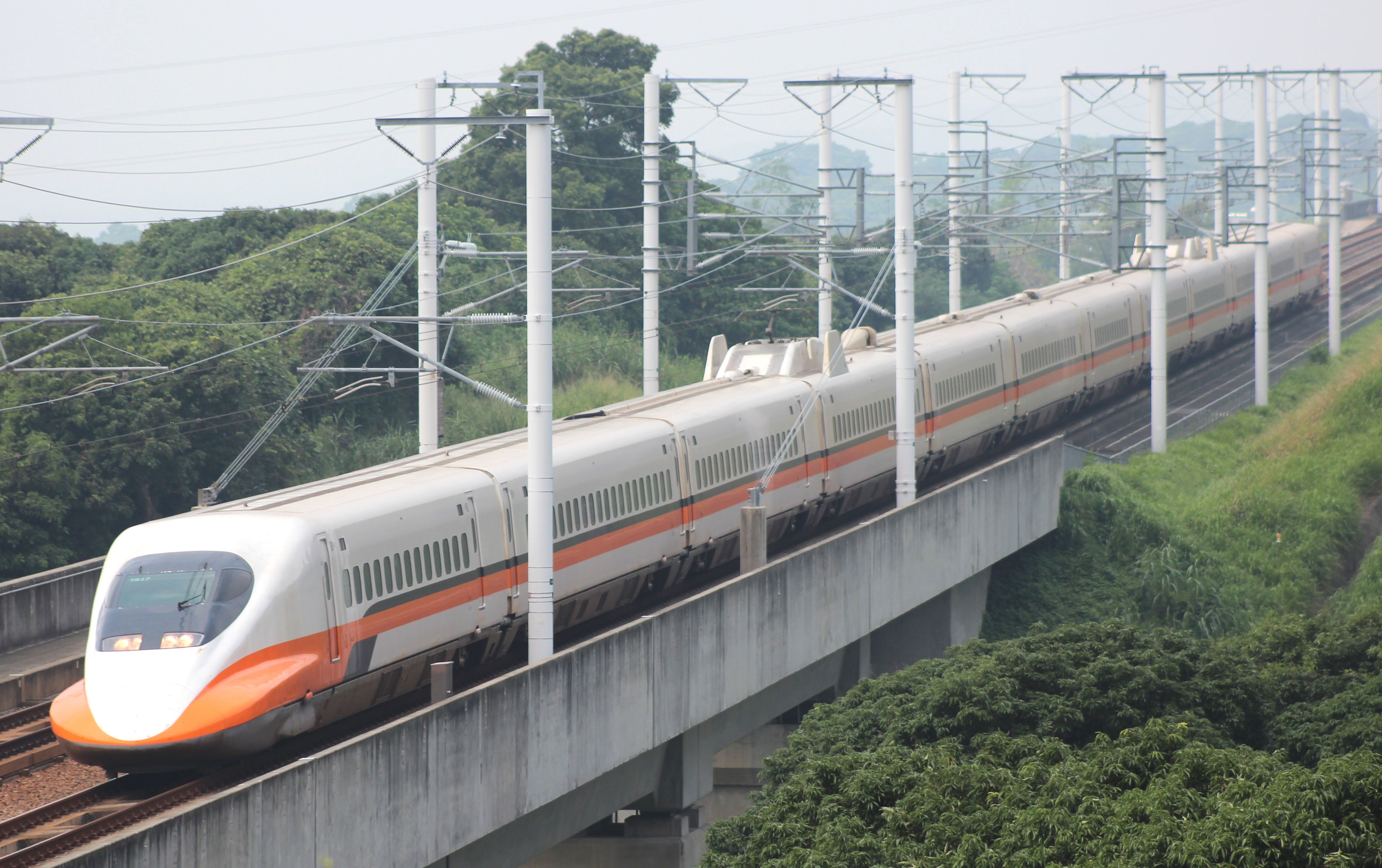
타이완 고속철도 700T형

##### 우즈베키스탄

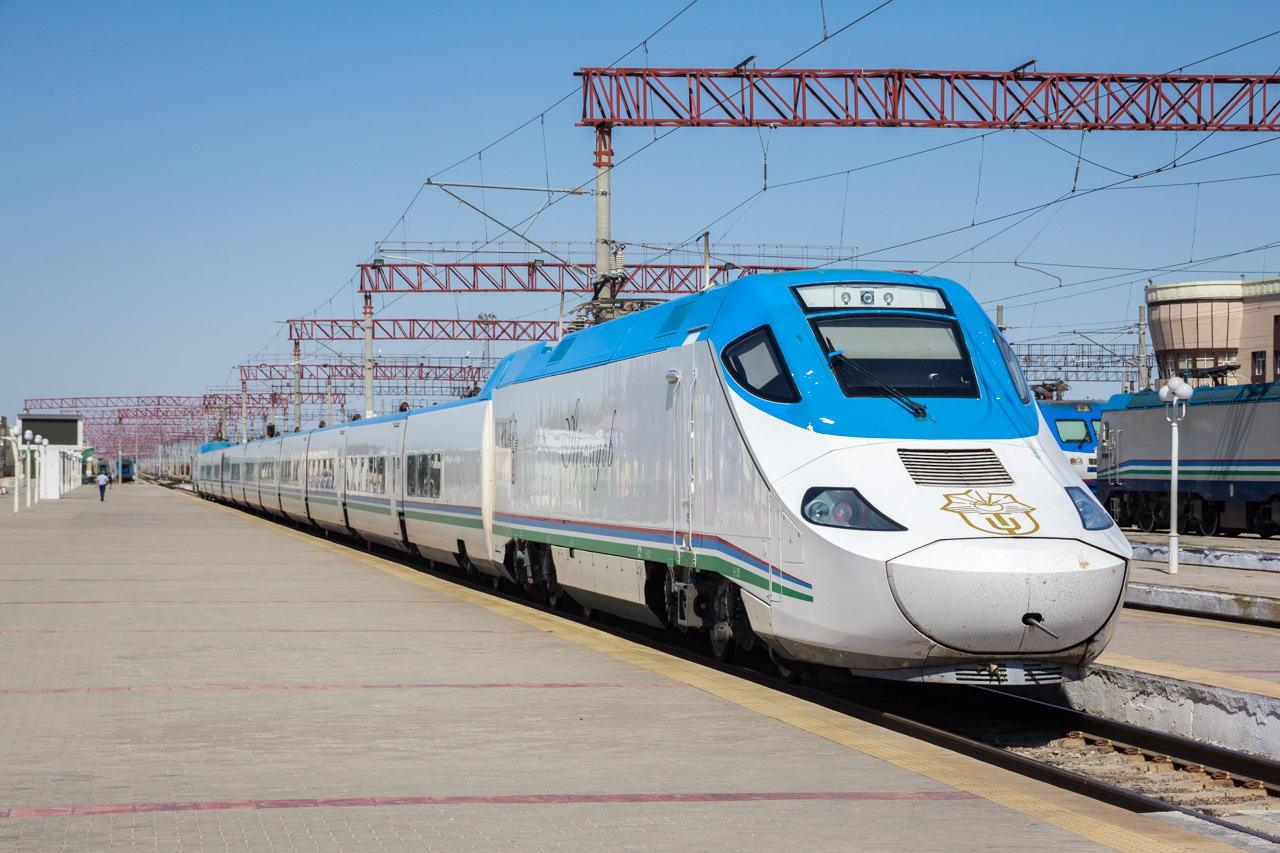
아프로시욥 Talgo 250

##### 사우디아라비아

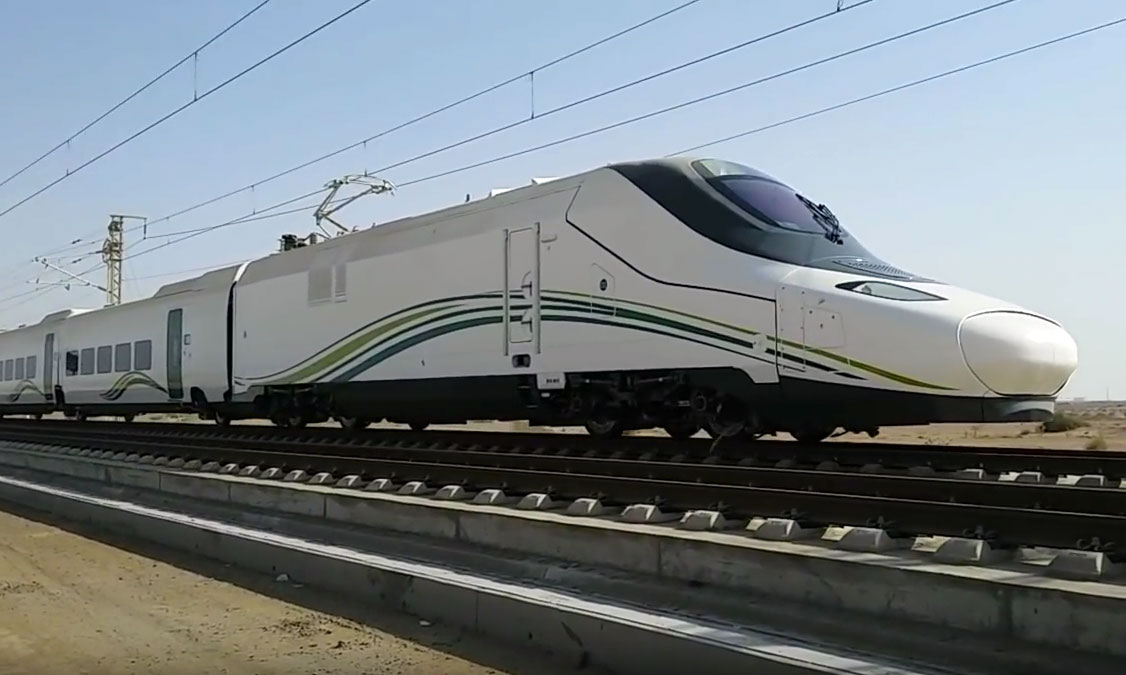
하라마인 고속철도 Talgo 350

#### 유럽

##### 프랑스
- TGV 아틀랑티크
- TGV 레조
- TGV 듀플렉스
- TGV POS

##### 독일
- ICE 1
- ICE 2
- ICE T
- ICE 3
- ICE 벨라로 D
- ICE 4

##### 스페인

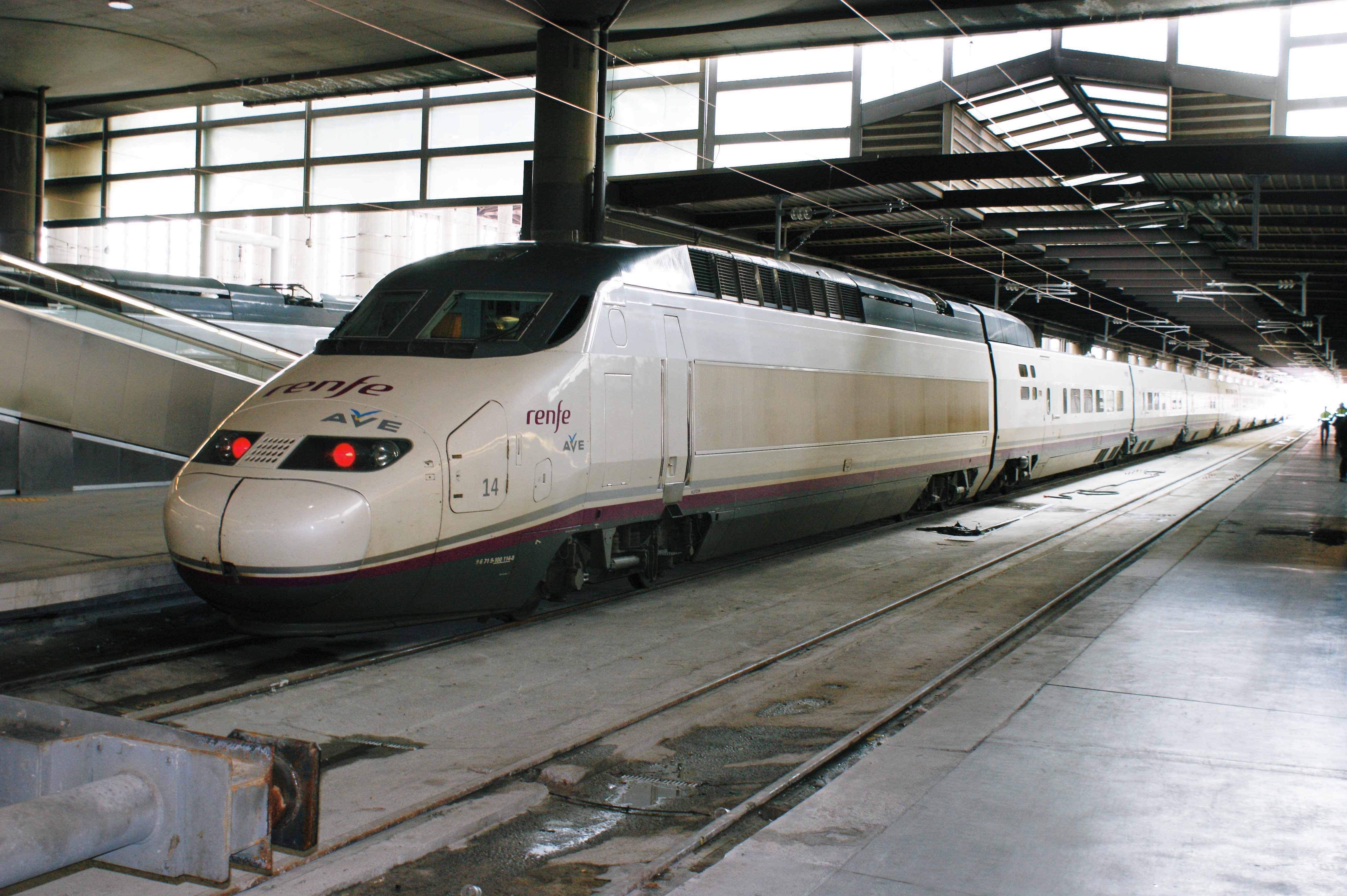
렌페 100급
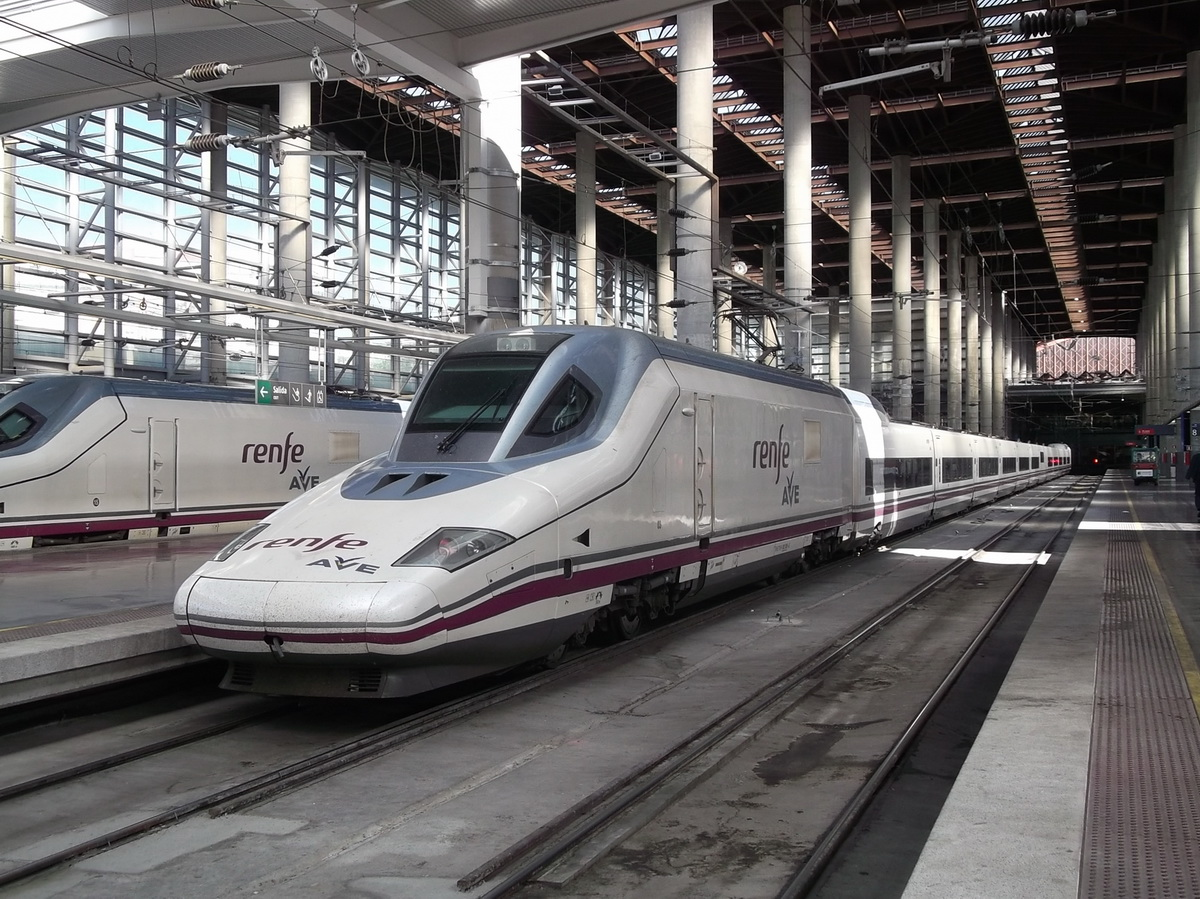
렌페 102급 (탈고 350)
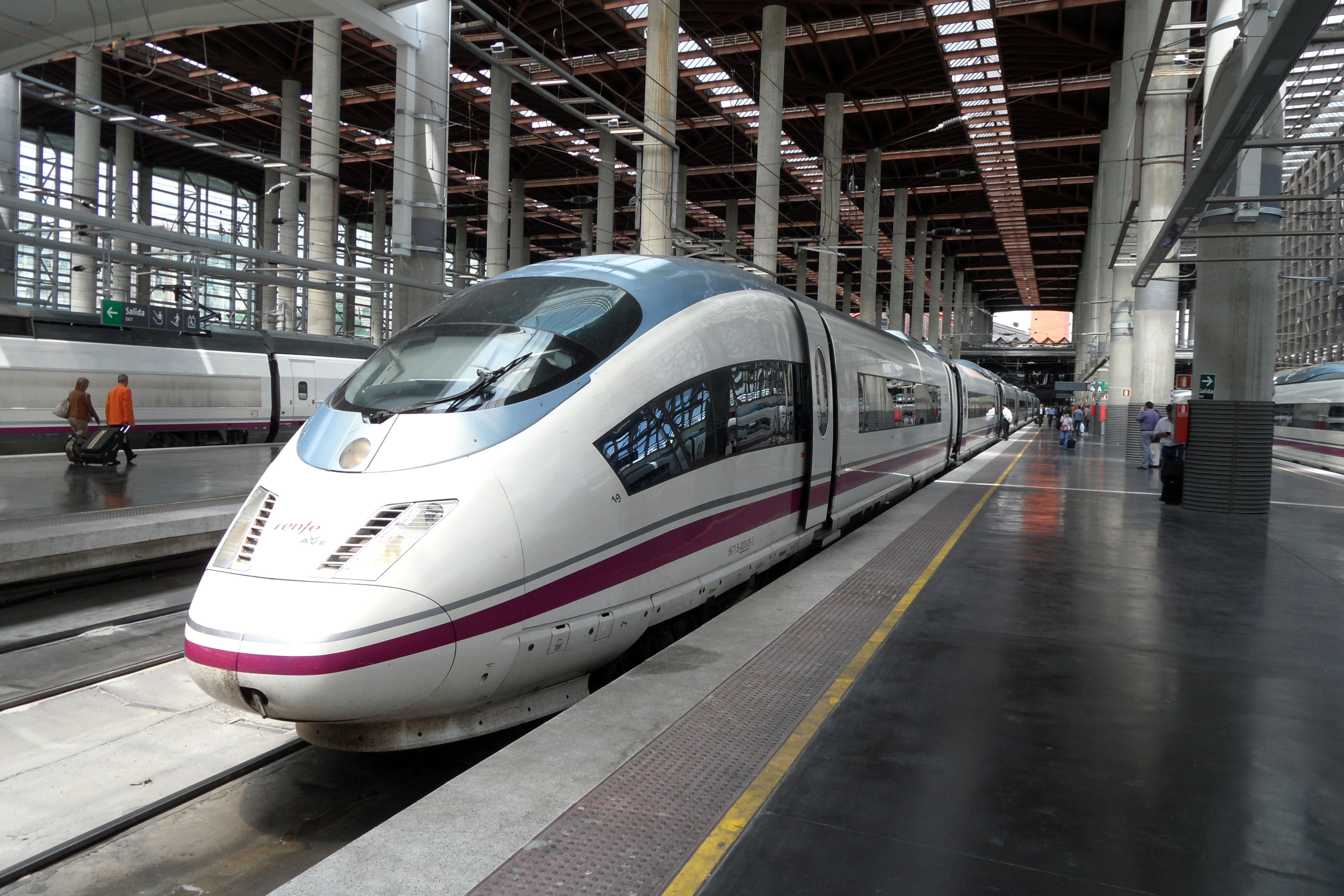
렌페 103급
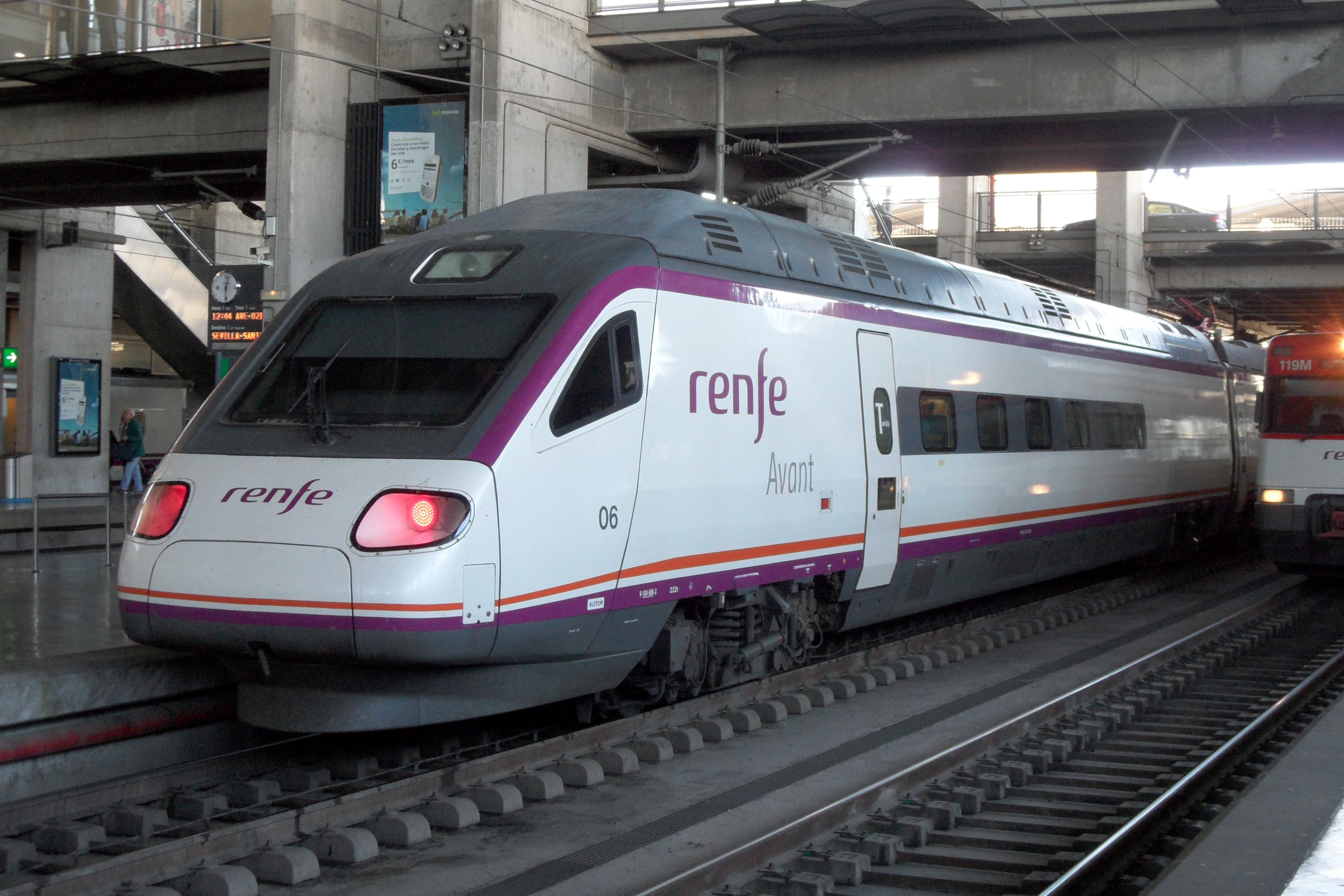
렌페 104급
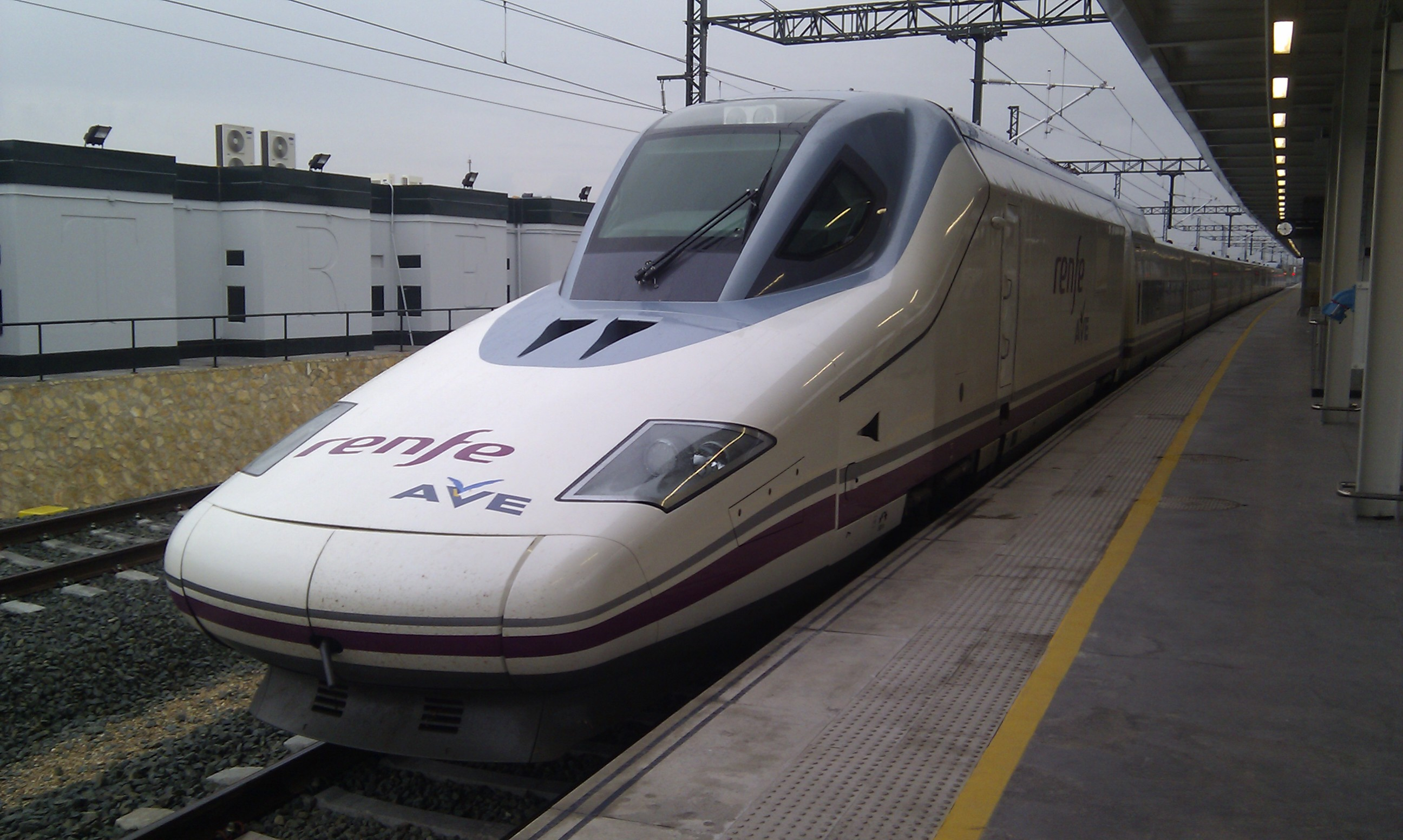
렌페 112급 (탈고 350)
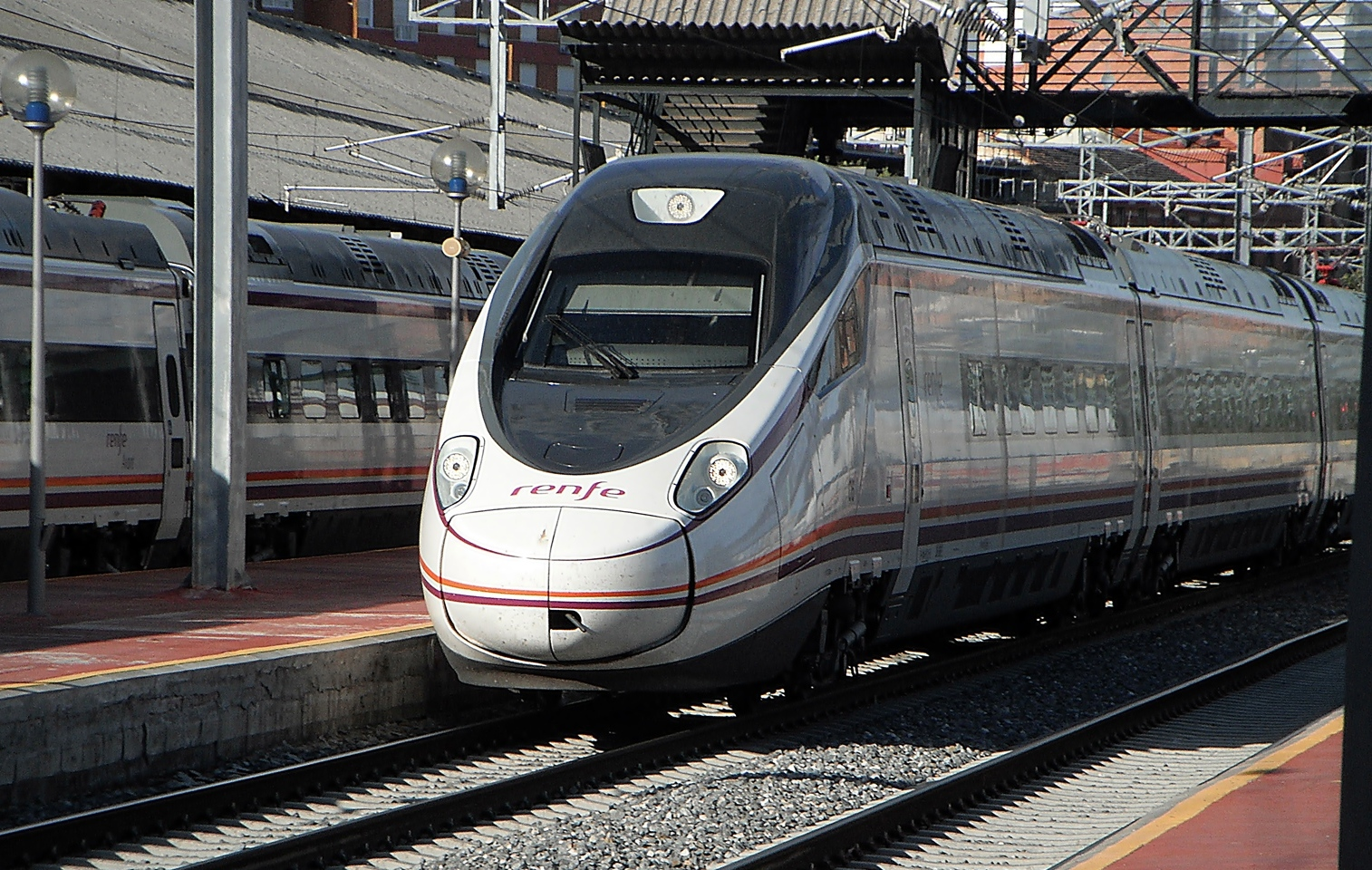
렌페 114급
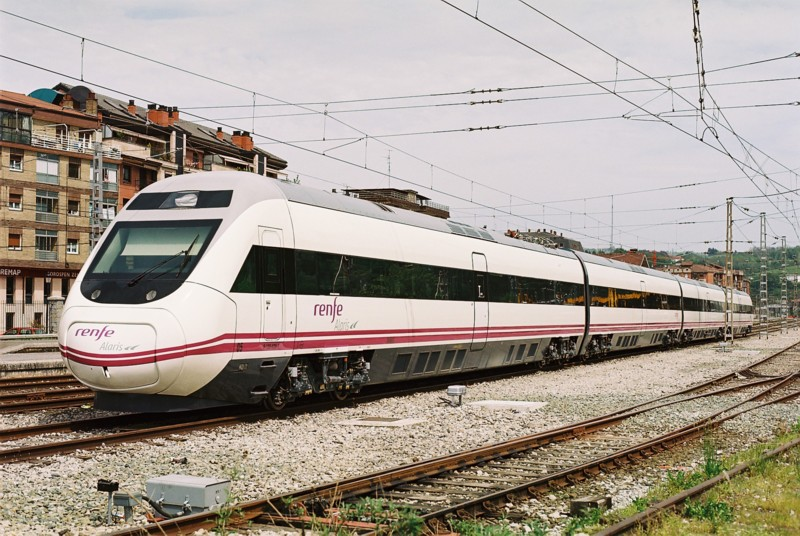
렌페 120급·렌페 121급
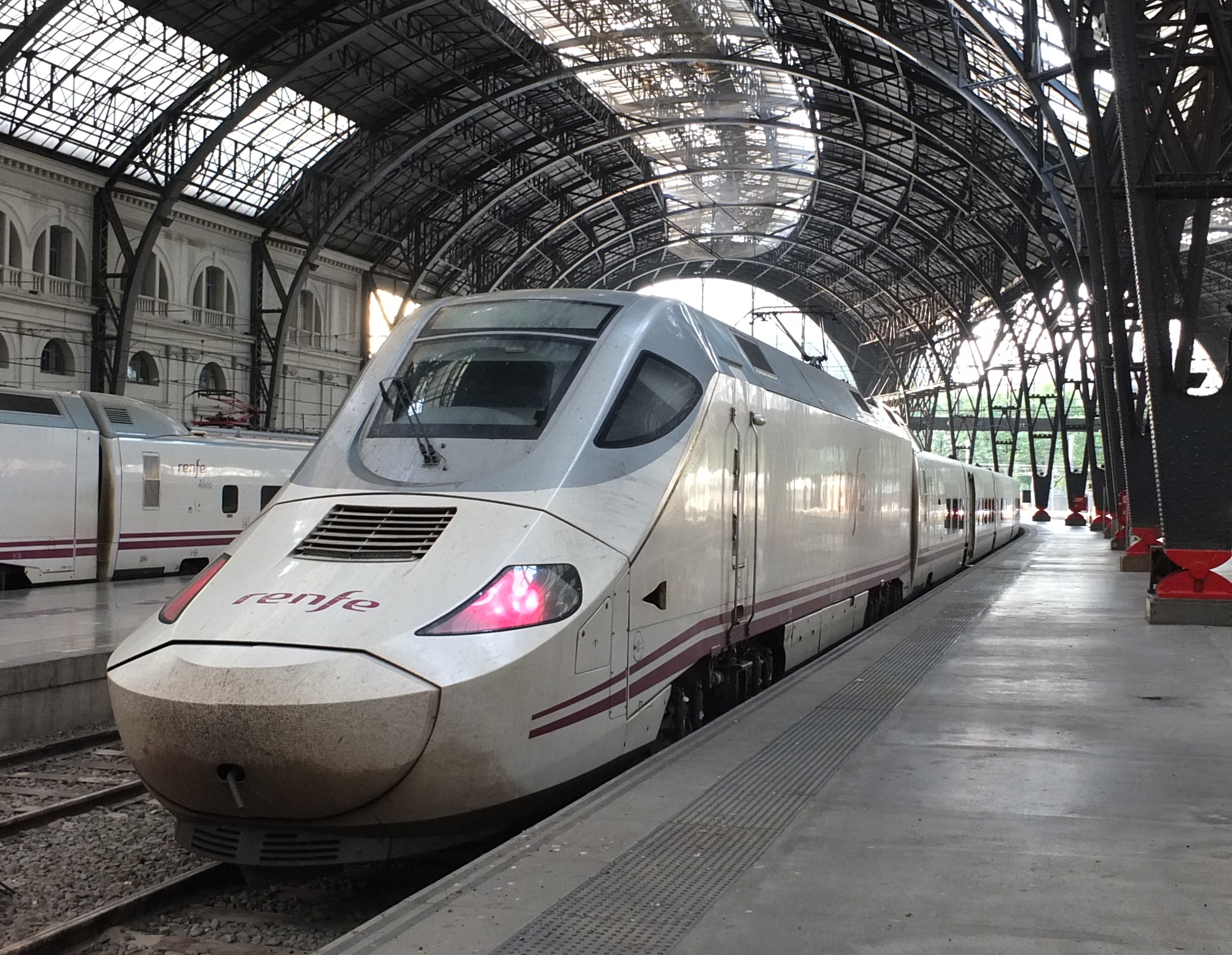
렌페 130급 (탈고 250)
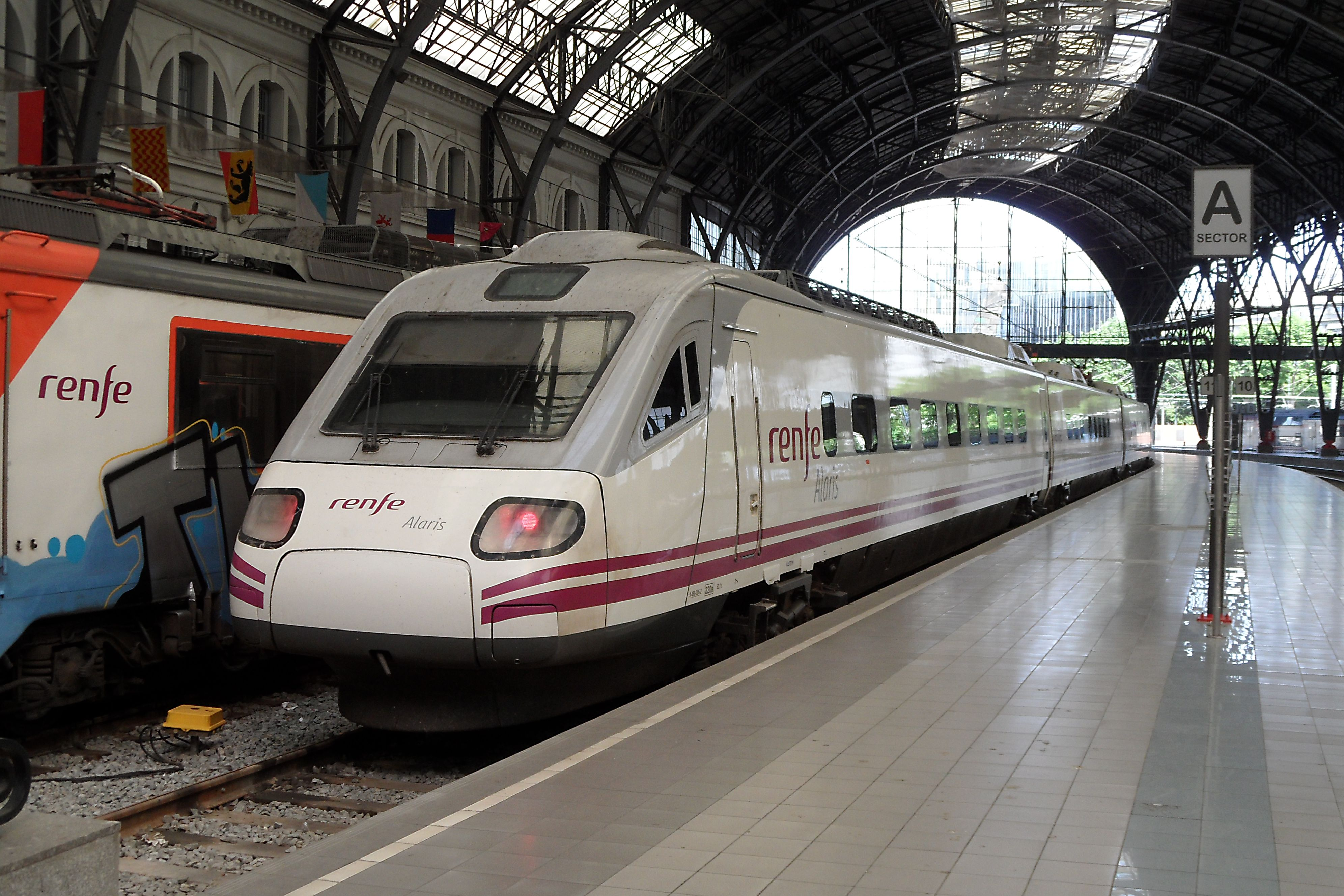
렌페 490급

##### 영국

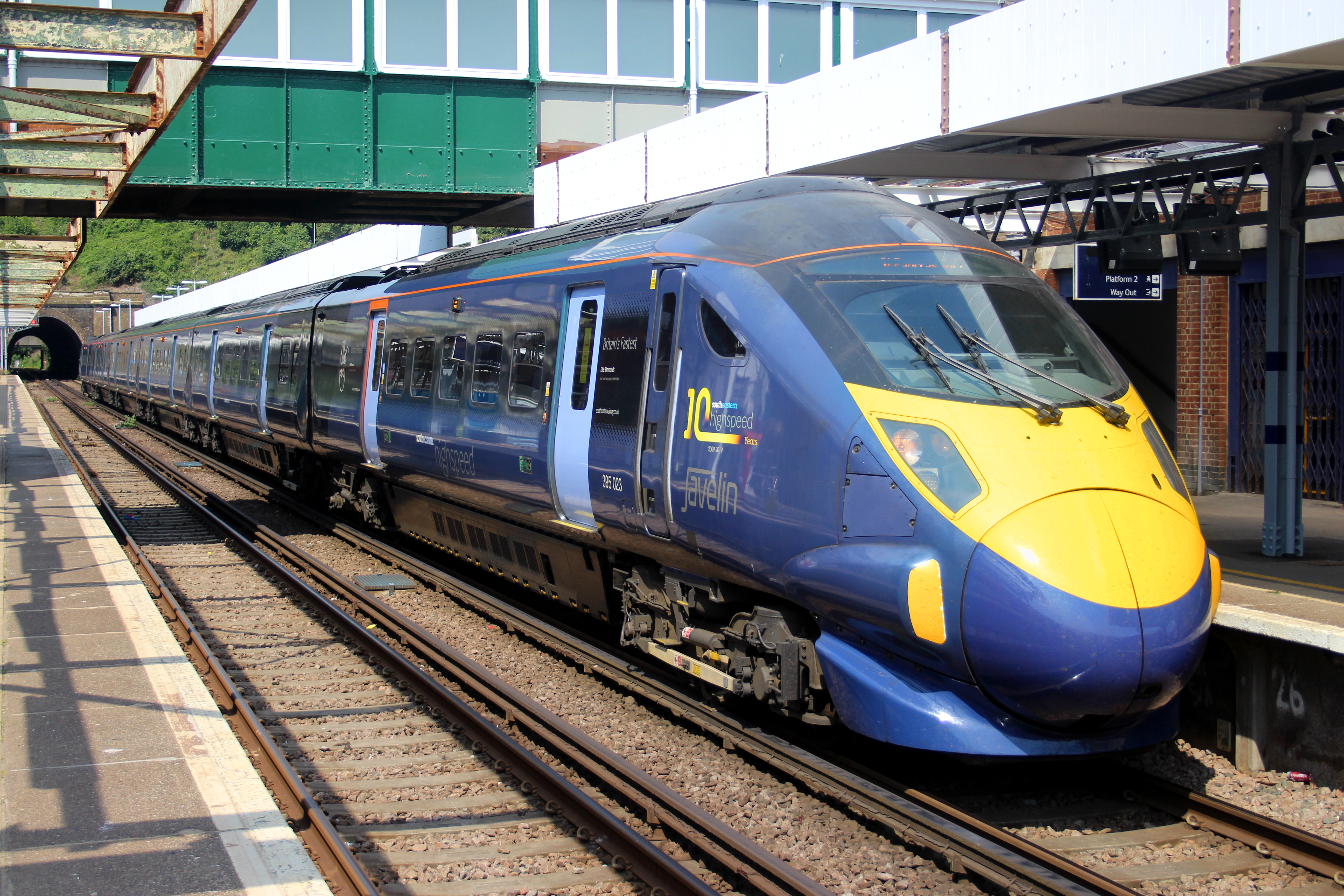
영국 철도 395
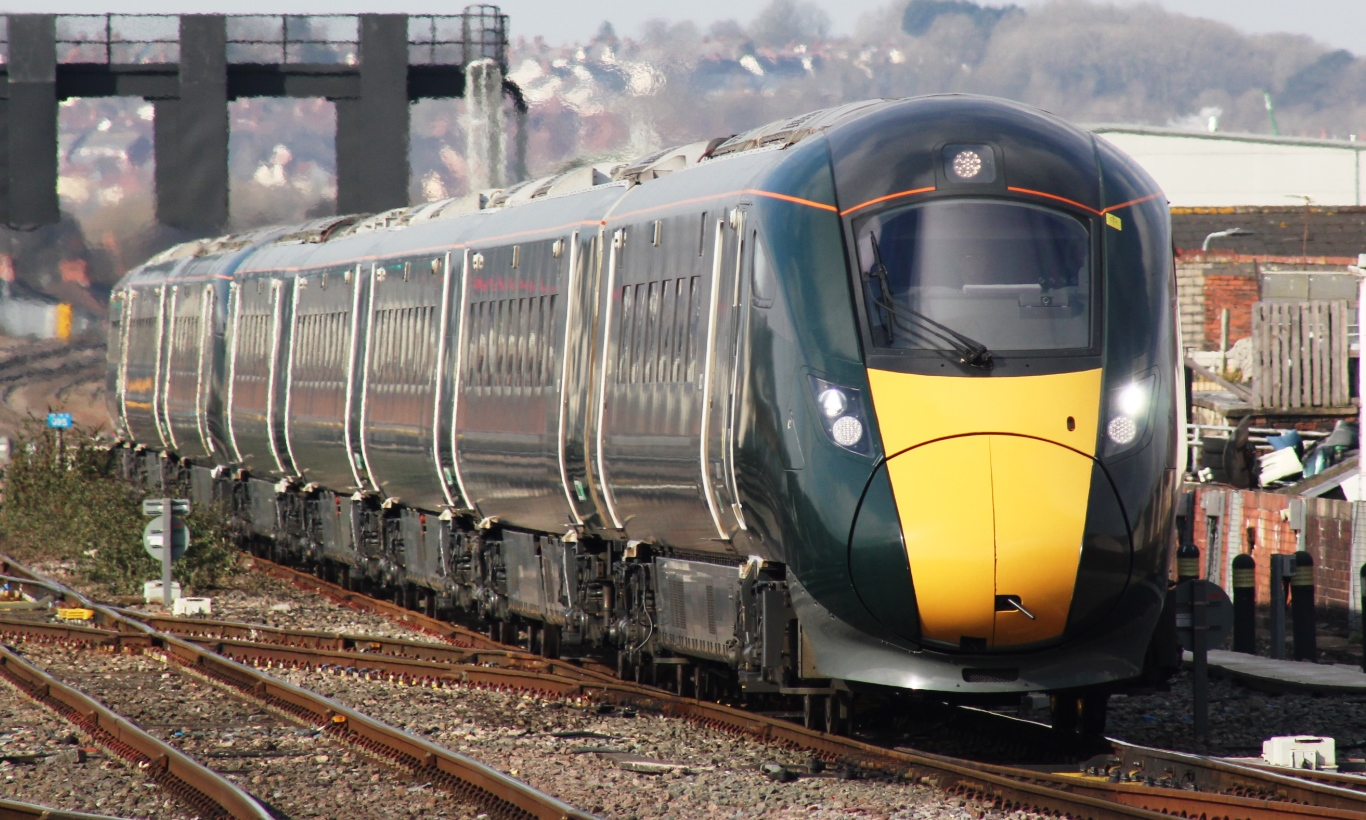
영국 철도 800·801·802·803·810

##### 국가 간 고속열차

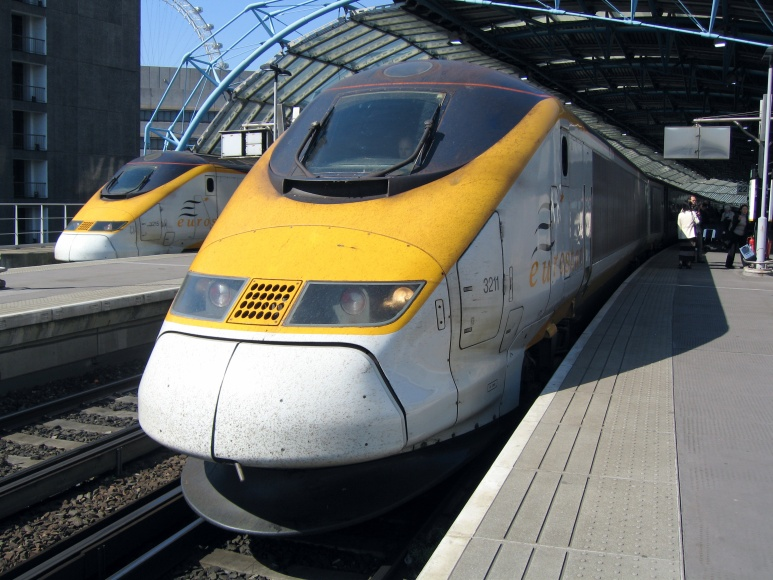
유로스타 (영국-프랑스-벨기에)
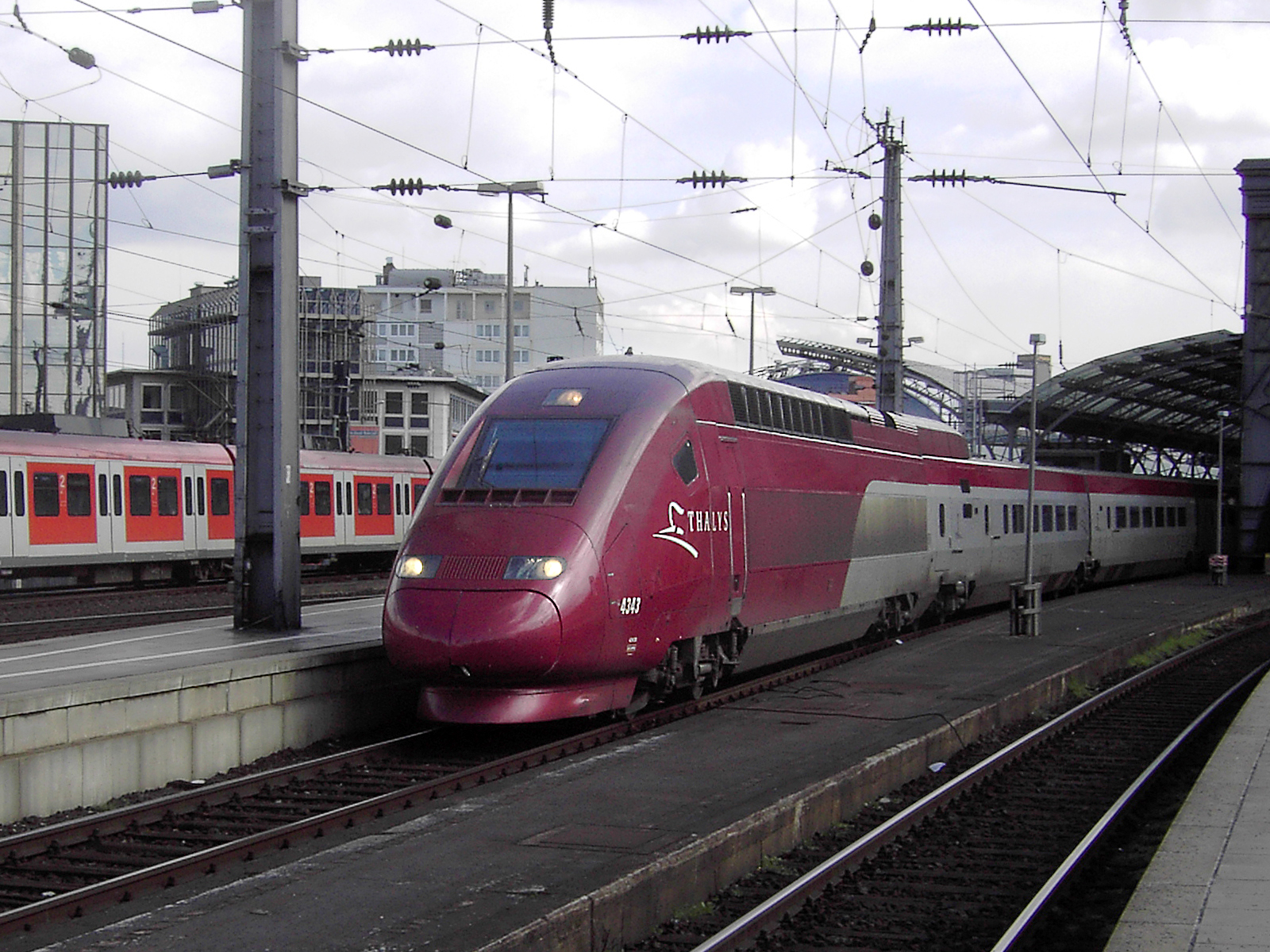
탈리스 (프랑스-벨기에-네덜란드-독일)
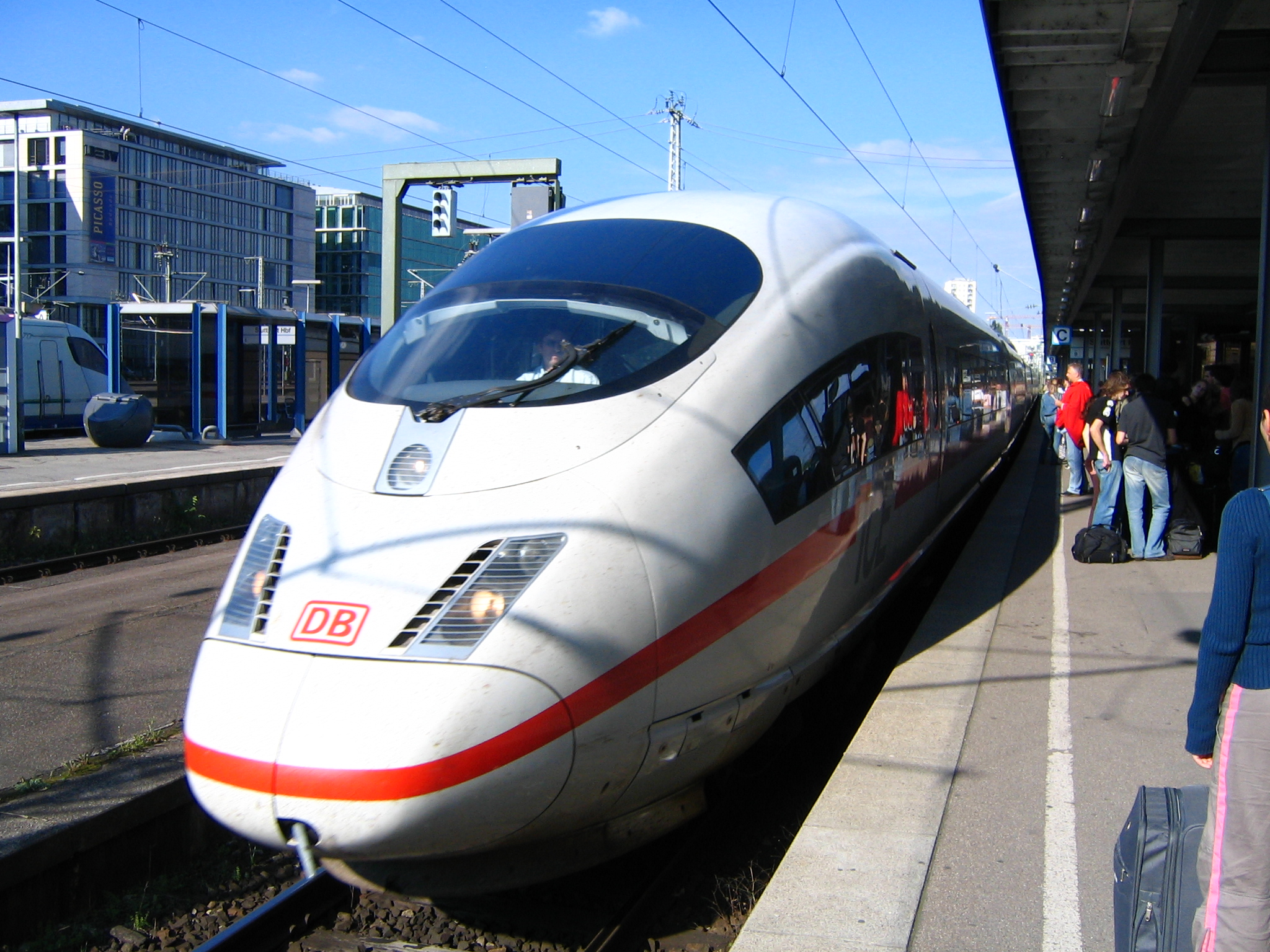
ICE (독일-오스트리아-네덜란드-스위스-덴마크-벨기에)
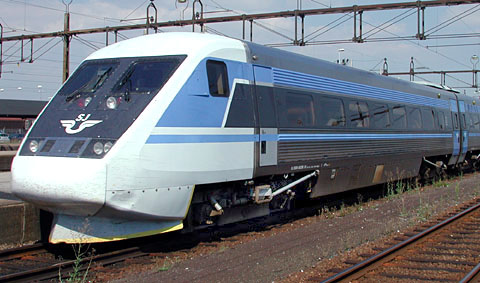
X2000（스웨덴）
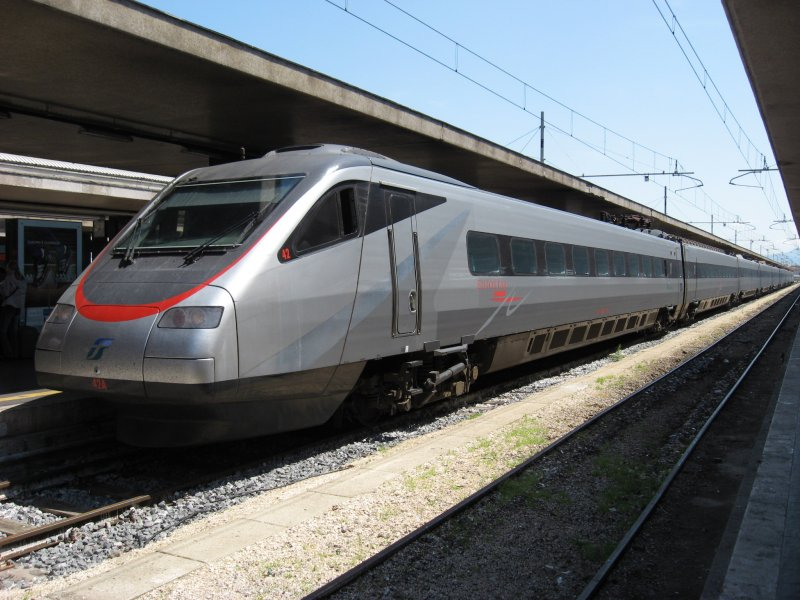
ETR480（이탈리아）
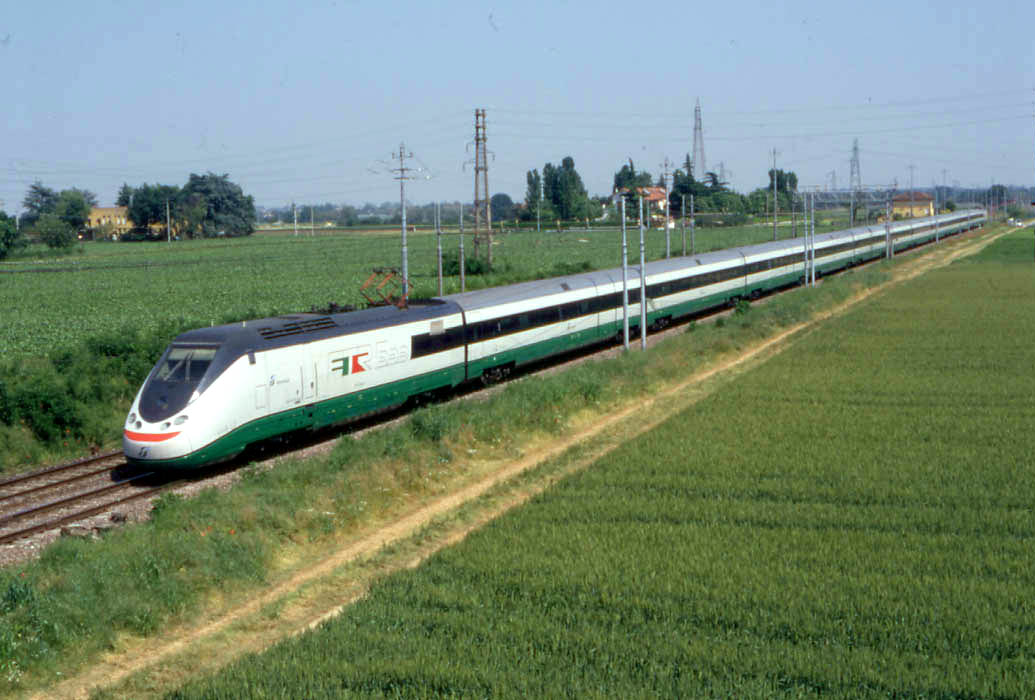
유로스타 이탈리아ETR500
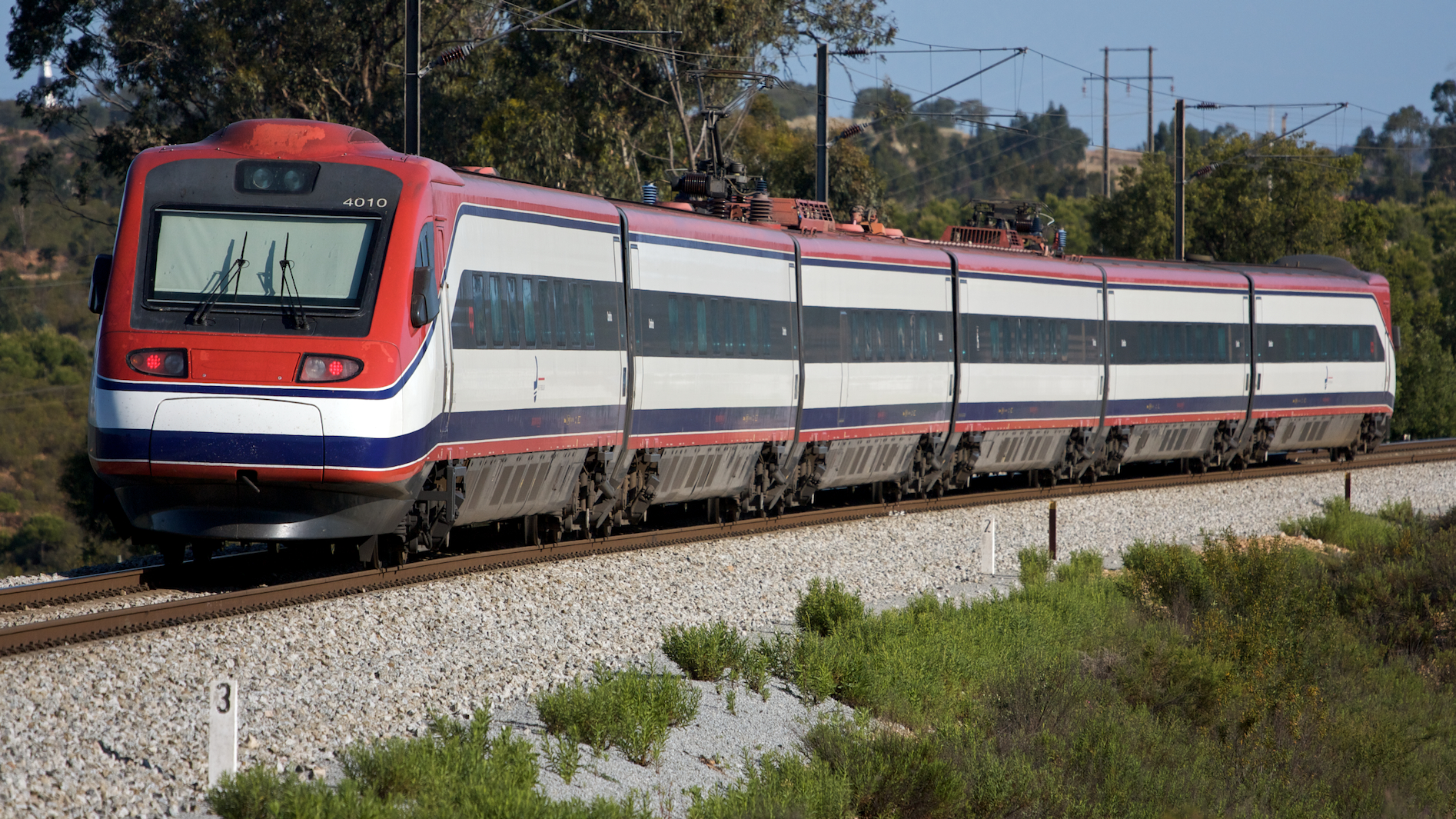
알파 펜둘라르（포르투갈）

#### 아프리카

##### 모로코

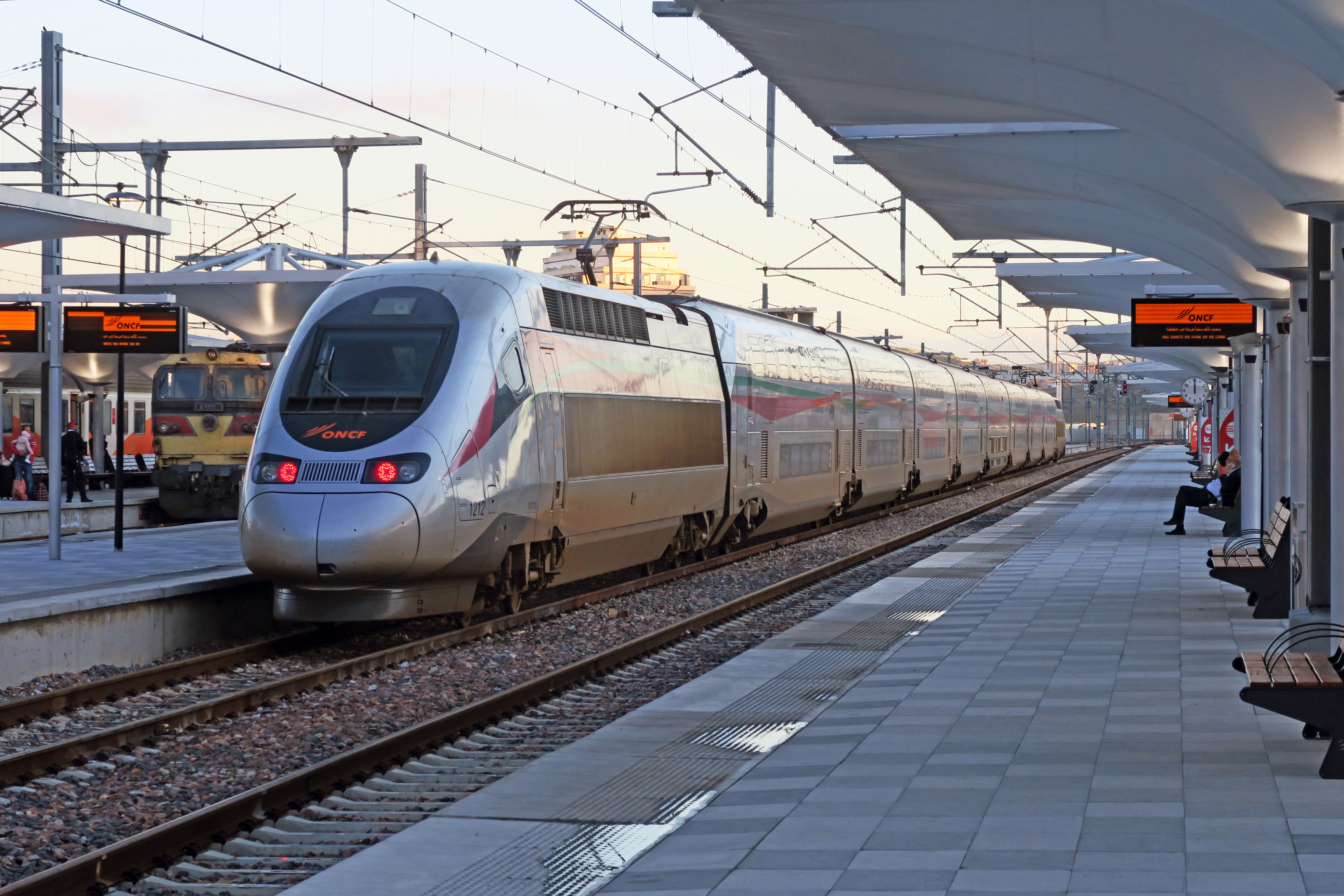
알 보라크 유로듀플렉스

## 최대속도
최대속도는 여러가지로 정의된다.

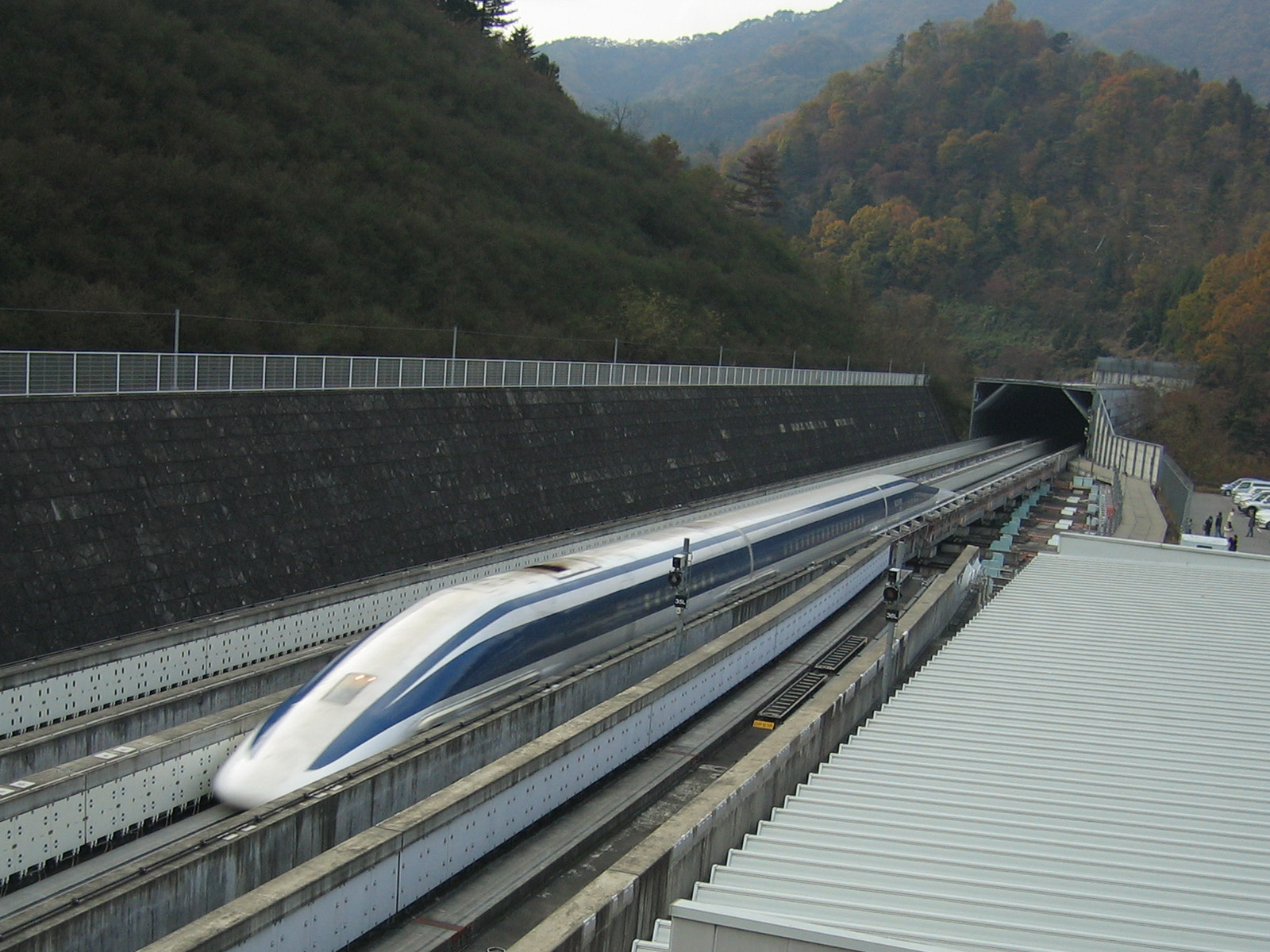
MLX01 자기부상열차, 비전통방식 열차의 기록보유 (581 km/hr)

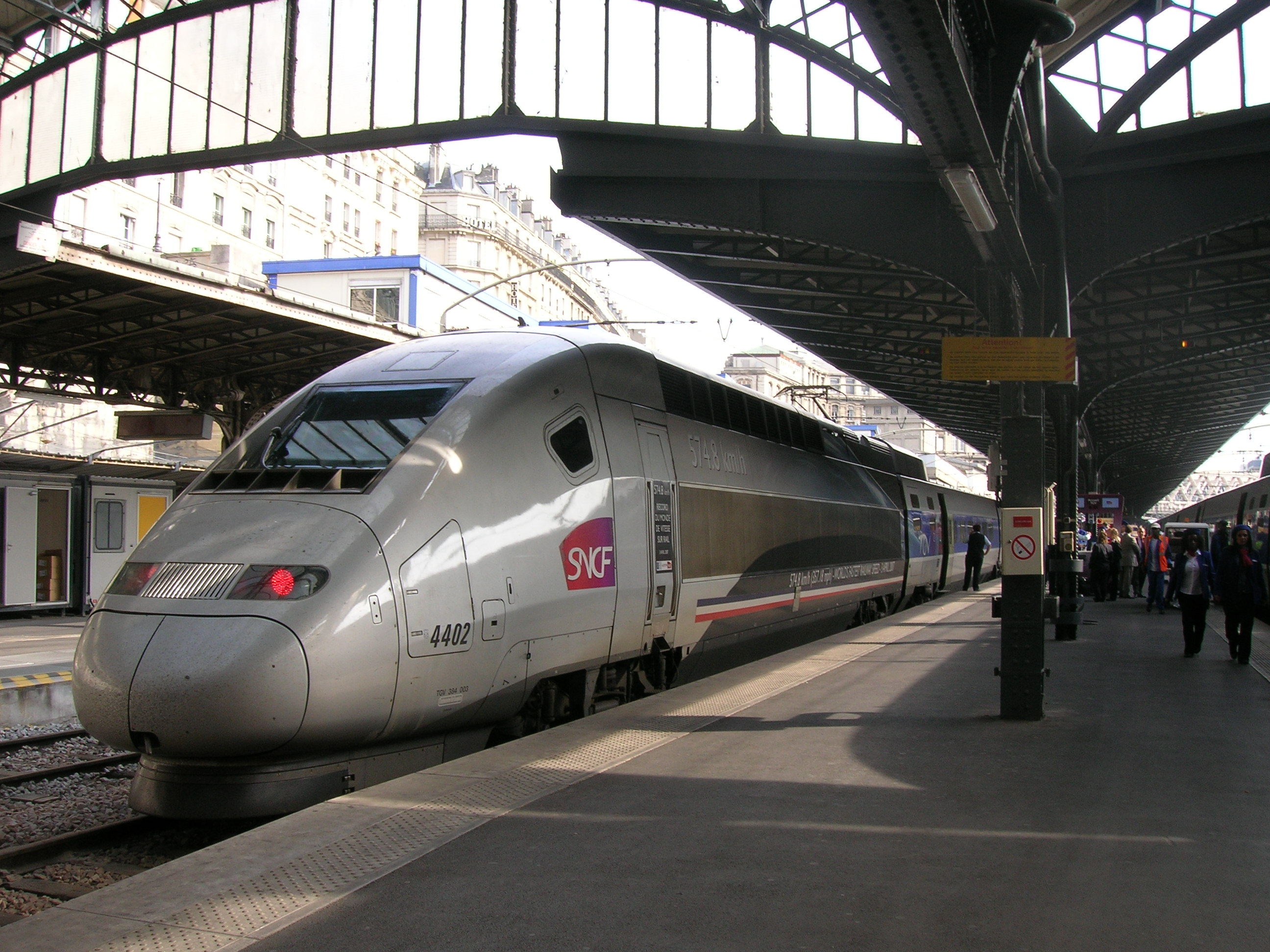
V150 train, 개량된 TGV, 전통적인 세계기록 보유 철도(574.8 km/hr)

- 통상적인 운행시 법이나 정책에 의해서 허용되는 최대속도
- 개량되지 않은 기차가 달려본 적이 있는 최대속도
- 특수하게 개량된 기차가 달려본 적이 있는 최대속도

### 절대 속도 기록

#### 전통 열차
1955년의 기록이후 프랑스는 절대속도에서 세계기록을 거의 계속 유지해왔다. 최근의 기록은 SNCF TGV POS 열차로 2007년에 틀:Converting의 속도에 도달했다. 이것은 새로 건설된 LGV Est 고속선에서 이루어진 공학적인 실험으로 개념의 증명을 위한 것이지 승객운송을 시험한 것은 아니다. 전통적인 기록과는 달리, 상업용 열차를 많이 개조한 차량으로 이루어진 것이다.

#### 비전통 열차
실험용 비전통적 방식의 열차의 속도 기록은 일본의 초전도 리니어에 의해서 2015년에 수립된 603 km/h (375 mph)이다.
궤도 차량에 의한 기록은 미공군.
무인 로켓 썰매가 수립한 10,325 km/h (6,416 mph)이다

### 운행중 최대 속도

#### 전통 열차
운행중 최대 속도의 기록을 세운 전통방식의 철도는 프량스의 TGV POS, 독일의 ICE 3, 그리고 일본의 신칸센 E5계 전동차와 신칸센 E6계 전동차로 최대 상업속도가 320 km/h (199 mph)이다. 앞의 두개는 프랑스의 고속선에서 이루어진 것이고 뒤의 두개는 도호쿠 신칸센에서 수립된 것이다.
2011년 7월 이래로 중국의 최고속도는 공식적으로 300 km/h (186 mph)이나 10 km/h (6 mph) 차이는 허용된다. 2008년 8월부터 2011년 7월 사이에는 중국철로고속의 철도가 징진 고속철도의 일부 구간에서 350 km/h (217 mph)의 최고 속도를 기록했다.

#### 비전통 열차
상하이 자기부상 시범운행선은 30 km (19 mi)의 지정구간에서 정상운항 중 431 km/h (268 mph)를 기록했으며 이것은 상업열차가 수립한 최고의 기록이다.

## 같이 보기
- 자기부상열차
- 메가프로젝트
- 백트레인